# PFA年間ベストイレブン
PFA年間ベストイレブン（The Professional Footballers' Association Team of the Year）は、イングランドでプレイするサッカー選手を対象に、プレミアリーグ、チャンピオンシップ、1部、2部、ウィメンズ・スーパーリーグから、各11名、計55名選出される。プロフェッショナル・フットボーラーズ・アソシエーション (PFA)のメンバーによる投票によって選出される。

## 1990年代の受賞リスト

### 1993年

#### プレミアリーグ

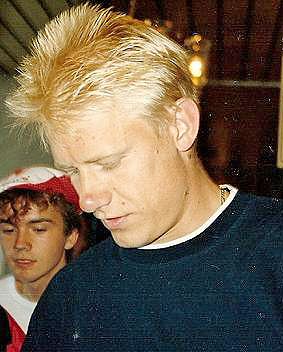
プレミアリーグ史上最高のゴールキーパーと名高いピーター・シュマイケル。

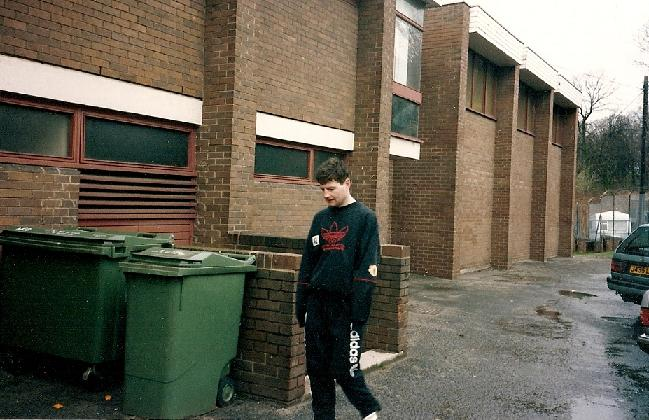
の不動のサイドバック、デニス・アーウィン。

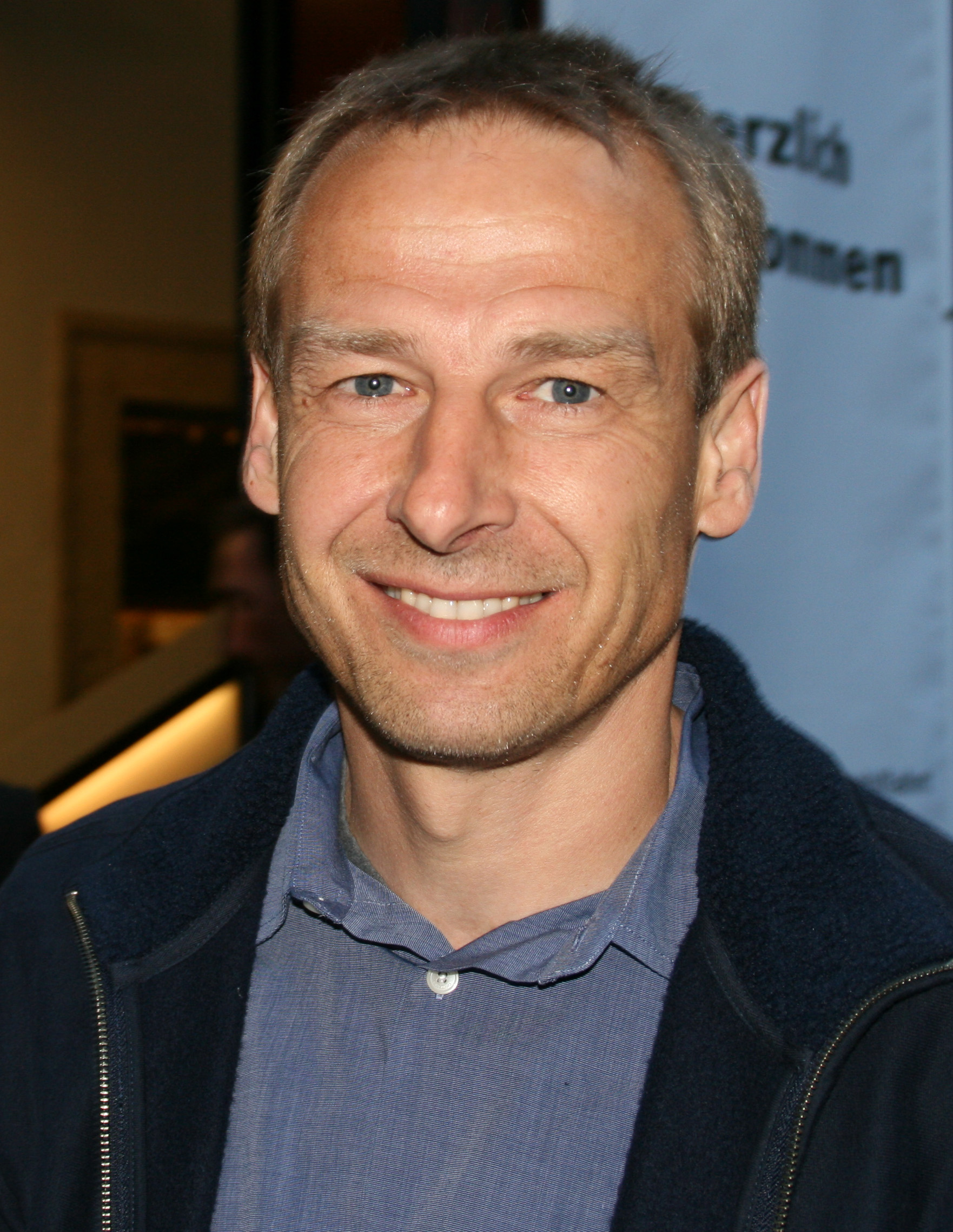
ユルゲン・クリンスマンはFWA年間最優秀選手にも選出された。

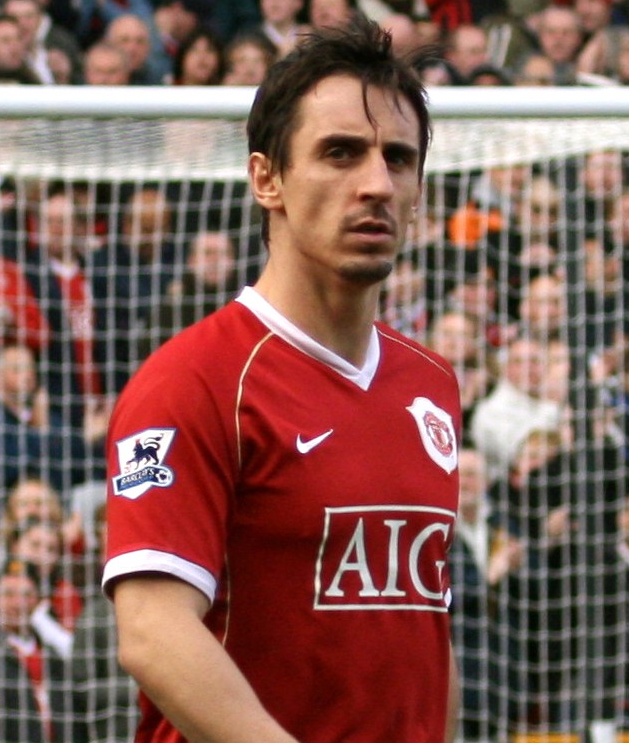
初の受賞となったガリー・ネヴィルは、その後4シーズン連続で選出されることになった。

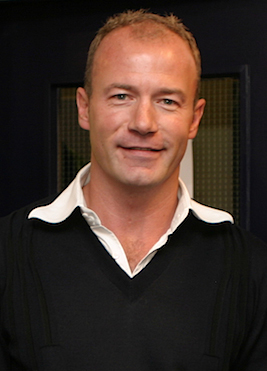
アラン・シアラーは3シーズン連続で得点王となった。

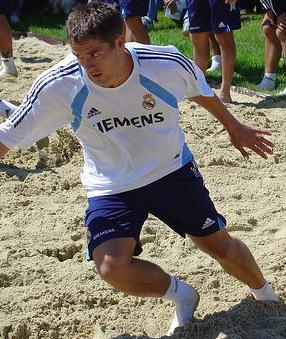
マイケル・オーウェンは18歳の若さで得点王に輝いた。

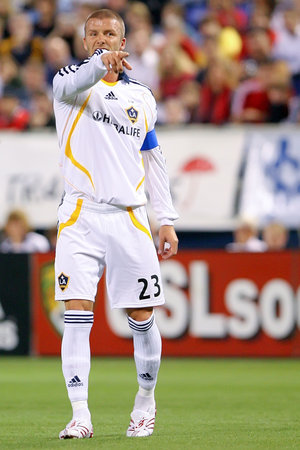
トレブルを達成した当時の中心選手、デビッド・ベッカム。

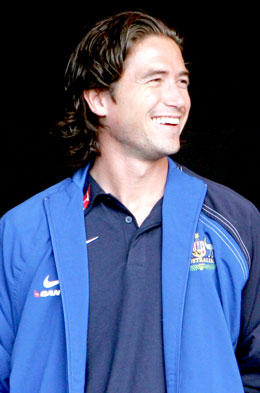
ヤング・リーズの象徴的存在だった、ハリー・キューウェル。

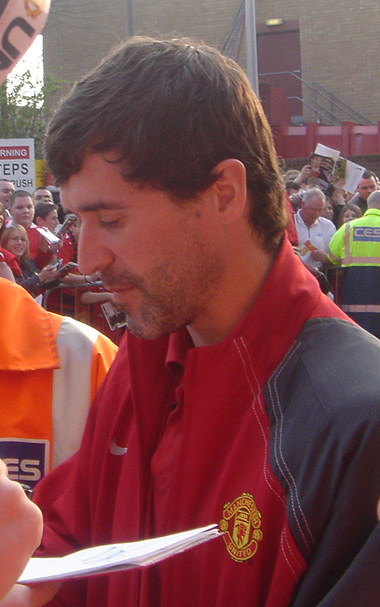
史上初の3連覇を達成した、マンチェスター・ユナイテッドの当時のキャプテン、ロイ・キーン。

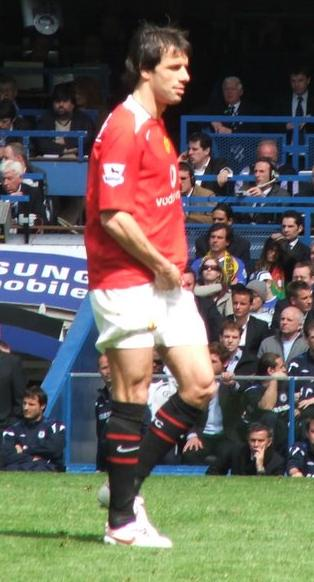
移籍初年度ながら、23得点と活躍した、ルート・ファン・ニステルローイ。

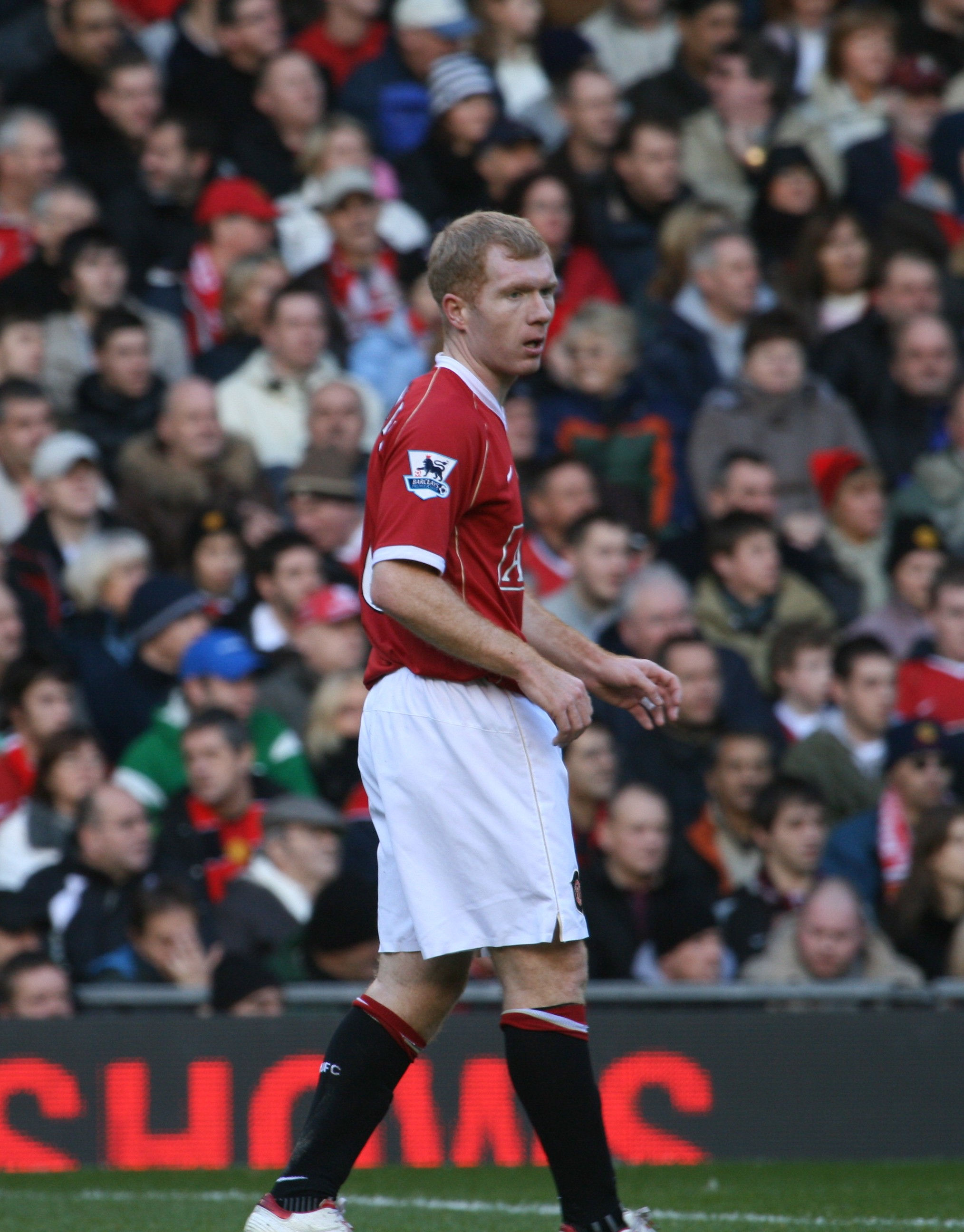
ポール・スコールズは、キャリアハイの14得点を記録した。

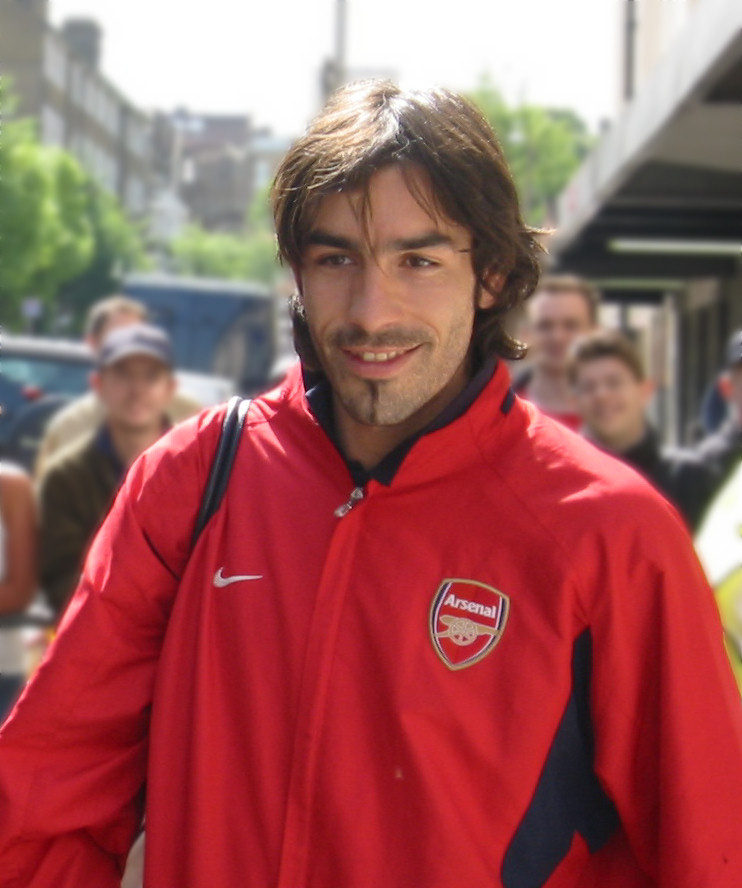
アーセナルは無敗でのリーグ優勝を達成。ロベール・ピレスは、3シーズン連続での選出となった。

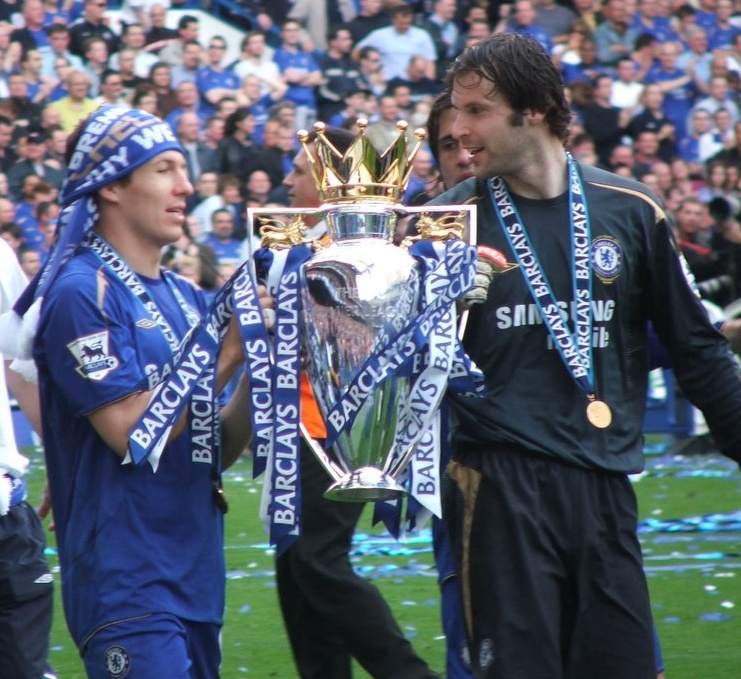
50年振りのプレミアリーグ制覇へ貢献し、初の選出となった、ペトル・チェフとアリエン・ロッベン。

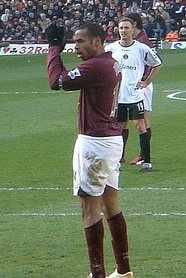
ティエリ・アンリは、へ移籍するまで、6シーズン連続で選出されていた。

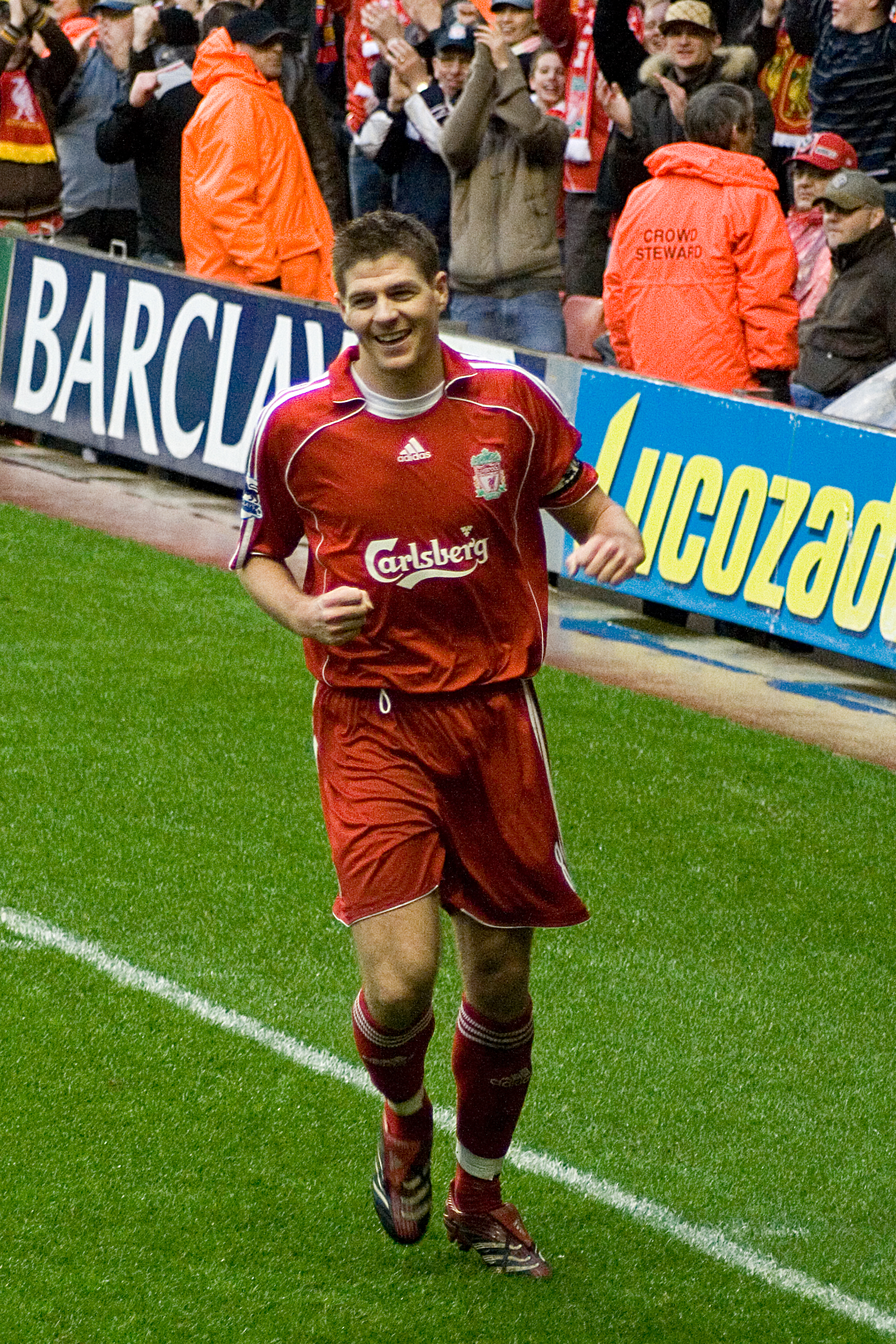
スティーヴン・ジェラードは、6シーズン連続で選出されている。

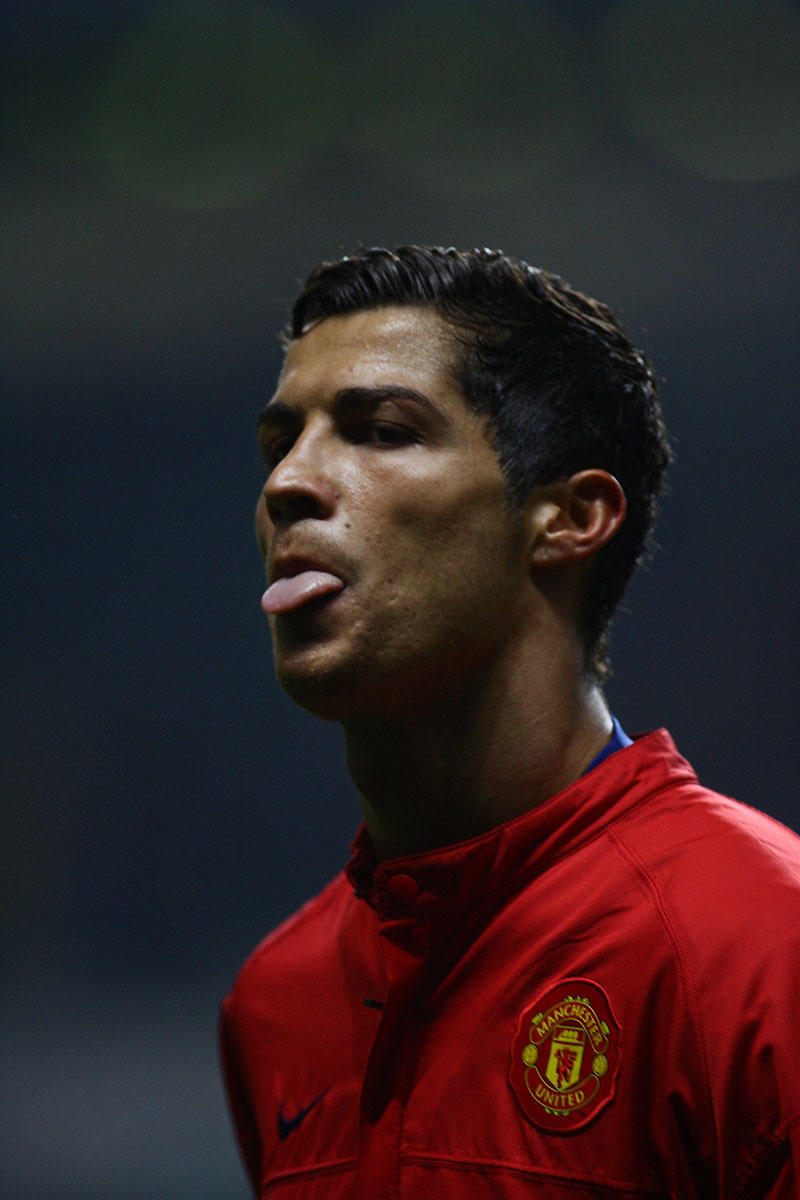
3シーズン連続での選出となった、クリスティアーノ・ロナウド。

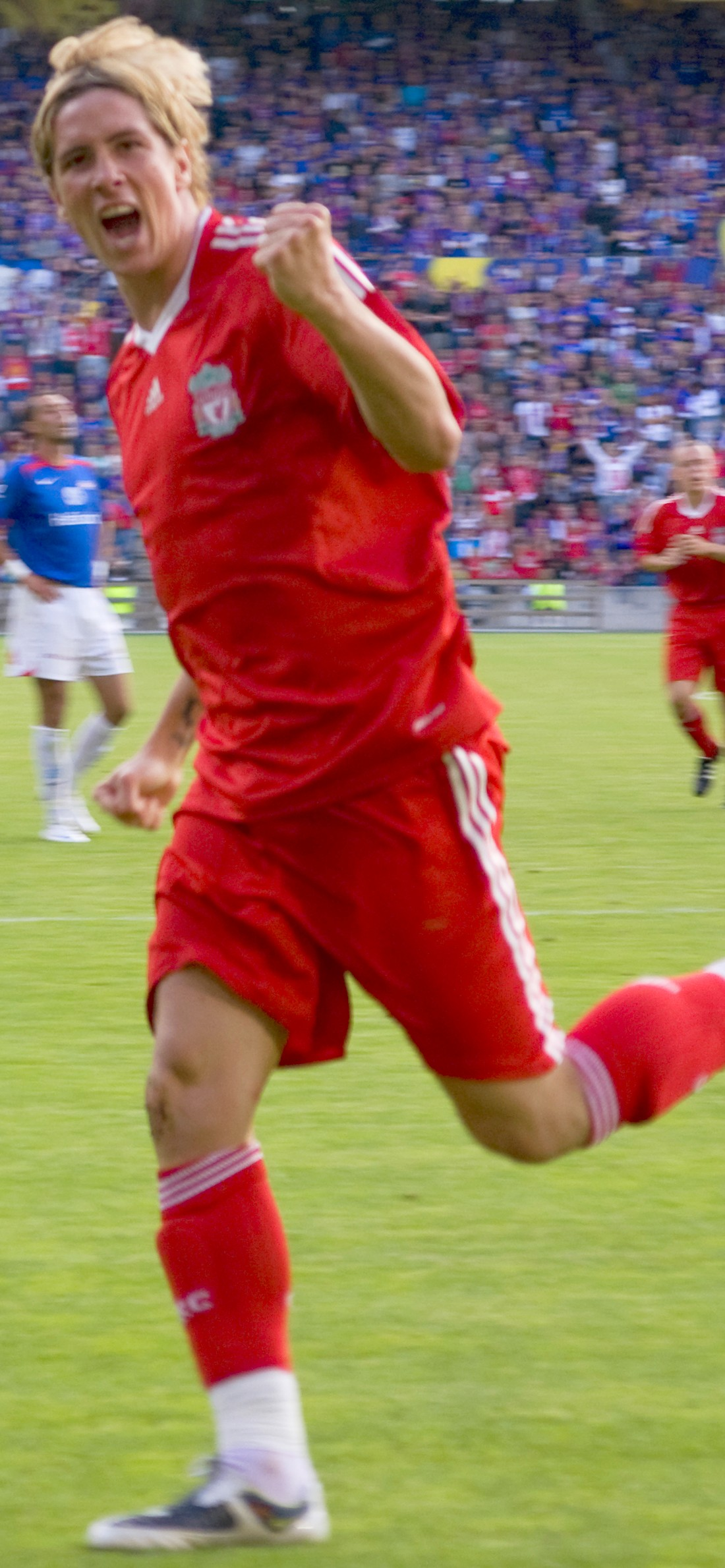
2シーズン連続での選出となった、フェルナンド・トーレス。

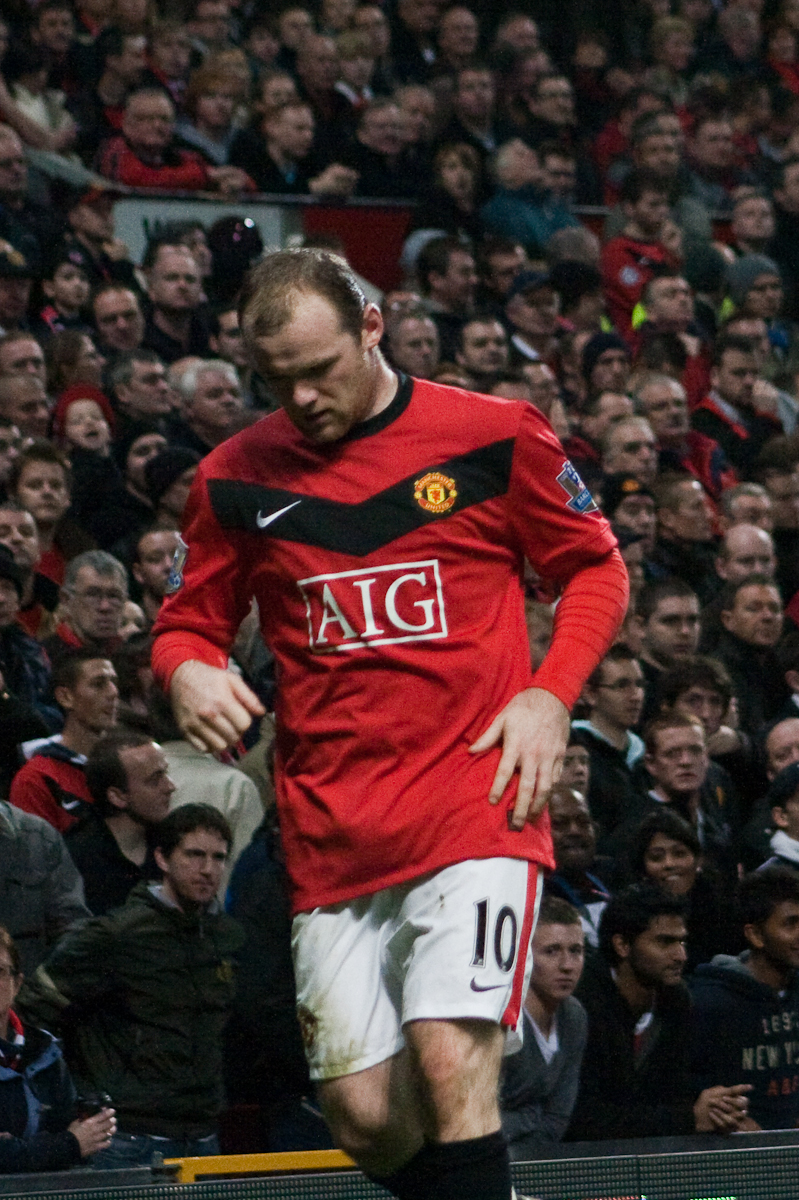
2005-06シーズン以来の受賞となったウェイン・ルーニー

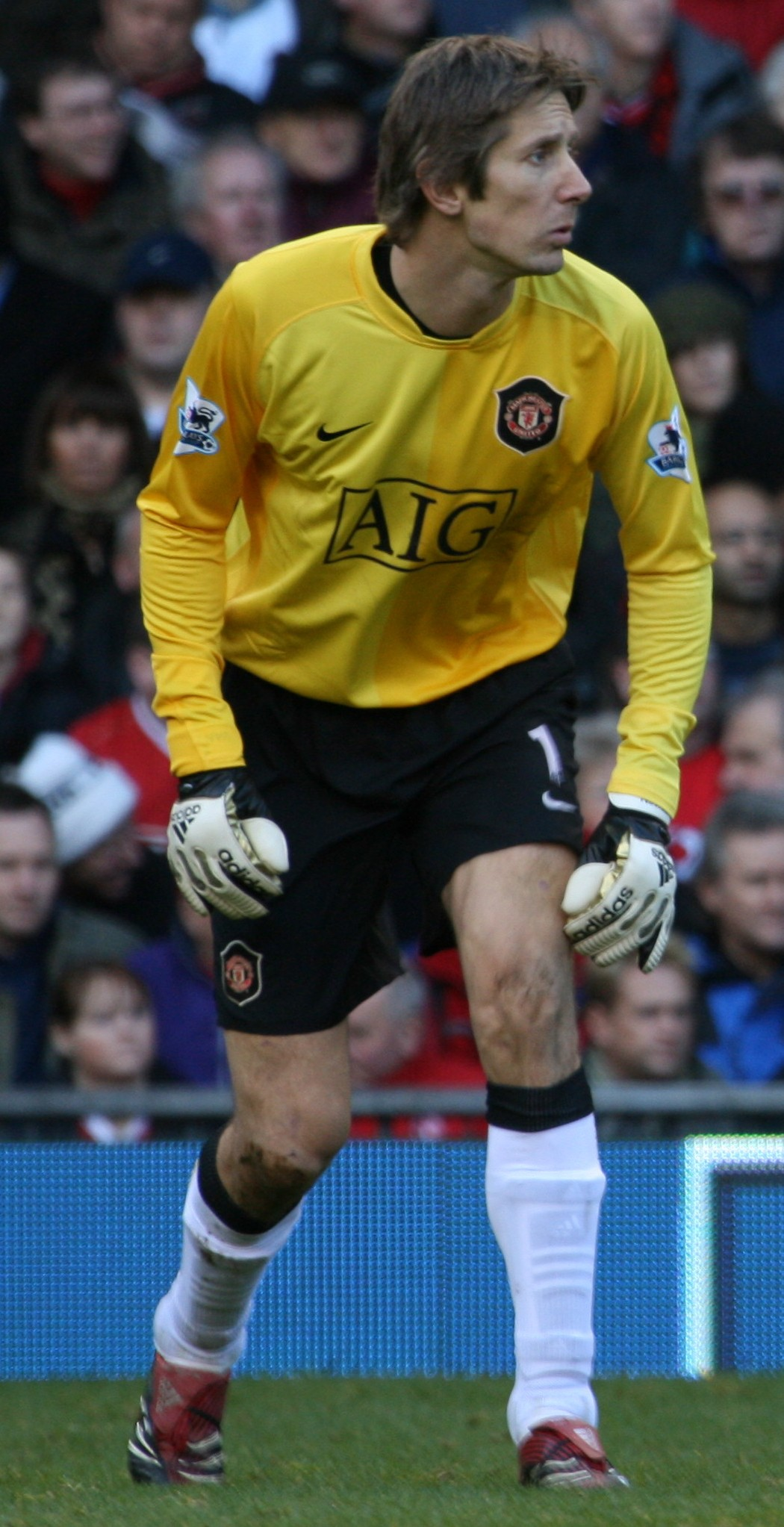
2010-11シーズン限りでの引退を発表していたファン・デル・サールが3度目の受賞を果たした

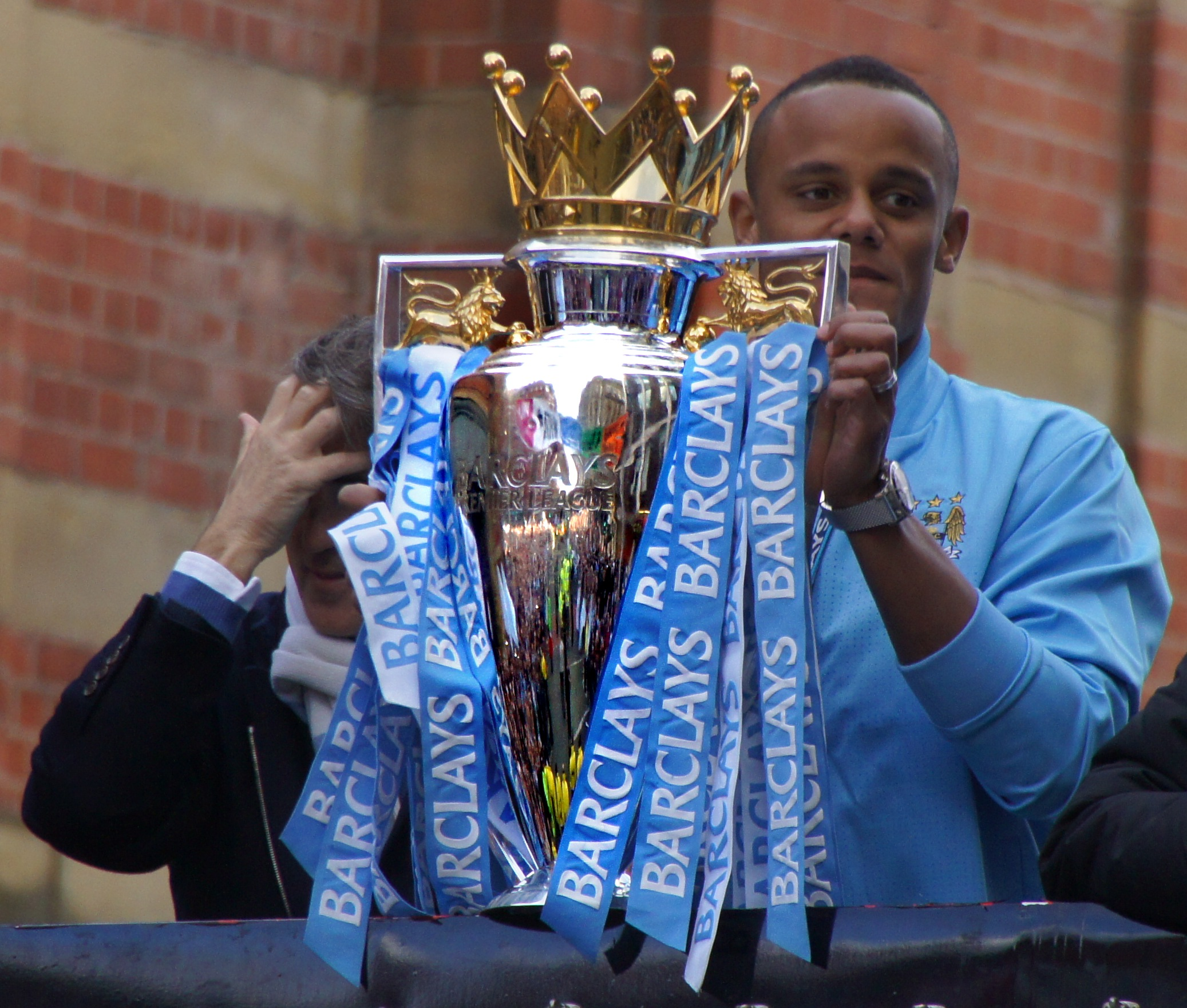
コンパニは新主将として44年ぶりのリーグ優勝に貢献した

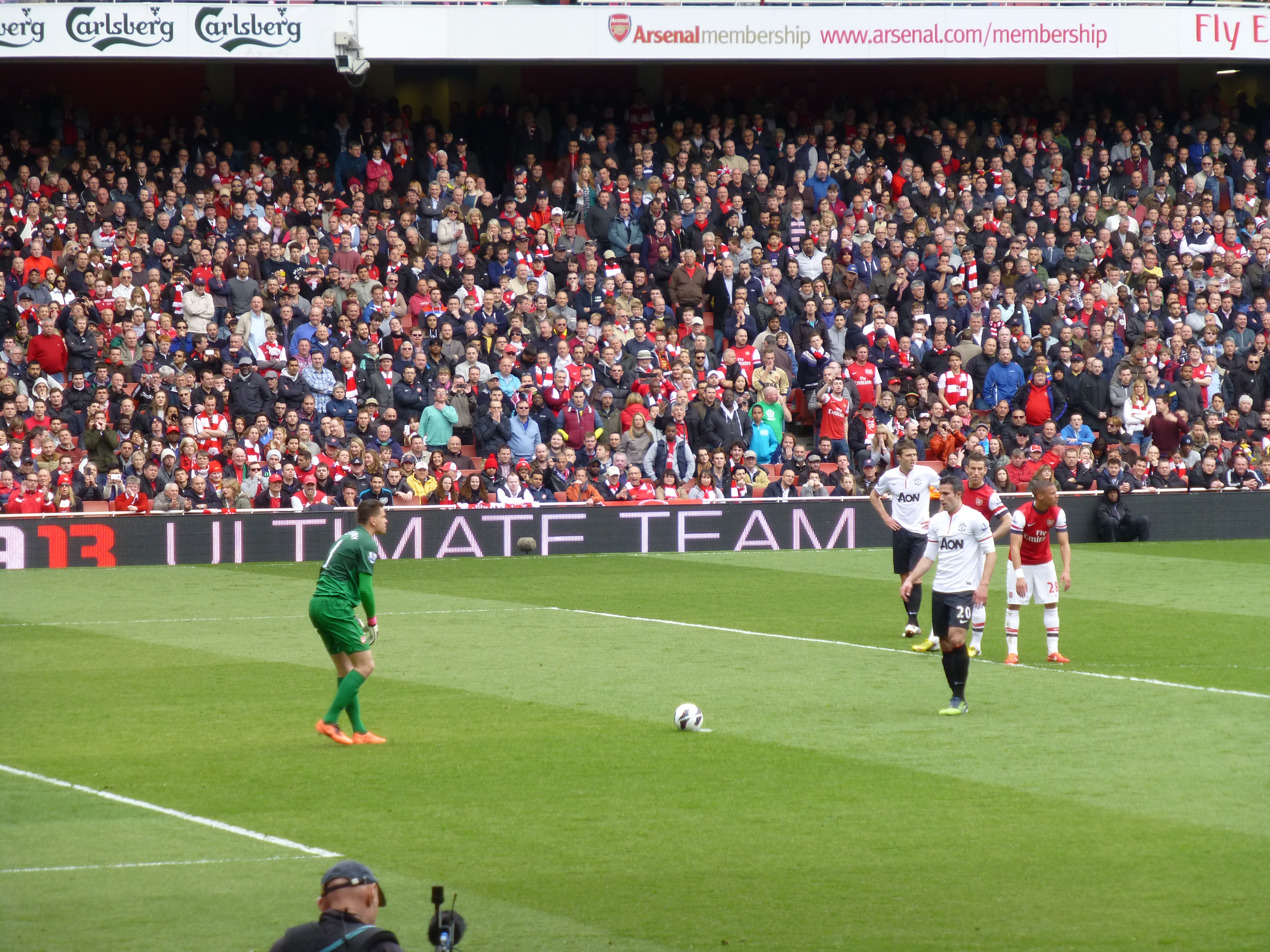
ユナイテッドに加入したファン・ペルシは2年連続で得点王に輝いた

2013-14シーズンにチェフはリーグ最多タイとなる16回のクリーンシートを達成した

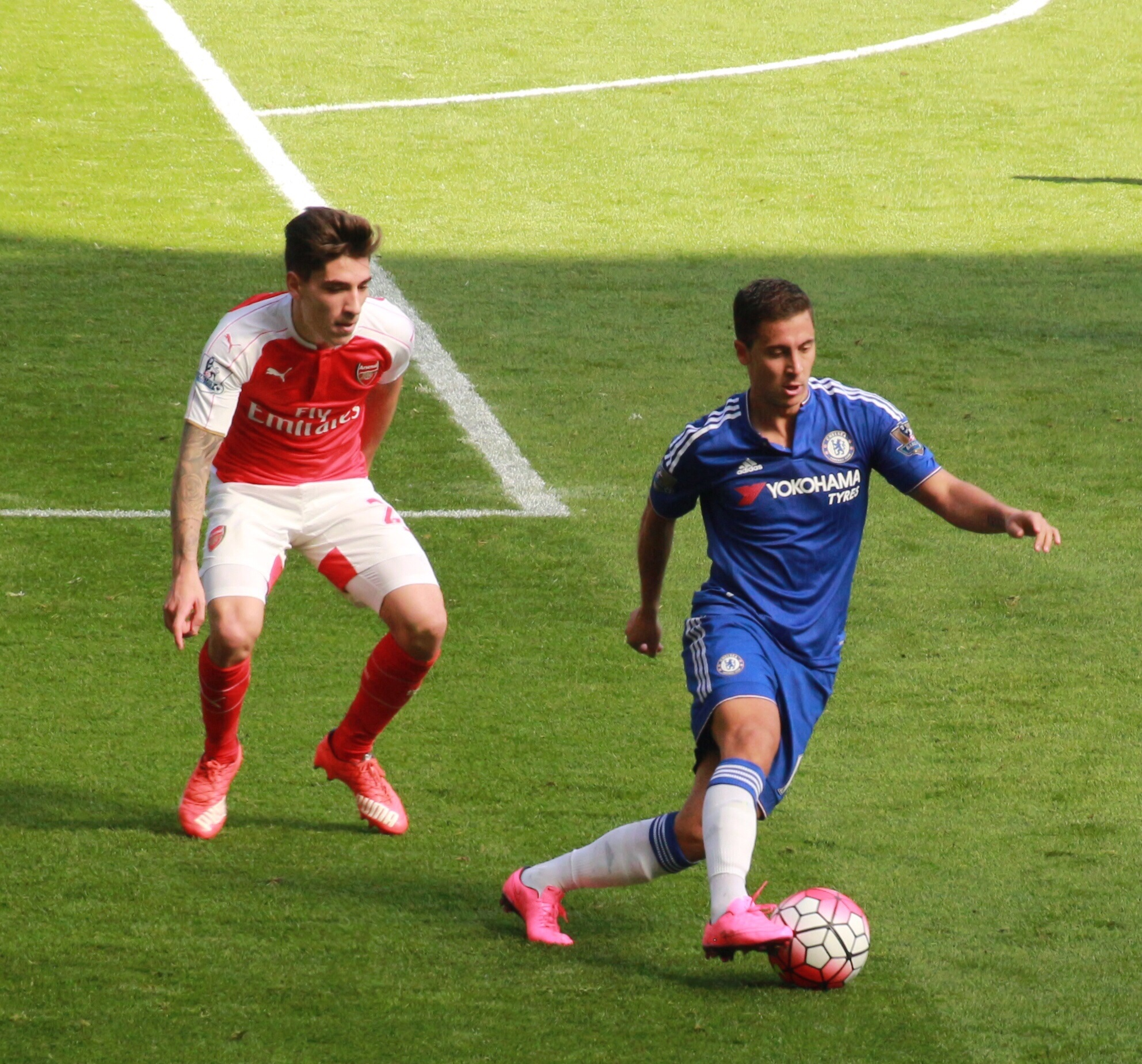
アザールは3年連続での受賞となった

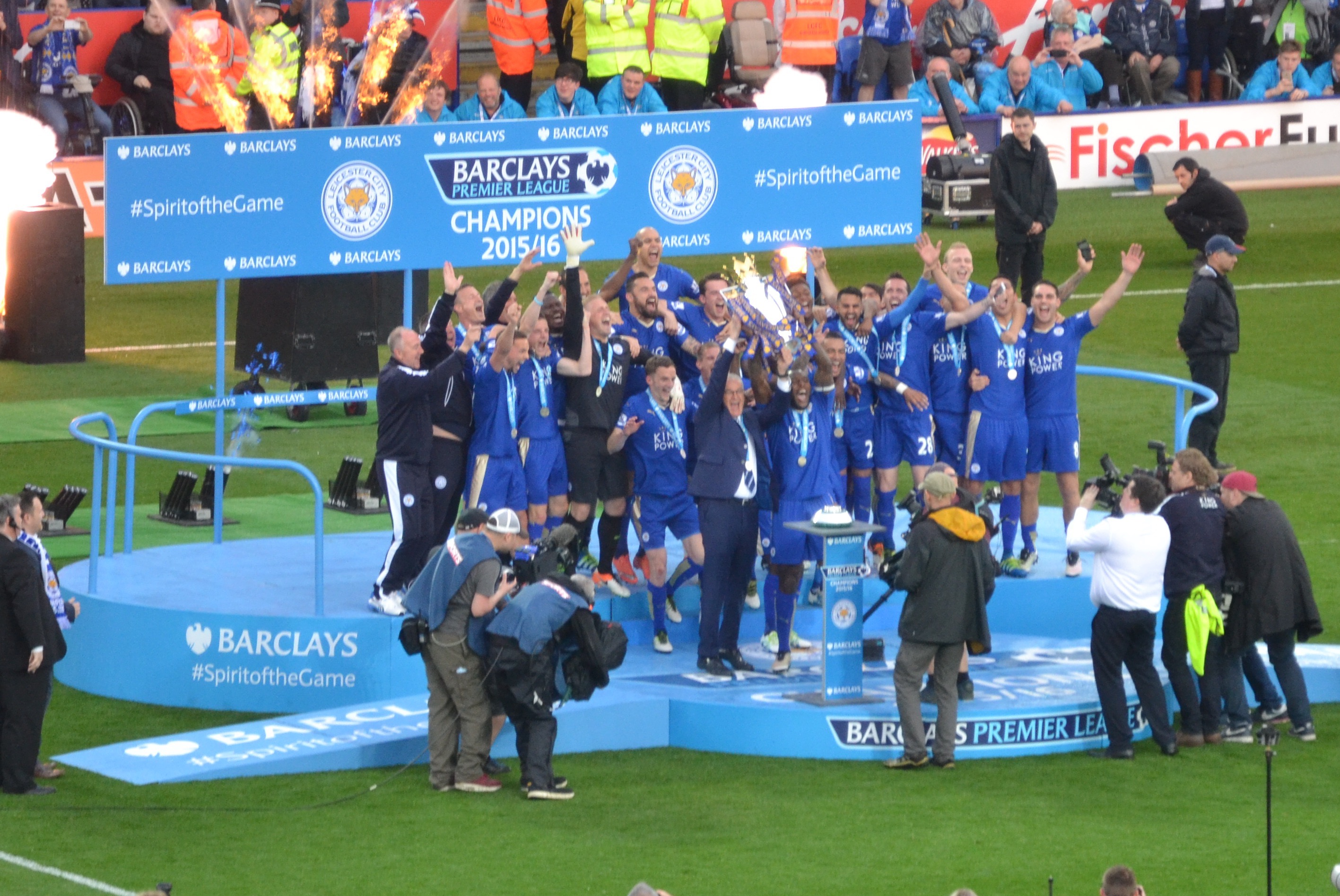
大方の予想を覆してリーグ優勝した「ミラクル・レスター」から4人の選手が選ばれた

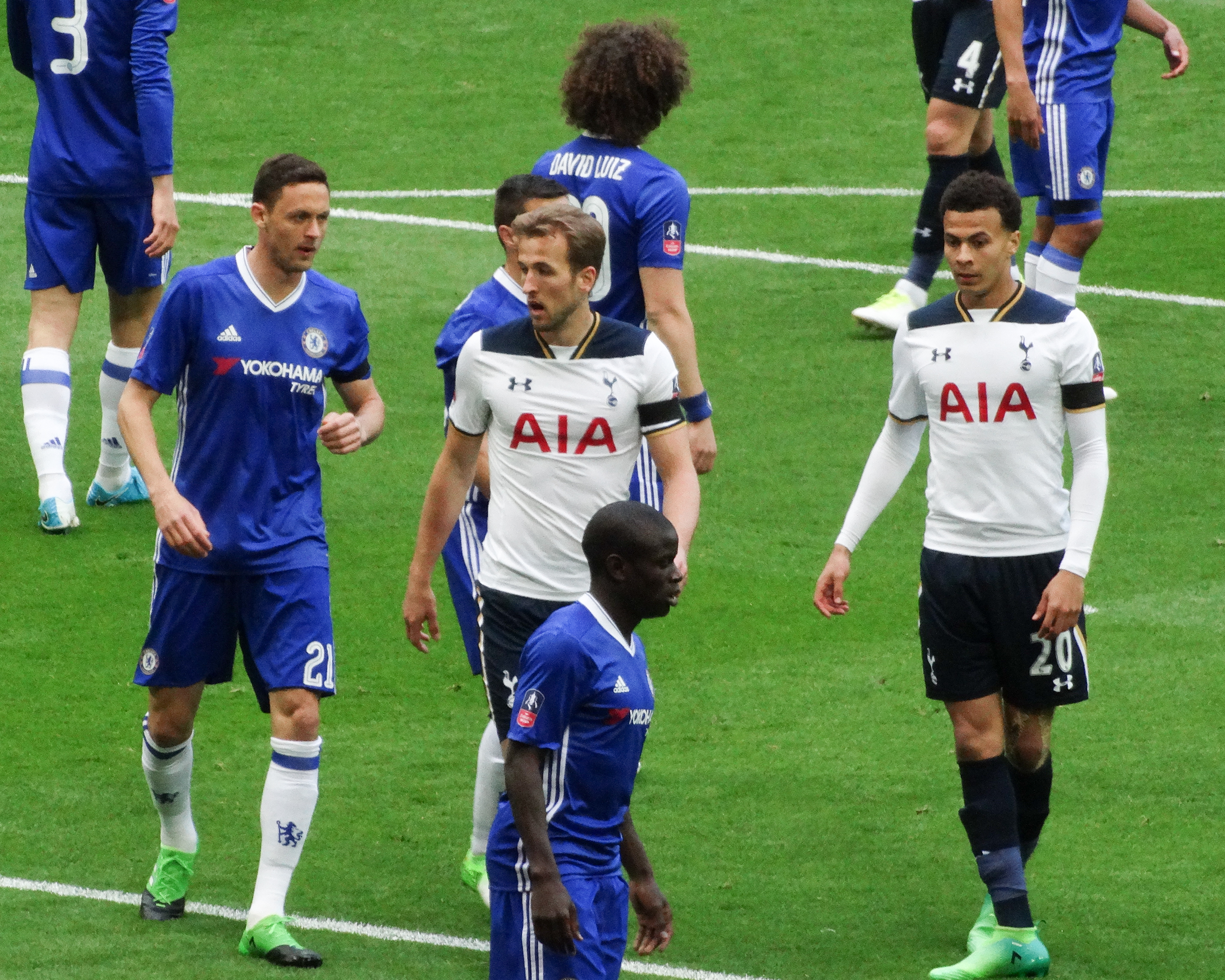
チェルシーはリーグ優勝し、トッテナムはプレミアリーグ創設以来最高位の2位となった

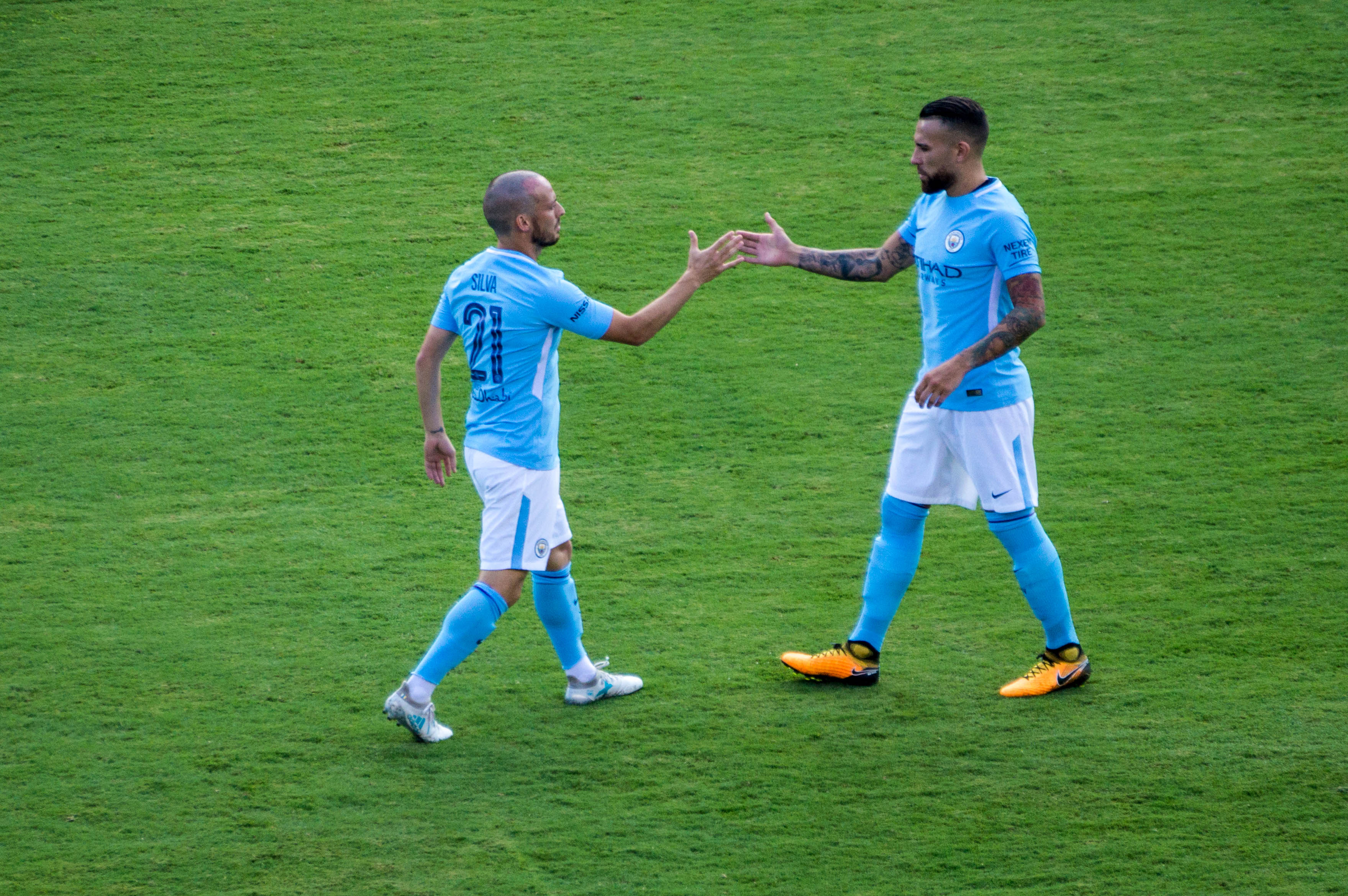
ダビド・シルバ（左）やオタメンディ（右）らを擁するマンチェスター・Cはリーグ初の勝ち点100を達成した

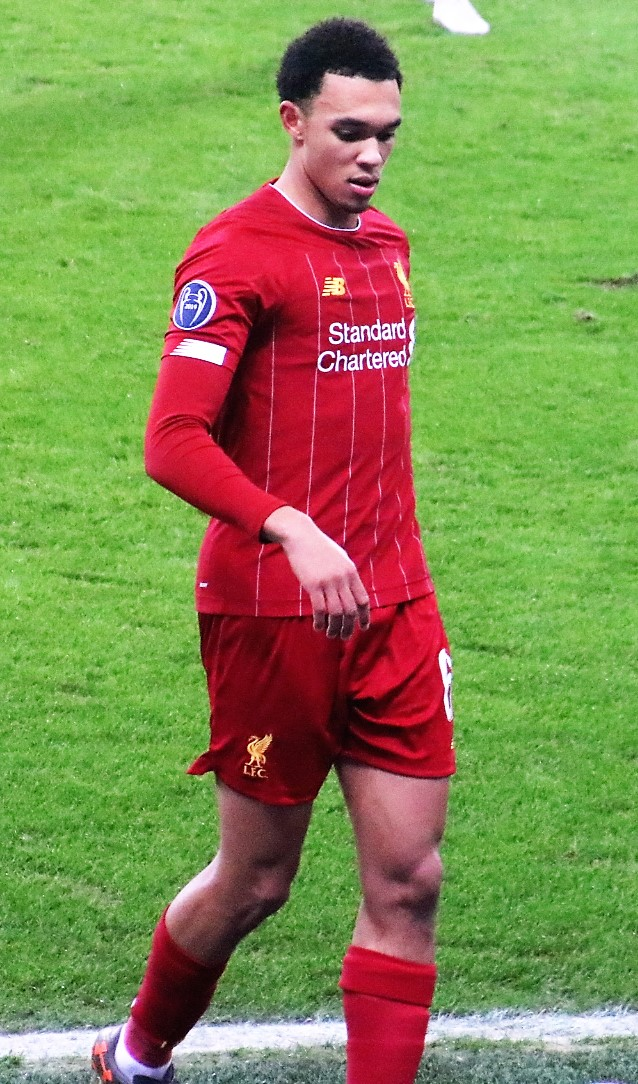
アーノルドの12アシストはDFの1シーズン中の最多記録としてギネス世界記録に認定された

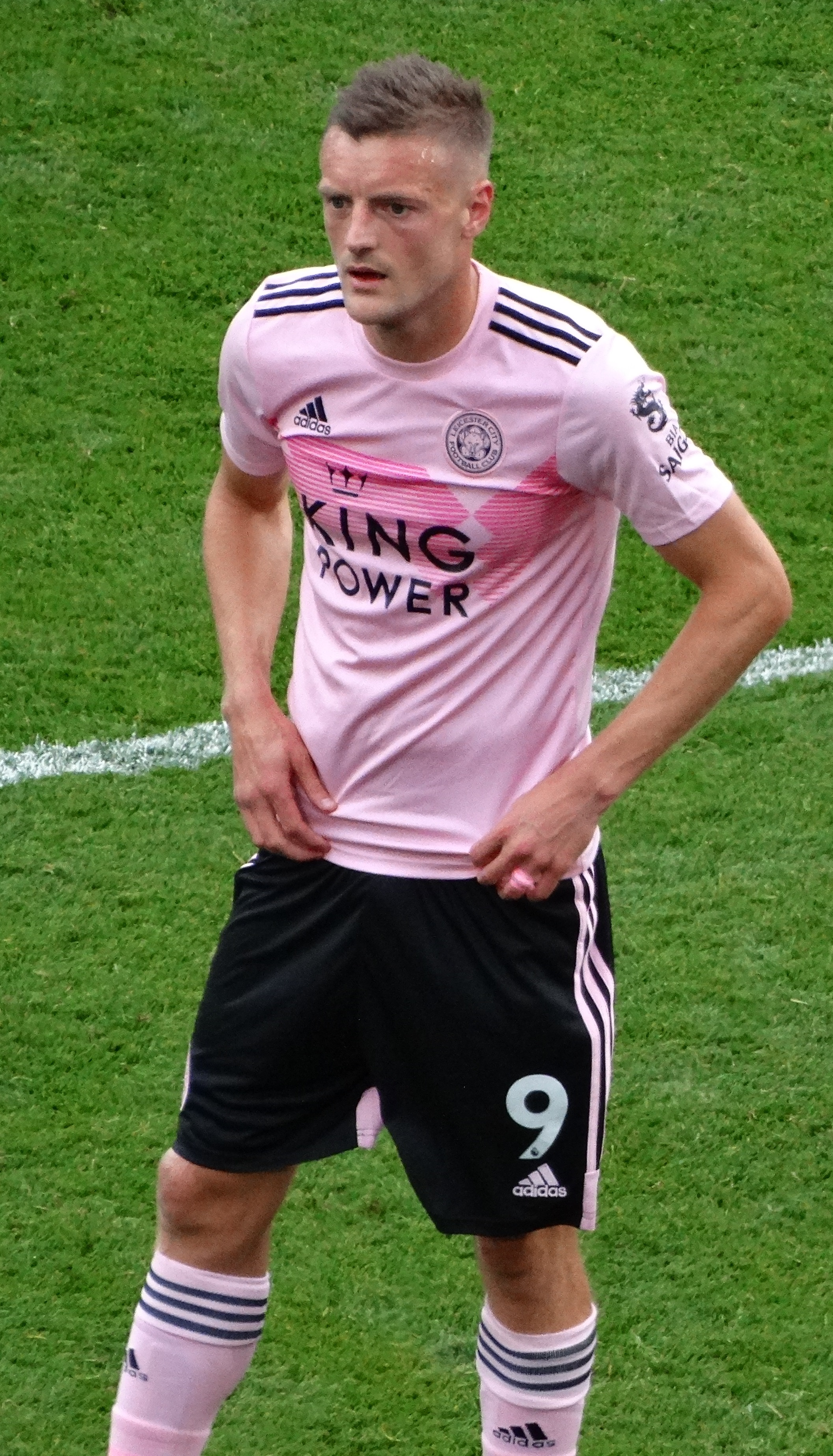
ジェイミー・ヴァーディはプレミアリーグ最年長の得点王となった

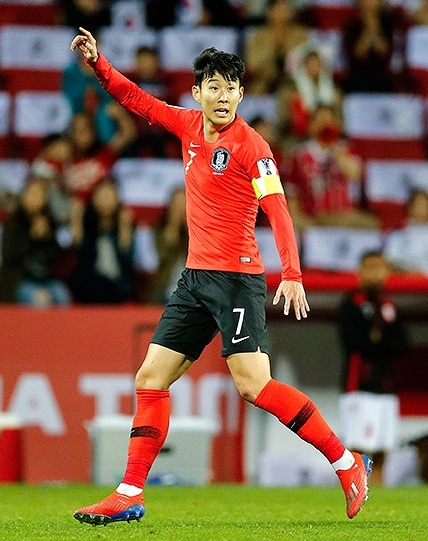
アジア人男子初の選出となったソン・フンミンはベスト・フットボーラー・イン・アジアも獲得した

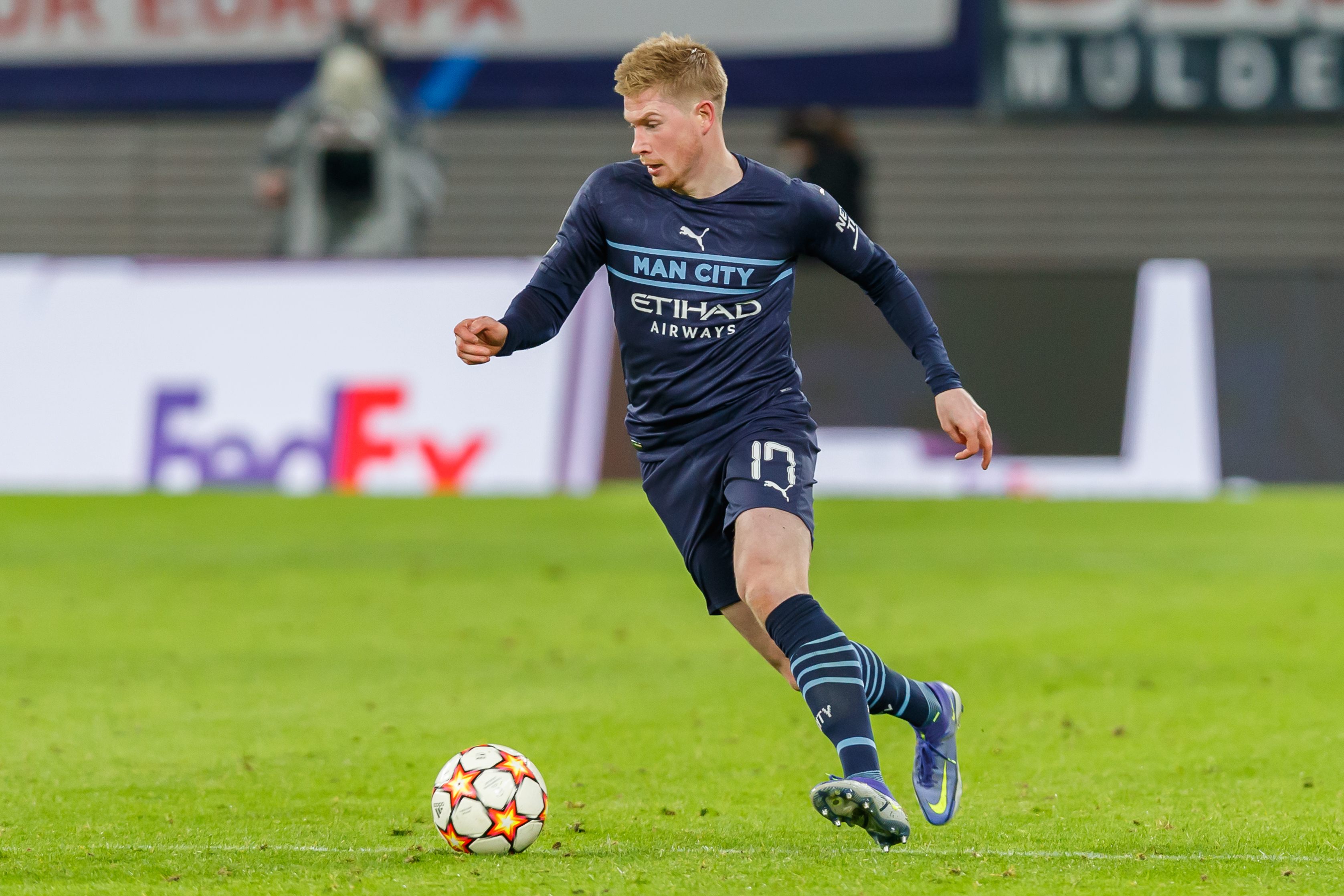
この年、デ・ブライネは4度目となるクラブ年間最優秀選手賞の受賞も果たした

| Pos. | 国籍             | 受賞者                   | 所属クラブ                       |
| ---- | ---------------- | ------------------------ | -------------------------------- |
| GK   | デンマークの旗   | ピーター・シュマイケル   | マンチェスター・ユナイテッド     |
| DF   | イングランドの旗 | デイヴィッド・バーズリー | クイーンズ・パーク・レンジャーズ |
| DF   | イングランドの旗 | ガリー・パリスター       | マンチェスター・ユナイテッド     |
| DF   | アイルランドの旗 | ポール・マグラー         | アストン・ヴィラ                 |
| DF   | イングランドの旗 | トニー・ドリゴ           | リーズ・ユナイテッド             |
| MF   | ウェールズの旗   | ガリー・スピード         | リーズ・ユナイテッド             |
| MF   | イングランドの旗 | ポール・インス           | マンチェスター・ユナイテッド     |
| MF   | アイルランドの旗 | ロイ・キーン             | ノッティンガム・フォレスト       |
| MF   | ウェールズの旗   | ライアン・ギグス         | マンチェスター・ユナイテッド     |
| FW   | イングランドの旗 | イアン・ライト           | アーセナル                       |
| FW   | イングランドの旗 | アラン・シアラー         | ニューカッスル・ユナイテッド     |

#### ファースト・ディヴィジョン
| Pos. | 国籍             | 受賞者                   | 所属クラブ                   |
| ---- | ---------------- | ------------------------ | ---------------------------- |
| GK   | チェコの旗       | ルデク・ミクロシュコ     | ウェストハム・ユナイテッド   |
| DF   | イングランドの旗 | デヴィッド・カースレイク | スウィンドン・タウン         |
| DF   | イングランドの旗 | クレイグ・ショート       | ダービー・カウンティ         |
| DF   | イングランドの旗 | コリン・クーパー         | ノッティンガム・フォレスト   |
| DF   | イングランドの旗 | ジョン・ベレスフォード   | ニューカッスル・ユナイテッド |
| MF   | イングランドの旗 | リー・クラーク           | ニューカッスル・ユナイテッド |
| MF   | イングランドの旗 | ミッキー・ハザード       | スウィンドン・タウン         |
| MF   | イングランドの旗 | マーティン・アレン       | ウェストハム・ユナイテッド   |
| FW   | アイルランドの旗 | ジョン・オルドリッジ     | トレンメア・ローヴァーズ     |
| FW   | イングランドの旗 | ガイ・ウィッティンガム   | ポーツマス                   |
| FW   | イングランドの旗 | ギャヴィン・ピーコック   | ニューカッスル・ユナイテッド |

### 1994年

#### プレミアリーグ
| Pos. | 国籍               | 受賞者                 | 所属クラブ                   |
| ---- | ------------------ | ---------------------- | ---------------------------- |
| GK   | イングランドの旗   | ティム・フラワーズ     | ブラックバーン・ローヴァーズ |
| DF   | アイルランドの旗   | ガリー・ケリー         | リーズ・ユナイテッド         |
| DF   | イングランドの旗   | ガリー・パリスター     | マンチェスター・ユナイテッド |
| DF   | イングランドの旗   | トニー・アダムス       | アーセナル                   |
| DF   | アイルランドの旗   | デニス・アーウィン     | マンチェスター・ユナイテッド |
| MF   | イングランドの旗   | デイヴィッド・バッティ | ブラックバーン・ローヴァーズ |
| MF   | スコットランドの旗 | ガリー・マカリスター   | リーズ・ユナイテッド         |
| MF   | イングランドの旗   | ポール・インス         | マンチェスター・ユナイテッド |
| MF   | イングランドの旗   | ピーター・ビアズリー   | ニューカッスル・ユナイテッド |
| FW   | フランスの旗       | エリック・カントナ     | マンチェスター・ユナイテッド |
| FW   | イングランドの旗   | アラン・シアラー       | ブラックバーン・ローヴァーズ |

#### ファースト・ディヴィジョン
| Pos. | 国籍               | 受賞者                   | 所属クラブ                   |
| ---- | ------------------ | ------------------------ | ---------------------------- |
| GK   | イングランドの旗   | ナイジェル・マーティン   | クリスタル・パレス           |
| DF   | イングランドの旗   | ゲイリー・チャールズ     | ダービー・カウンティ         |
| DF   | イングランドの旗   | コリン・クーパー         | ノッティンガム・フォレスト   |
| DF   | ウェールズの旗     | エリック・ヤング         | クリスタル・パレス           |
| DF   | イングランドの旗   | スコット・ミント         | チャールトン・アスレティック |
| MF   | アイルランドの旗   | ジェイソン・マカティア   | ボルトン・ワンダラーズ       |
| MF   | イングランドの旗   | マーク・ドレイパー       | ノッツ・カウンティ           |
| MF   | スコットランドの旗 | スコット・ゲミル         | ノッティンガム・フォレスト   |
| FW   | イングランドの旗   | スタン・コリモア         | ノッティンガム・フォレスト   |
| FW   | イングランドの旗   | ポール・ウォルシュ       | ポーツマス                   |
| FW   | イングランドの旗   | クリス・アームストロング | クリスタル・パレス           |

### 1995年

#### プレミアリーグ
| Pos. | 国籍               | 受賞者                 | 所属クラブ                   |
| ---- | ------------------ | ---------------------- | ---------------------------- |
| GK   | イングランドの旗   | ティム・フラワーズ     | ブラックバーン・ローヴァーズ |
| DF   | イングランドの旗   | グレアム・ル・ソー     | ブラックバーン・ローヴァーズ |
| DF   | イングランドの旗   | ガリー・パリスター     | マンチェスター・ユナイテッド |
| DF   | スコットランドの旗 | コリン・ヘンドリー     | ブラックバーン・ローヴァーズ |
| DF   | イングランドの旗   | ロブ・ジョーンズ       | リヴァプール                 |
| MF   | イングランドの旗   | マット・ル・ティシエ   | サウサンプトン               |
| MF   | イングランドの旗   | ティム・シャーウッド   | ブラックバーン・ローヴァーズ |
| MF   | イングランドの旗   | ポール・インス         | マンチェスター・ユナイテッド |
| MF   | ウェールズの旗     | ライアン・ギグス       | マンチェスター・ユナイテッド |
| FW   | ドイツの旗         | ユルゲン・クリンスマン | トッテナム・ホットスパー     |
| FW   | イングランドの旗   | クリス・サットン       | ブラックバーン・ローヴァーズ |
| FW   | イングランドの旗   | アラン・シアラー       | ニューカッスル・ユナイテッド |

#### ファースト・ディヴィジョン
| Pos. | 国籍                     | 受賞者                       | 所属クラブ               |
| ---- | ------------------------ | ---------------------------- | ------------------------ |
| GK   | トリニダード・トバゴの旗 | シャカ・ヒスロップ           | レディング               |
| DF   | イングランドの旗         | ニール・コックス             | ミドルズブラ             |
| DF   | イングランドの旗         | アラン・スタッブス           | ボルトン・ワンダラーズ   |
| DF   | イングランドの旗         | クレイグ・ショート           | ダービー・カウンティ     |
| DF   | ウェールズの旗           | ベン・サッチャー             | ミルウォール             |
| MF   | アイルランドの旗         | ジェイソン・マカティア       | ボルトン・ワンダラーズ   |
| MF   | スコットランドの旗       | アレックス・レイ             | ミルウォール             |
| MF   | イングランドの旗         | ジェイミー・ポロック         | ミドルズブラ             |
| MF   | ノルウェーの旗           | ヤン・オーゲ・フィヨルトフト | ミドルズブラ             |
| FW   | イングランドの旗         | ジョン・ヘンドリー           | ミドルズブラ             |
| FW   | アイルランドの旗         | ジョン・オルドリッジ         | トレンメア・ローヴァーズ |

### 1996年

#### プレミアリーグ
| Pos. | 国籍             | 受賞者                   | 所属クラブ                   |
| ---- | ---------------- | ------------------------ | ---------------------------- |
| GK   | イングランドの旗 | デイヴィッド・ジェームス | リヴァプール                 |
| DF   | イングランドの旗 | ガリー・ネヴィル         | マンチェスター・ユナイテッド |
| DF   | イングランドの旗 | ウーゴ・エヒオグ         | アストン・ヴィラ             |
| DF   | イングランドの旗 | アラン・ライト           | アストン・ヴィラ             |
| DF   | イングランドの旗 | トニー・アダムス         | アーセナル                   |
| MF   | オランダの旗     | ルート・フリット         | チェルシー                   |
| MF   | イングランドの旗 | スティーヴ・ストーン     | ノッティンガム・フォレスト   |
| MF   | イングランドの旗 | ロブ・リー               | ニューカッスル・ユナイテッド |
| MF   | フランスの旗     | ダヴィド・ジノラ         | ニューカッスル・ユナイテッド |
| FW   | イングランドの旗 | レス・ファーディナンド   | ニューカッスル・ユナイテッド |
| FW   | イングランドの旗 | アラン・シアラー         | ニューカッスル・ユナイテッド |

#### ファースト・ディヴィジョン
| Pos. | 国籍               | 受賞者                 | 所属クラブ                         |
| ---- | ------------------ | ---------------------- | ---------------------------------- |
| GK   | アイルランドの旗   | アラン・ケリー         | シェフィールド・ユナイテッド       |
| DF   | ポーランドの旗     | ダリウシュ・クビツキ   | サンダーランド                     |
| DF   | イングランドの旗   | ディーン・リチャーズ   | ウルヴァーハンプトン・ワンダラーズ |
| DF   | イングランドの旗   | リチャード・ルーファス | チャールトン・アスレティック       |
| DF   | イングランドの旗   | ディーン・ゴードン     | クリスタル・パレス                 |
| MF   | イングランドの旗   | リー・ボウヤー         | チャールトン・アスレティック       |
| MF   | スコットランドの旗 | アレックス・レイ       | ミルウォール                       |
| MF   | イングランドの旗   | ギャリー・パーカー     | レスター・シティ                   |
| MF   | イングランドの旗   | マイケル・グレイ       | サンダーランド                     |
| FW   | イングランドの旗   | ディーン・スタリッジ   | ダービー・カウンティ               |
| FW   | イングランドの旗   | スティーヴ・クラリッジ | レスター・シティ                   |

### 1997年

#### プレミアリーグ
| Pos. | 国籍             | 受賞者                         | 所属クラブ                   |
| ---- | ---------------- | ------------------------------ | ---------------------------- |
| GK   | イングランドの旗 | デイヴィッド・シーマン         | アーセナル                   |
| DF   | イングランドの旗 | ガリー・ネヴィル               | マンチェスター・ユナイテッド |
| DF   | イングランドの旗 | トニー・アダムス               | アーセナル                   |
| DF   | イングランドの旗 | マーク・ライト                 | リヴァプール                 |
| DF   | ノルウェーの旗   | スティグ・インゲ・ビョルンビー | リヴァプール                 |
| MF   | イングランドの旗 | デイヴィッド・ベッカム         | マンチェスター・ユナイテッド |
| MF   | アイルランドの旗 | ロイ・キーン                   | マンチェスター・ユナイテッド |
| MF   | イングランドの旗 | デイヴィッド・バッティ         | ニューカッスル・ユナイテッド |
| MF   | イングランドの旗 | スティーヴ・マクマナマン       | リヴァプール                 |
| FW   | イングランドの旗 | アラン・シアラー               | ニューカッスル・ユナイテッド |
| FW   | イングランドの旗 | イアン・ライト                 | アーセナル                   |

#### ファースト・ディヴィジョン
| Pos. | 国籍                | 受賞者                 | 所属クラブ                         |
| ---- | ------------------- | ---------------------- | ---------------------------------- |
| GK   | アイルランドの旗    | アラン・ケリー         | シェフィールド・ユナイテッド       |
| DF   | イングランドの旗    | ニッキー・イーデン     | バーンズリー                       |
| DF   | 北アイルランドの旗  | ゲリー・タガート       | ボルトン・ワンダラーズ             |
| DF   | イングランドの旗    | ディーン・リチャーズ   | ウルヴァーハンプトン・ワンダラーズ |
| DF   | イングランドの旗    | スティーヴ・フロガット | ウルヴァーハンプトン・ワンダラーズ |
| MF   | イングランドの旗    | トレヴァー・シンクレア | クイーンズ・パーク・レンジャーズ   |
| MF   | イングランドの旗    | アラン・トンプソン     | ボルトン・ワンダラーズ             |
| MF   | イングランドの旗    | ダレン・イーディー     | ノリッジ・シティ                   |
| MF   | ジョージア (国)の旗 | ゲオルギ・キンクラーゼ | マンチェスター・シティ             |
| FW   | イングランドの旗    | マイク・シェーロン     | ストーク・シティ                   |
| FW   | スコットランドの旗  | ジョン・マッギンリー   | ボルトン・ワンダラーズ             |

### 1998年

#### プレミアリーグ
| Pos. | 国籍               | 受賞者                 | 所属クラブ                   |
| ---- | ------------------ | ---------------------- | ---------------------------- |
| GK   | スコットランドの旗 | ニール・サリヴァン     | ウィンブルドン               |
| DF   | イングランドの旗   | ガリー・ネヴィル       | マンチェスター・ユナイテッド |
| DF   | スコットランドの旗 | コリン・ヘンドリー     | ブラックバーン・ローヴァーズ |
| DF   | イングランドの旗   | ガリー・パリスター     | マンチェスター・ユナイテッド |
| DF   | イングランドの旗   | グレアム・ル・ソー     | チェルシー                   |
| MF   | イングランドの旗   | デイヴィッド・ベッカム | マンチェスター・ユナイテッド |
| MF   | イングランドの旗   | ニッキー・バット       | マンチェスター・ユナイテッド |
| MF   | イングランドの旗   | デイヴィッド・バッティ | ニューカッスル・ユナイテッド |
| MF   | ウェールズの旗     | ライアン・ギグス       | マンチェスター・ユナイテッド |
| FW   | イングランドの旗   | マイケル・オーウェン   | リヴァプール                 |
| FW   | オランダの旗       | デニス・ベルカンプ     | アーセナル                   |

#### ファースト・ディヴィジョン
| Pos. | 国籍                | 受賞者                         | 所属クラブ                           |
| ---- | ------------------- | ------------------------------ | ------------------------------------ |
| GK   | イングランドの旗    | アラン・ミラー                 | ウェスト・ブロムウィッチ・アルビオン |
| DF   | イングランドの旗    | キーロン・ダイアー             | イプスウィッチ・タウン               |
| DF   | イングランドの旗    | ナイジェル・ピアソン           | ミドルズブラ                         |
| DF   | イングランドの旗    | コリン・クーパー               | ノッティンガム・フォレスト           |
| DF   | アルゼンチンの旗    | マウリシオ・タリッコ           | イプスウィッチ・タウン               |
| MF   | ウェールズの旗      | ジョン・ロビンソン             | チャールトン・アスレティック         |
| MF   | イングランドの旗    | リー・クラーク                 | サンダーランド                       |
| MF   | アイルランドの旗    | ロビー・キーン                 | ウルヴァーハンプトン・ワンダラーズ   |
| MF   | ジョージア (国)の旗 | ゲオルギ・キンクラーゼ         | マンチェスター・シティ               |
| FW   | オランダの旗        | ピエール・ファン・ホーイドンク | ノッティンガム・フォレスト           |
| FW   | イングランドの旗    | ポール・マーソン               | ミドルズブラ                         |

### 1999年

#### プレミアリーグ
| Pos. | 国籍                     | 受賞者                 | 所属クラブ                   |
| ---- | ------------------------ | ---------------------- | ---------------------------- |
| GK   | イングランドの旗         | ナイジェル・マーティン | リーズ・ユナイテッド         |
| DF   | イングランドの旗         | ガリー・ネヴィル       | マンチェスター・ユナイテッド |
| DF   | オランダの旗             | ヤープ・スタム         | マンチェスター・ユナイテッド |
| DF   | イングランドの旗         | ソル・キャンベル       | トッテナム・ホットスパー     |
| DF   | アイルランドの旗         | デニス・アーウィン     | マンチェスター・ユナイテッド |
| MF   | イングランドの旗         | デイヴィッド・ベッカム | マンチェスター・ユナイテッド |
| MF   | フランスの旗             | エマニュエル・プティ   | アーセナル                   |
| MF   | フランスの旗             | パトリック・ヴィエラ   | アーセナル                   |
| MF   | フランスの旗             | ダヴィド・ジノラ       | トッテナム・ホットスパー     |
| FW   | トリニダード・トバゴの旗 | ドワイト・ヨーク       | マンチェスター・ユナイテッド |
| FW   | フランスの旗             | ニコラ・アネルカ       | アーセナル                   |

#### ファースト・ディヴィジョン
| Pos. | 国籍               | 受賞者               | 所属クラブ                           |
| ---- | ------------------ | -------------------- | ------------------------------------ |
| GK   | イングランドの旗   | リチャード・ライト   | イプスウィッチ・タウン               |
| DF   | イングランドの旗   | ガリー・ローワット   | バーミンガム・シティ                 |
| DF   | イングランドの旗   | マイケル・グレイ     | サンダーランド                       |
| DF   | ジャマイカの旗     | ダレン・ムーア       | ブラッドフォード・シティ             |
| DF   | アイルランドの旗   | ポール・バトラー     | サンダーランド                       |
| DF   | イングランドの旗   | マーク・ヴィーナス   | イプスウィッチ・タウン               |
| MF   | イングランドの旗   | キーロン・ダイアー   | イプスウィッチ・タウン               |
| MF   | デンマークの旗     | ペア・フランセン     | ボルトン・ワンダラーズ               |
| MF   | イングランドの旗   | リー・クラーク       | サンダーランド                       |
| MF   | スコットランドの旗 | アラン・ジョンストン | サンダーランド                       |
| FW   | イングランドの旗   | リー・ヒューズ       | ウェスト・ブロムウィッチ・アルビオン |
| FW   | アイルランドの旗   | ナイアル・クイン     | サンダーランド                       |

## 2000年代の受賞リスト

### 2000年

#### プレミアリーグ
| Pos. | 国籍               | 受賞者                 | 所属クラブ                   |
| ---- | ------------------ | ---------------------- | ---------------------------- |
| GK   | イングランドの旗   | ナイジェル・マーティン | リーズ・ユナイテッド         |
| DF   | アイルランドの旗   | ギャリー・ケリー       | リーズ・ユナイテッド         |
| DF   | オランダの旗       | ヤープ・スタム         | マンチェスター・ユナイテッド |
| DF   | フィンランドの旗   | サミ・ヒーピア         | リヴァプール                 |
| DF   | アイルランドの旗   | イアン・ハート         | リーズ・ユナイテッド         |
| MF   | イングランドの旗   | デイヴィッド・ベッカム | マンチェスター・ユナイテッド |
| MF   | アイルランドの旗   | ロイ・キーン           | マンチェスター・ユナイテッド |
| MF   | フランスの旗       | パトリック・ヴィエラ   | アーセナル                   |
| MF   | オーストラリアの旗 | ハリー・キューウェル   | リーズ・ユナイテッド         |
| FW   | イングランドの旗   | アンディ・コール       | マンチェスター・ユナイテッド |
| FW   | イングランドの旗   | ケヴィン・フィリップス | サンダーランド               |

#### ファースト・ディヴィジョン
| Pos. | 国籍             | 受賞者                 | 所属クラブ                   |
| ---- | ---------------- | ---------------------- | ---------------------------- |
| GK   | イングランドの旗 | リチャード・ライト     | イプスウィッチ・タウン       |
| DF   | イングランドの旗 | ガリー・ローワット     | バーミンガム・シティ         |
| DF   | イングランドの旗 | リチャード・ルーファス | チャールトン・アスレティック |
| DF   | ウェールズの旗   | クリス・コールマン     | フラム                       |
| DF   | イングランドの旗 | クリス・パウエル       | チャールトン・アスレティック |
| MF   | ウェールズの旗   | ジョン・ロビンソン     | チャールトン・アスレティック |
| MF   | イングランドの旗 | クレイグ・ヒグネット   | バーンズリー                 |
| MF   | アイルランドの旗 | マーク・キンセラ       | チャールトン・アスレティック |
| MF   | アイルランドの旗 | マーク・ケネディ       | マンチェスター・シティ       |
| FW   | イングランドの旗 | アンディ・ハント       | チャールトン・アスレティック |
| FW   | イングランドの旗 | マーカス・スチュワート | イプスウィッチ・タウン       |

#### セカンド・ディヴィジョン
| Pos. | 国籍               | 受賞者                   | 所属クラブ               |
| ---- | ------------------ | ------------------------ | ------------------------ |
| GK   | 北アイルランドの旗 | ロイ・キャロル           | ウィガン・アスレティック |
| DF   | スコットランドの旗 | グレアム・アレクサンダー | プレストン・ノースエンド |
| DF   | イングランドの旗   | スティーヴ・デイヴィス   | バーンリー               |
| DF   | イングランドの旗   | マイケル・ジャクソン     | プレストン・ノースエンド |
| DF   | イングランドの旗   | ミッキー・ベル           | ブリストル・シティ       |
| MF   | イングランドの旗   | グレン・リトル           | バーンリー               |
| MF   | イングランドの旗   | ショーン・グレガン       | プレストン・ノースエンド |
| MF   | イングランドの旗   | ダレン・カスキー         | レディング               |
| MF   | アイルランドの旗   | グレアム・カヴァナ       | ストーク・シティ         |
| FW   | グレナダの旗       | ジェイソン・ロバーツ     | ブリストル・ローヴァーズ |
| FW   | アイルランドの旗   | ジョン・マッケン         | プレストン・ノースエンド |

#### サード・ディヴィジョン
| Pos. | 国籍             | 受賞者                   | 所属クラブ                   |
| ---- | ---------------- | ------------------------ | ---------------------------- |
| GK   | イングランドの旗 | マイク・ポリット         | ロザラム・ユナイテッド       |
| DF   | イングランドの旗 | イアン・ヘンドン         | ノーサンプトン・タウン       |
| DF   | イングランドの旗 | マシュー・バウンド       | スウォンジー・シティ         |
| DF   | イングランドの旗 | クレイグ・リドル         | ダーリントン                 |
| DF   | イングランドの旗 | マット・ロックウッド     | レイトン・オリエント         |
| MF   | イングランドの旗 | ダレン・カリー           | バーネット                   |
| MF   | イングランドの旗 | トミー・ミラー           | ハートリプール・ユナイテッド |
| MF   | イングランドの旗 | ニック・キューザック     | スウォンジー・シティ         |
| MF   | イングランドの旗 | ニール・ヒーニー         | ダーリントン                 |
| FW   | イングランドの旗 | マルコ・ガッビアディーニ | ダーリントン                 |
| FW   | イングランドの旗 | リッチー・パーカー       | マクルズフィールド・タウン   |

### 2001年

#### プレミアリーグ
| Pos. | 国籍             | 受賞者               | 所属クラブ                   |
| ---- | ---------------- | -------------------- | ---------------------------- |
| GK   | フランスの旗     | ファビアン・バルテズ | マンチェスター・ユナイテッド |
| DF   | アイルランドの旗 | スティーヴン・カー   | トッテナム・ホットスパー     |
| DF   | オランダの旗     | ヤープ・スタム       | マンチェスター・ユナイテッド |
| DF   | イングランドの旗 | ウェズ・ブラウン     | マンチェスター・ユナイテッド |
| DF   | ブラジルの旗     | シウビーニョ         | アーセナル                   |
| MF   | イングランドの旗 | ポール・スコールズ   | マンチェスター・ユナイテッド |
| MF   | アイルランドの旗 | ロイ・キーン         | マンチェスター・ユナイテッド |
| MF   | フランスの旗     | パトリック・ヴィエラ | アーセナル                   |
| MF   | ウェールズの旗   | ライアン・ギグス     | マンチェスター・ユナイテッド |
| FW   | イングランドの旗 | テディ・シェリンガム | マンチェスター・ユナイテッド |
| FW   | フランスの旗     | ティエリ・アンリ     | アーセナル                   |

#### ファースト・ディヴィジョン
| Pos. | 国籍               | 受賞者                     | 所属クラブ                   |
| ---- | ------------------ | -------------------------- | ---------------------------- |
| GK   | 北アイルランドの旗 | マイク・テイラー           | フラム                       |
| DF   | アイルランドの旗   | スティーヴ・フィナン       | フラム                       |
| DF   | ウェールズの旗     | クリス・コールマン         | フラム                       |
| DF   | ノルウェーの旗     | ヘニング・ベルグ           | ブラックバーン・ローヴァーズ |
| DF   | イングランドの旗   | マーティン・グレインジャー | バーミンガム・シティ         |
| MF   | イングランドの旗   | デヴィッド・ダン           | ブラックバーン・ローヴァーズ |
| MF   | イングランドの旗   | リー・クラーク             | フラム                       |
| MF   | イングランドの旗   | ショーン・デイヴィス       | フラム                       |
| MF   | アイルランドの旗   | ダミアン・ダフ             | ブラックバーン・ローヴァーズ |
| FW   | フランスの旗       | ルイ・サハ                 | フラム                       |
| FW   | イングランドの旗   | マット・ジャンセン         | ブラックバーン・ローヴァーズ |

#### セカンド・ディヴィジョン
| Pos. | 国籍               | 受賞者                 | 所属クラブ               |
| ---- | ------------------ | ---------------------- | ------------------------ |
| GK   | イングランドの旗   | ジェームズ・ウォーカー | ウォルソール             |
| DF   | イングランドの旗   | マシュー・ウォルソール | ミルウォール             |
| DF   | オランダの旗       | アルヤン・デ・ゼーヴ   | ウィガン・アスレティック |
| DF   | イングランドの旗   | アンディ・ティルソン   | ウォルソール             |
| DF   | イングランドの旗   | ミッキー・ベル         | ブリストル・シティ       |
| MF   | スコットランドの旗 | スコット・マレー       | ブリストル・シティ       |
| MF   | アイルランドの旗   | グレアム・カヴァナ     | ストーク・シティ         |
| MF   | オーストラリアの旗 | ティム・ケーヒル       | ミルウォール             |
| MF   | イングランドの旗   | ブライアン・ティニオン | ブリストル・シティ       |
| FW   | イングランドの旗   | ニール・ハリス         | ミルウォール             |
| FW   | イングランドの旗   | マーティン・バトラー   | レディング               |

#### サード・ディヴィジョン
| Pos. | 国籍             | 受賞者                       | 所属クラブ                    |
| ---- | ---------------- | ---------------------------- | ----------------------------- |
| GK   | イングランドの旗 | マイク・ポリット             | チェスターフィールド          |
| DF   | ウェールズの旗   | ジョシュ・ロウ               | カーディフ・シティ            |
| DF   | イングランドの旗 | スティーヴ・ブラザーウィック | チェスターフィールド          |
| DF   | イングランドの旗 | ダニー・カリップ             | ブライトン&ホーヴ・アルビオン |
| DF   | イングランドの旗 | マット・ロックウッド         | レイトン・オリエント          |
| MF   | イングランドの旗 | ダレン・カリー               | バーネット                    |
| MF   | イングランドの旗 | リー・ホッジズ               | ストーク・シティ              |
| MF   | イングランドの旗 | トミー・ミラー               | ハートリプール・ユナイテッド  |
| MF   | イングランドの旗 | ポール・シンプソン           | ブラックプール                |
| FW   | イングランドの旗 | ボビー・ザモラ               | ブライトン&ホーヴ・アルビオン |
| FW   | ウェールズの旗   | ロバート・アーンショウ       | カーディフ・シティ            |

### 2002年

#### プレミアリーグ
| Pos. | 国籍             | 受賞者                         | 所属クラブ                   |
| ---- | ---------------- | ------------------------------ | ---------------------------- |
| GK   | アイルランドの旗 | シェイ・ギヴン                 | ニューカッスル・ユナイテッド |
| DF   | アイルランドの旗 | スティーヴ・フィナン           | フラム                       |
| DF   | イングランドの旗 | リオ・ファーディナンド         | リーズ・ユナイテッド         |
| DF   | フィンランドの旗 | サミ・ヒーピア                 | リヴァプール                 |
| DF   | イングランドの旗 | ウェイン・ブリッジ             | サウサンプトン               |
| MF   | フランスの旗     | ロベール・ピレス               | アーセナル                   |
| MF   | アイルランドの旗 | ロイ・キーン                   | マンチェスター・ユナイテッド |
| MF   | フランスの旗     | パトリック・ヴィエラ           | アーセナル                   |
| MF   | イングランドの旗 | デイヴィッド・ベッカム         | マンチェスター・ユナイテッド |
| FW   | オランダの旗     | ルート・ファン・ニステルローイ | マンチェスター・ユナイテッド |
| FW   | フランスの旗     | ティエリ・アンリ               | アーセナル                   |

#### ファースト・ディヴィジョン
| Pos. | 国籍               | 受賞者                   | 所属クラブ                           |
| ---- | ------------------ | ------------------------ | ------------------------------------ |
| GK   | イングランドの旗   | ラッセル・ホルト         | ウェスト・ブロムウィッチ・アルビオン |
| DF   | スコットランドの旗 | グレアム・アレクサンダー | プレストン・ノースエンド             |
| DF   | ジャマイカの旗     | ダレン・ムーア           | ウェスト・ブロムウィッチ・アルビオン |
| DF   | イングランドの旗   | ジョリオン・レスコット   | ウルヴァーハンプトン・ワンダラーズ   |
| DF   | イングランドの旗   | ニール・クレメント       | ウェスト・ブロムウィッチ・アルビオン |
| MF   | イスラエルの旗     | エヤル・ベルコヴィッチ   | マンチェスター・シティ               |
| MF   | アルジェリアの旗   | アリ・ベナルビア         | マンチェスター・シティ               |
| MF   | クロアチアの旗     | ロベルト・プロシネチキ   | ポーツマス                           |
| MF   | アイルランドの旗   | マーク・ケネディ         | ウルヴァーハンプトン・ワンダラーズ   |
| FW   | バミューダ諸島の旗 | ショーン・ゴーター       | マンチェスター・シティ               |
| FW   | スコットランドの旗 | ドギー・フリードマン     | クリスタル・パレス                   |

#### セカンド・ディヴィジョン
| Pos. | 国籍               | 受賞者                 | 所属クラブ                    |
| ---- | ------------------ | ---------------------- | ----------------------------- |
| GK   | イングランドの旗   | マーク・テイラー       | ピーターバラ・ユナイテッド    |
| DF   | スコットランドの旗 | グレアム・マーティ     | レディング                    |
| DF   | オランダの旗       | アルヤン・デ・ゼーヴ   | ウィガン・アスレティック      |
| DF   | イングランドの旗   | ダニー・カリップ       | ブライトン&ホーヴ・アルビオン |
| DF   | イングランドの旗   | ミッキー・ベル         | ブリストル・シティ            |
| MF   | スコットランドの旗 | スコット・マレー       | ブリストル・シティ            |
| MF   | アイルランドの旗   | グレアム・カヴァナ     | カーディフ・シティ            |
| MF   | ウェールズの旗     | ポール・エヴァンズ     | ブレントフォード              |
| MF   | ウェールズの旗     | ジェイソン・クーマス   | トレンメア・ローヴァーズ      |
| FW   | イングランドの旗   | ボビー・ザモラ         | ブライトン&ホーヴ・アルビオン |
| FW   | イングランドの旗   | ニッキー・フォースター | レディング                    |

#### サード・ディヴィジョン
| Pos. | 国籍               | 受賞者                   | 所属クラブ                 |
| ---- | ------------------ | ------------------------ | -------------------------- |
| GK   | フランスの旗       | ロマン・ラリュー         | プリマス・アーガイル       |
| DF   | 北アイルランドの旗 | マイケル・ダフ           | チェルトナム・タウン       |
| DF   | イングランドの旗   | ポール・ワトソン         | プリマス・アーガイル       |
| DF   | アイルランドの旗   | グレアム・コーグラン     | プリマス・アーガイル       |
| DF   | イングランドの旗   | マシュー・テイラー       | ルートン・タウン           |
| MF   | イングランドの旗   | ピーター・ビーグリー     | スカンソープ・ユナイテッド |
| MF   | フランスの旗       | デイヴィッド・フリーオ   | プリマス・アーガイル       |
| MF   | イングランドの旗   | リー・ホッジズ           | スカンソープ・ユナイテッド |
| MF   | ジャマイカの旗     | リー・ウィリアムソン     | マンスフィールド・タウン   |
| FW   | イングランドの旗   | クリス・グリーンエイカー | マンスフィールド・タウン   |
| FW   | イングランドの旗   | ネイサン・エリントン     | ブリストル・ローヴァーズ   |

### 2003年

#### プレミアリーグ
| Pos. | 国籍               | 受賞者               | 所属クラブ                   |
| ---- | ------------------ | -------------------- | ---------------------------- |
| GK   | アメリカ合衆国の旗 | ブラッド・フリーデル | ブラックバーン・ローヴァーズ |
| DF   | アイルランドの旗   | スティーヴン・カー   | トッテナム・ホットスパー     |
| DF   | フランスの旗       | ウィリアム・ギャラス | チェルシー                   |
| DF   | イングランドの旗   | ソル・キャンベル     | アーセナル                   |
| DF   | イングランドの旗   | アシュリー・コール   | アーセナル                   |
| MF   | イングランドの旗   | キーロン・ダイアー   | ニューカッスル・ユナイテッド |
| MF   | イングランドの旗   | ポール・スコールズ   | マンチェスター・ユナイテッド |
| MF   | フランスの旗       | パトリック・ヴィエラ | アーセナル                   |
| MF   | フランスの旗       | ロベール・ピレス     | アーセナル                   |
| FW   | イングランドの旗   | アラン・シアラー     | ニューカッスル・ユナイテッド |
| FW   | フランスの旗       | ティエリ・アンリ     | アーセナル                   |

#### ファースト・ディヴィジョン
| Pos. | 国籍                     | 受賞者                   | 所属クラブ                         |
| ---- | ------------------------ | ------------------------ | ---------------------------------- |
| GK   | トリニダード・トバゴの旗 | シャカ・ヒスロップ       | ポーツマス                         |
| DF   | アイルランドの旗         | デニス・アーウィン       | ウルヴァーハンプトン・ワンダラーズ |
| DF   | イングランドの旗         | ジョリオン・レスコット   | ウルヴァーハンプトン・ワンダラーズ |
| DF   | イングランドの旗         | マイケル・ドーソン       | ノッティンガム・フォレスト         |
| DF   | イングランドの旗         | マシュー・テイラー       | ポーツマス                         |
| MF   | トルコの旗               | ムジー・イゼット         | レスター・シティ                   |
| MF   | イングランドの旗         | マイケル・ブラウン       | シェフィールド・ユナイテッド       |
| MF   | イングランドの旗         | ポール・マーソン         | ポーツマス                         |
| MF   | イングランドの旗         | マイケル・トンゲ         | シェフィールド・ユナイテッド       |
| FW   | ジャマイカの旗           | デイヴィッド・ジョンソン | ノッティンガム・フォレスト         |
| FW   | スコットランドの旗       | ポール・ディコフ         | レスター・シティ                   |

#### セカンド・ディヴィジョン
| Pos. | 国籍               | 受賞者                 | 所属クラブ                 |
| ---- | ------------------ | ---------------------- | -------------------------- |
| GK   | オーストラリアの旗 | ジョン・フィラン       | ウィガン・アスレティック   |
| DF   | イングランドの旗   | ニッキー・アーデン     | ウィガン・アスレティック   |
| DF   | カナダの旗         | ジェイソン・デ・ヴォス | ウィガン・アスレティック   |
| DF   | イングランドの旗   | フィッツ・ホール       | オールダム・アスレティック |
| DF   | イングランドの旗   | ミッキー・ベル         | ブリストル・シティ         |
| MF   | スコットランドの旗 | スコット・マレー       | ブリストル・シティ         |
| MF   | イングランドの旗   | ジミー・ブラード       | ウィガン・アスレティック   |
| MF   | アイルランドの旗   | グレアム・カヴァナ     | カーディフ・シティ         |
| MF   | イングランドの旗   | マーティン・ブロック   | ブラックプール             |
| FW   | ウェールズの旗     | ロバート・アーンショウ | カーディフ・シティ         |
| FW   | イングランドの旗   | ロブ・ハルス           | クルー・アレクサンドラ     |

#### サード・ディヴィジョン
| Pos. | 国籍                     | 受賞者                 | 所属クラブ                       |
| ---- | ------------------------ | ---------------------- | -------------------------------- |
| GK   | 北アイルランドの旗       | アラン・フェティス     | ハル・シティ                     |
| DF   | トリニダード・トバゴの旗 | カルロス・エドワーズ   | レクサム                         |
| DF   | イングランドの旗         | グレアム・リー         | ハートリプール・ユナイテッド     |
| DF   | イングランドの旗         | クリス・ウェストウッド | ハートリプール・ユナイテッド     |
| DF   | イングランドの旗         | ポール・アンダーウッド | ラシュデン・アンド・ダイアモンズ |
| MF   | ジャマイカの旗           | ポール・ホール         | ラシュデン・アンド・ダイアモンズ |
| MF   | イングランドの旗         | マーク・ティンクラー   | ハートリプール・ユナイテッド     |
| MF   | イングランドの旗         | アレックス・ラッセル   | トーキー・ユナイテッド           |
| MF   | イングランドの旗         | リッチー・ハンフリーズ | ハートリプール・ユナイテッド     |
| FW   | イングランドの旗         | アンディ・モレル       | レクサム                         |
| FW   | イングランドの旗         | デイヴ・キットソン     | ケンブリッジ・ユナイテッド       |

### 2004年

#### プレミアリーグ
| Pos. | 国籍               | 受賞者                         | 所属クラブ                   |
| ---- | ------------------ | ------------------------------ | ---------------------------- |
| GK   | アメリカ合衆国の旗 | ティム・ハワード               | マンチェスター・ユナイテッド |
| DF   | カメルーンの旗     | ローレン                       | アーセナル                   |
| DF   | イングランドの旗   | ジョン・テリー                 | チェルシー                   |
| DF   | イングランドの旗   | ソル・キャンベル               | アーセナル                   |
| DF   | イングランドの旗   | アシュリー・コール             | アーセナル                   |
| MF   | イングランドの旗   | スティーヴン・ジェラード       | リヴァプール                 |
| MF   | イングランドの旗   | フランク・ランパード           | チェルシー                   |
| MF   | フランスの旗       | パトリック・ヴィエラ           | アーセナル                   |
| MF   | フランスの旗       | ロベール・ピレス               | アーセナル                   |
| FW   | オランダの旗       | ルート・ファン・ニステルローイ | マンチェスター・ユナイテッド |
| FW   | フランスの旗       | ティエリ・アンリ               | アーセナル                   |

#### ファースト・ディヴィジョン
| Pos. | 国籍               | 受賞者                 | 所属クラブ                           |
| ---- | ------------------ | ---------------------- | ------------------------------------ |
| GK   | イングランドの旗   | ロバート・グリーン     | ノリッジ・シティ                     |
| DF   | イングランドの旗   | フィル・ジャギエルカ   | シェフィールド・ユナイテッド         |
| DF   | ウェールズの旗     | ダニー・ガビドン       | カーディフ・シティ                   |
| DF   | スコットランドの旗 | マーキー・マッカイ     | ノリッジ・シティ                     |
| DF   | アルゼンチンの旗   | フリオ・アルカ         | サンダーランド                       |
| MF   | ウェールズの旗     | ジェイソン・クーマス   | ウェスト・ブロムウィッチ・アルビオン |
| MF   | オーストラリアの旗 | ティム・ケーヒル       | ミルウォール                         |
| MF   | イングランドの旗   | マイケル・キャリック   | ウェストハム・ユナイテッド           |
| MF   | アイルランドの旗   | アンディ・リード       | ノッティンガム・フォレスト           |
| FW   | イングランドの旗   | アンディ・ジョンソン   | クリスタル・パレス                   |
| FW   | ウェールズの旗     | ロバート・アーンショウ | カーディフ・シティ                   |

#### セカンド・ディヴィジョン
| Pos. | 国籍                     | 受賞者                   | 所属クラブ                       |
| ---- | ------------------------ | ------------------------ | -------------------------------- |
| GK   | イングランドの旗         | スティーヴ・フィリップス | ブリストル・シティ               |
| DF   | スコットランドの旗       | ルイス・キャリー         | ブリストル・シティ               |
| DF   | アイルランドの旗         | グレアム・コーグラン     | プリマス・アーガイル             |
| DF   | イングランドの旗         | ダニー・カリップ         | ブライトン&ホーヴ・アルビオン    |
| DF   | アルゼンチンの旗         | ジノ・パドゥーラ         | クイーンズ・パーク・レンジャーズ |
| MF   | トリニダード・トバゴの旗 | カルロス・エドワーズ     | レクサム                         |
| MF   | フランスの旗             | デイヴィッド・フリーオ   | プリマス・アーガイル             |
| MF   | イングランドの旗         | リッチー・ウェレンズ     | ブラックプール                   |
| MF   | イングランドの旗         | ブライアン・ティニオン   | ブリストル・シティ               |
| FW   | イングランドの旗         | レオン・ナイト           | ブライトン&ホーヴ・アルビオン    |
| FW   | イングランドの旗         | スコット・テイラー       | ブラックプール                   |

#### サード・ディヴィジョン
| Pos. | 国籍               | 受賞者                 | 所属クラブ                     |
| ---- | ------------------ | ---------------------- | ------------------------------ |
| GK   | イングランドの旗   | クリス・ウィール       | ヨーヴィル・タウン             |
| DF   | イングランドの旗   | ネイサン・スタントン   | スカンソープ・ユナイテッド     |
| DF   | イングランドの旗   | アンディ・クロスビー   | オックスフォード・ユナイテッド |
| DF   | ナイジェリアの旗   | エフェ・ソジェ         | ハダースフィールド・タウン     |
| DF   | イングランドの旗   | アンディ・ドーソン     | ハル・シティ                   |
| MF   | アイルランドの旗   | リアム・ローレンス     | マンスフィールド・タウン       |
| MF   | スコットランドの旗 | マイケル・マッキンドー | ドンカスター・ローヴァーズ     |
| MF   | イングランドの旗   | アレックス・ラッセル   | トーキー・ユナイテッド         |
| MF   | イングランドの旗   | ピーター・ビーグリー   | スカンソープ・ユナイテッド     |
| FW   | スコットランドの旗 | デイヴィッド・グレアム | トーキー・ユナイテッド         |
| FW   | イングランドの旗   | リー・トランドル       | スウォンジー・シティ           |

### 2005年

#### プレミアリーグ
| Pos. | 国籍             | 受賞者                        | 所属クラブ                   |
| ---- | ---------------- | ----------------------------- | ---------------------------- |
| GK   | チェコの旗       | ペトル・チェフ                | チェルシー                   |
| DF   | イングランドの旗 | ガリー・ネヴィル              | マンチェスター・ユナイテッド |
| DF   | イングランドの旗 | リオ・ファーディナンド        | マンチェスター・ユナイテッド |
| DF   | イングランドの旗 | ジョン・テリー                | チェルシー                   |
| DF   | イングランドの旗 | アシュリー・コール            | アーセナル                   |
| MF   | イングランドの旗 | ショーン・ライト=フィリップス | チェルシー                   |
| MF   | イングランドの旗 | スティーヴン・ジェラード      | リヴァプール                 |
| MF   | イングランドの旗 | フランク・ランパード          | チェルシー                   |
| MF   | オランダの旗     | アリエン・ロッベン            | チェルシー                   |
| FW   | イングランドの旗 | アンディ・ジョンソン          | クリスタル・パレス           |
| FW   | フランスの旗     | ティエリ・アンリ              | アーセナル                   |

#### チャンピオンシップ
| Pos. | 国籍               | 受賞者                   | 所属クラブ               |
| ---- | ------------------ | ------------------------ | ------------------------ |
| GK   | イングランドの旗   | ケルヴィン・デイヴィス   | イプスウィッチ・タウン   |
| DF   | スコットランドの旗 | グレアム・アレクサンダー | プレストン・ノースエンド |
| DF   | イングランドの旗   | トム・ハドルストーン     | ダービー・カウンティ     |
| DF   | アイルランドの旗   | ギャリー・ブリーン       | サンダーランド           |
| DF   | 北アイルランドの旗 | ジョージ・マッカートニー | サンダーランド           |
| MF   | スペインの旗       | イニゴ・イディアケス     | ダービー・カウンティ     |
| MF   | イングランドの旗   | ジミー・ブラード         | ウィガン・アスレティック |
| MF   | イングランドの旗   | スティーヴ・シドウェル   | レディング               |
| MF   | アルゼンチンの旗   | フリオ・アルカ           | サンダーランド           |
| FW   | イングランドの旗   | ネイサン・エリントン     | ウィガン・アスレティック |
| FW   | グレナダの旗       | ジェイソン・ロバーツ     | ウィガン・アスレティック |

#### リーグ1
| Pos. | 国籍               | 受賞者                   | 所属クラブ               |
| ---- | ------------------ | ------------------------ | ------------------------ |
| GK   | イングランドの旗   | マーロン・ベレスフォード | ルートン・タウン         |
| DF   | イングランドの旗   | ライアン・テイラー       | トレンメア・ローヴァーズ |
| DF   | イングランドの旗   | カーティス・デイヴィス   | ルートン・タウン         |
| DF   | オーストラリアの旗 | クリス・コイン           | ルートン・タウン         |
| DF   | スコットランドの旗 | ウォーレン・カミングス   | ボーンマス               |
| MF   | クロアチアの旗     | アフメト・ブルコヴィッチ | ルートン・タウン         |
| MF   | イングランドの旗   | ポール・マーソン         | ウォルソール             |
| MF   | イングランドの旗   | ケヴィン・ニコルズ       | ルートン・タウン         |
| MF   | 北アイルランドの旗 | ステュアート・エリオット | ハル・シティ             |
| FW   | スコットランドの旗 | スティーヴ・ハワード     | ルートン・タウン         |
| FW   | イングランドの旗   | リロイ・リタ             | ブリストル・シティ       |

#### リーグ2
| Pos. | 国籍             | 受賞者               | 所属クラブ                 |
| ---- | ---------------- | -------------------- | -------------------------- |
| GK   | イングランドの旗 | クリス・ウィール     | ヨーヴィル・タウン         |
| DF   | ウェールズの旗   | サム・リケッツ       | スウォンジー・シティ       |
| DF   | イングランドの旗 | アダム・バレット     | サウスエンド・ユナイテッド |
| DF   | イングランドの旗 | アンディ・クロスビー | スカンソープ・ユナイテッド |
| DF   | イングランドの旗 | マイケル・ローズ     | ヨーヴィル・タウン         |
| MF   | イングランドの旗 | リー・ジョンソン     | ヨーヴィル・タウン         |
| MF   | イングランドの旗 | ダレン・ウェイ       | ヨーヴィル・タウン         |
| MF   | アイルランドの旗 | ケヴィン・メア       | サウスエンド・ユナイテッド |
| MF   | イングランドの旗 | ピーター・ビーグリー | スカンソープ・ユナイテッド |
| FW   | イングランドの旗 | フィル・ジェヴォンズ | ヨーヴィル・タウン         |
| FW   | イングランドの旗 | リー・トランドル     | スウォンジー・シティ       |

### 2006年

#### プレミアリーグ
| Pos. | 国籍             | 受賞者                     | 所属クラブ                   |
| ---- | ---------------- | -------------------------- | ---------------------------- |
| GK   | アイルランドの旗 | シェイ・ギヴン             | ニューカッスル・ユナイテッド |
| DF   | フランスの旗     | パスカル・シンボンダ       | ウィガン・アスレティック     |
| DF   | イングランドの旗 | ジョン・テリー             | チェルシー                   |
| DF   | イングランドの旗 | ジェイミー・キャラガー     | リヴァプール                 |
| DF   | フランスの旗     | ウィリアム・ギャラス       | チェルシー                   |
| MF   | ポルトガルの旗   | クリスティアーノ・ロナウド | マンチェスター・ユナイテッド |
| MF   | イングランドの旗 | スティーヴン・ジェラード   | リヴァプール                 |
| MF   | イングランドの旗 | フランク・ランパード       | チェルシー                   |
| MF   | イングランドの旗 | ジョー・コール             | チェルシー                   |
| FW   | イングランドの旗 | ウェイン・ルーニー         | マンチェスター・ユナイテッド |
| FW   | フランスの旗     | ティエリ・アンリ           | アーセナル                   |

#### チャンピオンシップ
| Pos. | 国籍               | 受賞者                 | 所属クラブ                         |
| ---- | ------------------ | ---------------------- | ---------------------------------- |
| GK   | アメリカ合衆国の旗 | マーカス・ハーネマン   | レディング                         |
| DF   | アイルランドの旗   | ギャリー・ケリー       | リーズ・ユナイテッド               |
| DF   | セネガルの旗       | イブラヒマ・ソンコ     | レディング                         |
| DF   | イングランドの旗   | ジョリオン・レスコット | ウルヴァーハンプトン・ワンダラーズ |
| DF   | イングランドの旗   | ニッキー・ショーリー   | レディング                         |
| MF   | イングランドの旗   | アシュリー・ヤング     | ワトフォード                       |
| MF   | イングランドの旗   | スティーヴ・シドウェル | レディング                         |
| MF   | イングランドの旗   | フィル・ジャギエルカ   | シェフィールド・ユナイテッド       |
| MF   | ウェールズの旗     | ジェイソン・クーマス   | カーディフ・シティ                 |
| FW   | ジャマイカの旗     | マーロン・キング       | ワトフォード                       |
| FW   | アイルランドの旗   | ケヴィン・ドイル       | レディング                         |

#### リーグ1
| Pos. | 国籍               | 受賞者                 | 所属クラブ                   |
| ---- | ------------------ | ---------------------- | ---------------------------- |
| GK   | イングランドの旗   | ダリル・フラハバン     | サウスエンド・ユナイテッド   |
| DF   | イングランドの旗   | グレッグ・ハルフォード | コルチェスター・ユナイテッド |
| DF   | ナイジェリアの旗   | サム・ソジェ           | ブレントフォード             |
| DF   | イングランドの旗   | アダム・バレット       | サウスエンド・ユナイテッド   |
| DF   | ウェールズの旗     | ガレス・ロバーツ       | トレンメア・ローヴァーズ     |
| MF   | イングランドの旗   | アンディ・ロビンソン   | スウォンジー・シティ         |
| MF   | イングランドの旗   | ニール・ダンズ         | コルチェスター・ユナイテッド |
| MF   | アイルランドの旗   | ケヴィン・メア         | サウスエンド・ユナイテッド   |
| MF   | スコットランドの旗 | マイケル・マッキンドー | ドンカスター・ローヴァーズ   |
| FW   | イングランドの旗   | リー・トランドル       | スウォンジー・シティ         |
| FW   | イングランドの旗   | ビリー・シャープ       | スカンソープ・ユナイテッド   |

#### リーグ2
| Pos. | 国籍               | 受賞者               | 所属クラブ               |
| ---- | ------------------ | -------------------- | ------------------------ |
| GK   | イングランドの旗   | ジョー・ハート       | シュルーズベリー・タウン |
| DF   | イングランドの旗   | ダニー・センダ       | ウィコム・ワンダラーズ   |
| DF   | イングランドの旗   | ロジャー・ジョンソン | ウィコム・ワンダラーズ   |
| DF   | 北アイルランドの旗 | ガレス・マコーリー   | リンカーン・シティ       |
| DF   | イングランドの旗   | マット・ロックウッド | リンカーン・シティ       |
| MF   | ウェールズの旗     | ジョシュ・ロウ       | ノーサンプトン・タウン   |
| MF   | ウェールズの旗     | マーク・ジョーンズ   | レクサム                 |
| MF   | イングランドの旗   | イアン・テイラー     | ノーサンプトン・タウン   |
| MF   | イングランドの旗   | ケヴィン・ベッツィー | ウィコム・ワンダラーズ   |
| FW   | イングランドの旗   | カール・ハーレイ     | カーライル・ユナイテッド |
| FW   | アイルランドの旗   | マイケル・レディ     | グリムズビー・タウン     |

### 2007年

#### プレミアリーグ
| Pos. | 国籍                 | 受賞者                           | 所属クラブ                   |
| ---- | -------------------- | -------------------------------- | ---------------------------- |
| GK   | オランダの旗         | エトヴィン・ファン・デル・サール | マンチェスター・ユナイテッド |
| DF   | イングランドの旗     | ガリー・ネヴィル                 | マンチェスター・ユナイテッド |
| DF   | イングランドの旗     | リオ・ファーディナンド           | マンチェスター・ユナイテッド |
| DF   | セルビアの旗         | ネマニャ・ヴィディッチ           | マンチェスター・ユナイテッド |
| DF   | フランスの旗         | パトリス・エヴラ                 | マンチェスター・ユナイテッド |
| MF   | ポルトガルの旗       | クリスティアーノ・ロナウド       | マンチェスター・ユナイテッド |
| MF   | イングランドの旗     | スティーヴン・ジェラード         | リヴァプール                 |
| MF   | イングランドの旗     | ポール・スコールズ               | マンチェスター・ユナイテッド |
| MF   | ウェールズの旗       | ライアン・ギグス                 | マンチェスター・ユナイテッド |
| FW   | ブルガリアの旗       | ディミタール・ベルバトフ         | トッテナム・ホットスパー     |
| FW   | コートジボワールの旗 | ディディエ・ドログバ             | チェルシー                   |

- マンチェスター・ユナイテッドからは、最多記録となる8名の選手が選出された。

#### チャンピオンシップ
| Pos. | 国籍                     | 受賞者                   | 所属クラブ                           |
| ---- | ------------------------ | ------------------------ | ------------------------------------ |
| GK   | イングランドの旗         | マット・マレイ           | ウルヴァーハンプトン・ワンダラーズ   |
| DF   | スコットランドの旗       | グレアム・アレクサンダー | プレストン・ノースエンド             |
| DF   | ジャマイカの旗           | ダレン・ムーア           | ストーク・シティ                     |
| DF   | イングランドの旗         | カーティス・デイヴィス   | ウェスト・ブロムウィッチ・アルビオン |
| DF   | ウェールズの旗           | ガレス・ベイル           | サウサンプトン                       |
| MF   | トリニダード・トバゴの旗 | カルロス・エドワーズ     | サンダーランド                       |
| MF   | イングランドの旗         | ディーン・ホワイトヘッド | サンダーランド                       |
| MF   | ウェールズの旗           | ジェイソン・クーマス     | ウェスト・ブロムウィッチ・アルビオン |
| MF   | イングランドの旗         | ギャリー・マクシェフリー | バーミンガム・シティ                 |
| FW   | イングランドの旗         | マイケル・チョプラ       | カーディフ・シティ                   |
| FW   | セネガルの旗             | ディオマンシ・カマラ     | ウェスト・ブロムウィッチ・アルビオン |

#### リーグ1
| Pos. | 国籍             | 受賞者                 | 所属クラブ                 |
| ---- | ---------------- | ---------------------- | -------------------------- |
| GK   | アイルランドの旗 | ジョー・マーフィー     | スカンソープ・ユナイテッド |
| DF   | イングランドの旗 | ジョン・オツェモバー   | クルー・アレクサンドラ     |
| DF   | イングランドの旗 | テリー・スキヴァートン | ヨーヴィル・タウン         |
| DF   | イングランドの旗 | イアン・ブレッキン     | ノッティンガム・フォレスト |
| DF   | イングランドの旗 | マット・ロックウッド   | レイトン・オリエント       |
| MF   | イングランドの旗 | クリス・シュカー       | トレンメア・ローヴァーズ   |
| MF   | イングランドの旗 | リッチー・ウェレンズ   | ドンカスター・ローヴァーズ |
| MF   | アイルランドの旗 | ウェズ・フーラハン     | ブラックプール             |
| MF   | イングランドの旗 | マシュー・ジャーヴィス | ジリンガム                 |
| FW   | イングランドの旗 | ルーク・ヴァーニー     | クルー・アレクサンドラ     |
| FW   | イングランドの旗 | ビリー・シャープ       | スカンソープ・ユナイテッド |

#### リーグ2
| Pos. | 国籍                     | 受賞者                   | 所属クラブ                   |
| ---- | ------------------------ | ------------------------ | ---------------------------- |
| GK   | トリニダード・トバゴの旗 | クレイトン・インス       | ウォルソール                 |
| DF   | イングランドの旗         | クレイグ・ピード         | ウォルソール                 |
| DF   | イングランドの旗         | マイケル・ネルソン       | ハートリプール・ユナイテッド |
| DF   | イングランドの旗         | クリス・ウェストウッド   | ウォルソール                 |
| DF   | イングランドの旗         | リッチー・ハンフリーズ   | ハートリプール・ユナイテッド |
| MF   | アイルランドの旗         | リー・フレックリントン   | リンカーン・シティ           |
| MF   | イングランドの旗         | ディーン・キーツ         | ウォルソール                 |
| MF   | イングランドの旗         | アンディ・モンクハウス   | ハートリプール・ユナイテッド |
| MF   | 北アイルランドの旗       | トミー・ドハーティ       | ウィコム・ワンダラーズ       |
| FW   | イングランドの旗         | イゼール・マクロード     | ミルトン・キーンズ・ドンズ   |
| FW   | ウェールズの旗           | ジャーメイン・イースター | ウィコム・ワンダラーズ       |

### 2008年

#### プレミアリーグ
| Pos. | 国籍             | 受賞者                     | 所属クラブ                   |
| ---- | ---------------- | -------------------------- | ---------------------------- |
| GK   | イングランドの旗 | ディビッド・ジェームス     | ポーツマス                   |
| DF   | フランスの旗     | バカリ・サニャ             | アーセナル                   |
| DF   | イングランドの旗 | リオ・ファーディナンド     | マンチェスター・ユナイテッド |
| DF   | セルビアの旗     | ネマニャ・ヴィディッチ     | マンチェスター・ユナイテッド |
| DF   | フランスの旗     | ガエル・クリシー           | アーセナル                   |
| MF   | ポルトガルの旗   | クリスティアーノ・ロナウド | マンチェスター・ユナイテッド |
| MF   | イングランドの旗 | スティーヴン・ジェラード   | リヴァプール                 |
| MF   | スペインの旗     | セスク・ファブレガス       | アーセナル                   |
| MF   | イングランドの旗 | アシュリー・ヤング         | アストン・ヴィラ             |
| FW   | トーゴの旗       | エマヌエル・アデバヨール   | アーセナル                   |
| FW   | スペインの旗     | フェルナンド・トーレス     | リヴァプール                 |

#### チャンピオンシップ
| Pos. | 国籍             | 受賞者                   | 所属クラブ                           |
| ---- | ---------------- | ------------------------ | ------------------------------------ |
| GK   | ウェールズの旗   | ウェイン・ヘネシー       | ウルヴァーハンプトン・ワンダラーズ   |
| DF   | イングランドの旗 | ブラッドリー・オー       | ブリストル・シティ                   |
| DF   | イングランドの旗 | ライアン・ショークロス   | ストーク・シティ                     |
| DF   | ナイジェリアの旗 | ダニー・シットゥ         | ワトフォード                         |
| DF   | イングランドの旗 | ポール・ロビンソン       | ウェスト・ブロムウィッチ・アルビオン |
| MF   | イングランドの旗 | ブライアン・ハワード     | バーンズリー                         |
| MF   | イングランドの旗 | マーヴィン・エリオット   | ブリストル・シティ                   |
| MF   | アイルランドの旗 | リアム・ローレンス       | ストーク・シティ                     |
| MF   | イングランドの旗 | ジョナサン・グリーニング | ウェスト・ブロムウィッチ・アルビオン |
| FW   | ジャマイカの旗   | リカルド・フラー         | ストーク・シティ                     |
| FW   | イングランドの旗 | ケヴィン・フィリップス   | ウェスト・ブロムウィッチ・アルビオン |

#### リーグ1
| Pos. | 国籍                     | 受賞者                       | 所属クラブ                 |
| ---- | ------------------------ | ---------------------------- | -------------------------- |
| GK   | アイルランドの旗         | キーレン・ウェストウッド     | カーライル・ユナイテッド   |
| DF   | スペインの旗             | アンヘル・ランヘル           | スウォンジー・シティ       |
| DF   | イングランドの旗         | ギャリー・モンク             | スウォンジー・シティ       |
| DF   | イングランドの旗         | ダニー・ライヴシー           | カーライル・ユナイテッド   |
| DF   | イングランドの旗         | ジュリアン・バネット         | ノッティンガム・フォレスト |
| MF   | イングランドの旗         | アンディ・ロビンソン         | スウォンジー・シティ       |
| MF   | オランダの旗             | フェリー・ボッド             | スウォンジー・シティ       |
| MF   | イングランドの旗         | リッチー・ウェレンズ         | ドンカスター・ローヴァーズ |
| MF   | スコットランドの旗       | クリス・コモンズ             | ノッティンガム・フォレスト |
| FW   | イングランドの旗         | ジャーメイン・ベックフォード | リーズ・ユナイテッド       |
| FW   | トリニダード・トバゴの旗 | ジェイソン・スコットランド   | スウォンジー・シティ       |

#### リーグ2
| Pos. | 国籍               | 受賞者                 | 所属クラブ                 |
| ---- | ------------------ | ---------------------- | -------------------------- |
| GK   | イングランドの旗   | ジョー・ルイス         | ピーターバラ・ユナイテッド |
| DF   | イングランドの旗   | クレイグ・ピード       | ブレントフォード           |
| DF   | イングランドの旗   | スティーヴ・フォスター | ダーリントン               |
| DF   | イングランドの旗   | ダニー・スウェールズ   | ミルトン・キーンズ・ドンズ |
| DF   | イングランドの旗   | ディーン・レウィントン | ミルトン・キーンズ・ドンズ |
| MF   | イングランドの旗   | ジェイソン・パンチョン | バーネット                 |
| MF   | アイルランドの旗   | キース・アンドリュース | ミルトン・キーンズ・ドンズ |
| MF   | イングランドの旗   | ロイド・ダイアー       | ミルトン・キーンズ・ドンズ |
| MF   | スコットランドの旗 | ジョージ・ボイド       | ピーターバラ・ユナイテッド |
| FW   | イングランドの旗   | ジャック・レスター     | チェスターフィールド       |
| FW   | イングランドの旗   | アーロン・マクリーン   | ピーターバラ・ユナイテッド |

### 2009年

#### プレミアリーグ
| Pos. | 国籍             | 受賞者                           | 所属クラブ                   |
| ---- | ---------------- | -------------------------------- | ---------------------------- |
| GK   | オランダの旗     | エトヴィン・ファン・デル・サール | マンチェスター・ユナイテッド |
| DF   | イングランドの旗 | グレン・ジョンソン               | ポーツマス                   |
| DF   | イングランドの旗 | リオ・ファーディナンド           | マンチェスター・ユナイテッド |
| DF   | セルビアの旗     | ネマニャ・ヴィディッチ           | マンチェスター・ユナイテッド |
| DF   | フランスの旗     | パトリス・エヴラ                 | マンチェスター・ユナイテッド |
| MF   | ポルトガルの旗   | クリスティアーノ・ロナウド       | マンチェスター・ユナイテッド |
| MF   | ウェールズの旗   | ライアン・ギグス                 | マンチェスター・ユナイテッド |
| MF   | イングランドの旗 | スティーヴン・ジェラード         | リヴァプール                 |
| MF   | イングランドの旗 | アシュリー・ヤング               | アストン・ヴィラ             |
| FW   | フランスの旗     | ニコラ・アネルカ                 | チェルシー                   |
| FW   | スペインの旗     | フェルナンド・トーレス           | リヴァプール                 |

#### チャンピオンシップ
| Pos. | 国籍                     | 受賞者                             | 所属クラブ                         |
| ---- | ------------------------ | ---------------------------------- | ---------------------------------- |
| GK   | アイルランドの旗         | キーレン・ウェストウッド           | コヴェントリー・シティ             |
| DF   | イングランドの旗         | カイル・ノートン                   | シェフィールド・ユナイテッド       |
| DF   | イングランドの旗         | ロジャー・ジョンソン               | カーディフ・シティ                 |
| DF   | イングランドの旗         | リチャード・ステアマン             | ウルヴァーハンプトン・ワンダラーズ |
| DF   | イングランドの旗         | ダニエル・フォックス               | コヴェントリー・シティ             |
| MF   | イングランドの旗         | マイケル・カイトリー               | ウルヴァーハンプトン・ワンダラーズ |
| MF   | アイルランドの旗         | スティーヴン・ハント               | レディング                         |
| MF   | ウェールズの旗           | ジョー・レドリー                   | カーディフ・シティ                 |
| MF   | スペインの旗             | ジョルディ・ゴメス                 | スウォンジー・シティ               |
| FW   | イングランドの旗         | シルヴァン・イーバンクス＝ブレイク | ウルヴァーハンプトン・ワンダラーズ |
| FW   | トリニダード・トバゴの旗 | ジェイソン・スコットランド         | スウォンジー・シティ               |

#### リーグ1
| Pos. | 国籍             | 受賞者                 | 所属クラブ                 |
| ---- | ---------------- | ---------------------- | -------------------------- |
| GK   | アイルランドの旗 | ジョー・マーフィー     | スカンソープ・ユナイテッド |
| DF   | ウェールズの旗   | ニール・アードレイ     | オールダム・アスレティック |
| DF   | イングランドの旗 | ジャック・ホッブス     | レスター・シティ           |
| DF   | イングランドの旗 | ショーン・オハンロン   | ミルトン・キーンズ・ドンズ |
| DF   | イングランドの旗 | ディーン・レウィトン   | ミルトン・キーンズ・ドンズ |
| MF   | イングランドの旗 | ファビアン・デルフ     | リーズ・ユナイテッド       |
| MF   | イングランドの旗 | マシュー・オークリー   | レスター・シティ           |
| MF   | イングランドの旗 | クリス・テイラー       | オールダム・アスレティック |
| MF   | イングランドの旗 | ジョージ・ボイド       | ピーターバラ・ユナイテッド |
| FW   | イングランドの旗 | リッキー・ランバート   | ブリストル・ローヴァーズ   |
| FW   | イングランドの旗 | マッティ・フライアット | レスター・シティ           |

#### リーグ2
| Pos. | 国籍               | 受賞者                     | 所属クラブ               |
| ---- | ------------------ | -------------------------- | ------------------------ |
| GK   | スコットランドの旗 | スコット・シアラー         | ウィコム・ワンダラーズ   |
| DF   | イングランドの旗   | ニール・オースティン       | ダーリントン             |
| DF   | スコットランドの旗 | デイヴィッド・マクラッケン | ウィコム・ワンダラーズ   |
| DF   | イングランドの旗   | サイモン・キング           | ジリンガム               |
| DF   | イングランドの旗   | トム・ケネディ             | ロッチデール             |
| MF   | ジャマイカの旗     | オマール・デイリー         | ブラッドフォード・シティ |
| MF   | フランスの旗       | ダニー・ヌゲッサン         | リンカーン・シティ       |
| MF   | イングランドの旗   | ベン・デイヴィス           | シュルーズベリー・タウン |
| MF   | 北アイルランドの旗 | トミー・ドハーティ         | ウィコム・ワンダラーズ   |
| FW   | イングランドの旗   | グラント・ホルト           | シュルーズベリー・タウン |
| FW   | イングランドの旗   | アンディ・ビショップ       | ベリー                   |

## 2010年代の受賞リスト

### 2010年

#### プレミアリーグ
| Pos. | 国籍                 | 受賞者                         | 所属クラブ                   |
| ---- | -------------------- | ------------------------------ | ---------------------------- |
| GK   | イングランドの旗     | ジョー・ハート                 | バーミンガム・シティ         |
| DF   | セルビアの旗         | ブラニスラヴ・イヴァノヴィッチ | チェルシー                   |
| DF   | ベルギーの旗         | トーマス・フェルメーレン       | アーセナル                   |
| DF   | アイルランドの旗     | リチャード・ダン               | アストン・ヴィラ             |
| DF   | フランスの旗         | パトリス・エヴラ               | マンチェスター・ユナイテッド |
| MF   | エクアドルの旗       | アントニオ・バレンシア         | マンチェスター・ユナイテッド |
| MF   | スペインの旗         | セスク・ファブレガス           | アーセナル                   |
| MF   | スコットランドの旗   | ダレン・フレッチャー           | マンチェスター・ユナイテッド |
| MF   | イングランドの旗     | ジェイムズ・ミルナー           | アストン・ヴィラ             |
| FW   | イングランドの旗     | ウェイン・ルーニー             | マンチェスター・ユナイテッド |
| FW   | コートジボワールの旗 | ディディエ・ドログバ           | チェルシー                   |

#### チャンピオンシップ
| Pos. | 国籍               | 受賞者                     | 所属クラブ                           |
| ---- | ------------------ | -------------------------- | ------------------------------------ |
| GK   | イングランドの旗   | リー・キャンプ             | ノッティンガム・フォレスト           |
| DF   | ウェールズの旗     | クリス・ガンター           | ノッティンガム・フォレスト           |
| DF   | アルゼンチンの旗   | ファブリシオ・コロッチーニ | ニューカッスル・ユナイテッド         |
| DF   | ウェールズの旗     | アシュリー・ウィリアムズ   | スウォンジー・シティ                 |
| DF   | スペインの旗       | ホセ・エンリケ             | ニューカッスル・ユナイテッド         |
| MF   | スコットランドの旗 | グラハム・ドーランズ       | ウェスト・ブロムウィッチ・アルビオン |
| MF   | イングランドの旗   | ピーター・ウィッティンガム | カーディフ・シティ                   |
| MF   | イングランドの旗   | ケヴィン・ノーラン         | ニューカッスル・ユナイテッド         |
| MF   | スコットランドの旗 | チャーリー・アダム         | ブラックプール                       |
| FW   | イングランドの旗   | アンディ・キャロル         | ニューカッスル・ユナイテッド         |
| FW   | イングランドの旗   | マイケル・チョプラ         | カーディフ・シティ                   |

#### リーグ1
| Pos. | 国籍               | 受賞者                     | 所属クラブ                   |
| ---- | ------------------ | -------------------------- | ---------------------------- |
| GK   | イングランドの旗   | ケルヴィン・デイヴィス     | サウサンプトン               |
| DF   | イングランドの旗   | フレイザー・リチャードソン | チャールトン・アスレティック |
| DF   | アイルランドの旗   | ギャリー・ドハーティ       | ノリッジ・シティ             |
| DF   | オーストラリアの旗 | パトリック・キスノーボ     | リーズ・ユナイテッド         |
| DF   | アイルランドの旗   | イアン・ハート             | カーライル・ユナイテッド     |
| MF   | アイルランドの旗   | ウェズ・フーラハン         | ノリッジ・シティ             |
| MF   | イングランドの旗   | ジェイソン・パンチョン     | サウサンプトン               |
| MF   | スコットランドの旗 | ロバート・スノッドグラス   | リーズ・ユナイテッド         |
| MF   | イングランドの旗   | ニッキー・ベイリー         | チャールトン・アスレティック |
| FW   | イングランドの旗   | グラント・ホルト           | ノリッジ・シティ             |
| FW   | イングランドの旗   | リッキー・ランバート       | サウサンプトン               |

#### リーグ2
| Pos. | 国籍             | 受賞者                 | 所属クラブ               |
| ---- | ---------------- | ---------------------- | ------------------------ |
| GK   | デンマークの旗   | カスパー・シュマイケル | ノッツ・カウンティ       |
| DF   | イングランドの旗 | ジョン・ブレイフォード | クルー・アレクサンドラ   |
| DF   | イングランドの旗 | クレイグ・ドーソン     | ロッチデール             |
| DF   | イングランドの旗 | イアン・シャープス     | シュルーズベリー・タウン |
| DF   | イングランドの旗 | トム・ケネディ         | ロッチデール             |
| MF   | イングランドの旗 | ベン・デイヴィス       | ノッツ・カウンティ       |
| MF   | アイルランドの旗 | スティーブン・ドーソン | ベリー                   |
| MF   | イングランドの旗 | ガリー・ジョーンズ     | ロッチデール             |
| MF   | イングランドの旗 | ニッキー・ロウ         | ロザラム・ユナイテッド   |
| FW   | イングランドの旗 | リー・ヒューズ         | ノッツ・カウンティ       |
| FW   | イングランドの旗 | アダム・ル・フォンドル | ロッチデール             |

### 2011年

#### プレミアリーグ
| Pos. | 国籍             | 受賞者                           | 所属クラブ                   |
| ---- | ---------------- | -------------------------------- | ---------------------------- |
| GK   | オランダの旗     | エトヴィン・ファン・デル・サール | マンチェスター・ユナイテッド |
| DF   | フランスの旗     | バカリ・サニャ                   | アーセナル                   |
| DF   | セルビアの旗     | ネマニャ・ヴィディッチ           | マンチェスター・ユナイテッド |
| DF   | ベルギーの旗     | ヴァンサン・コンパニ             | マンチェスター・シティ       |
| DF   | イングランドの旗 | アシュリー・コール               | チェルシー                   |
| MF   | ポルトガルの旗   | ナニ                             | マンチェスター・ユナイテッド |
| MF   | フランスの旗     | サミル・ナスリ                   | アーセナル                   |
| MF   | イングランドの旗 | ジャック・ウィルシャー           | アーセナル                   |
| MF   | ウェールズの旗   | ガレス・ベイル                   | トッテナム・ホットスパー     |
| FW   | アルゼンチンの旗 | カルロス・テベス                 | マンチェスター・シティ       |
| FW   | ブルガリアの旗   | ディミタール・ベルバトフ         | マンチェスター・ユナイテッド |

#### チャンピオンシップ
| Pos. | 国籍             | 受賞者                   | 所属クラブ                       |
| ---- | ---------------- | ------------------------ | -------------------------------- |
| GK   | アイルランドの旗 | パディ・ケニー           | クイーンズ・パーク・レンジャーズ |
| DF   | イングランドの旗 | カイル・ノートン         | レスター・シティ                 |
| DF   | アイルランドの旗 | イアン・ハート           | レディング                       |
| DF   | ウェールズの旗   | アシュリー・ウィリアムズ | スウォンジー・シティ             |
| DF   | イングランドの旗 | ウェズ・モーガン         | ノッティンガム・フォレスト       |
| MF   | モロッコの旗     | アデル・ターラブト       | クイーンズ・パーク・レンジャーズ |
| MF   | イングランドの旗 | スコット・シンクレア     | スウォンジー・シティ             |
| MF   | ウェールズの旗   | アンディ・キング         | レスター・シティ                 |
| MF   | アイルランドの旗 | ウェズ・フーラハン       | ノリッジ・シティ                 |
| FW   | イングランドの旗 | ダニー・グレアム         | ワトフォード                     |
| FW   | イングランドの旗 | グラント・ホルト         | ノリッジ・シティ                 |

#### リーグ1
| Pos. | 国籍               | 受賞者                                   | 所属クラブ                    |
| ---- | ------------------ | ---------------------------------------- | ----------------------------- |
| GK   | イングランドの旗   | ケルヴィン・デイヴィス                   | サウサンプトン                |
| DF   | スペインの旗       | イニゴ・カルデロン                       | ブライトン&ホーヴ・アルビオン |
| DF   | イングランドの旗   | ダン・ハーディング                       | サウサンプトン                |
| DF   | スコットランドの旗 | ゴードン・グリア                         | ブライトン&ホーヴ・アルビオン |
| DF   | ポルトガルの旗     | ジョゼ・フォンテ                         | サウサンプトン                |
| MF   | イングランドの旗   | アンソニー・ピルキントン                 | ハダースフィールド・タウン    |
| MF   | イングランドの旗   | エリオット・ベネット                     | ブライトン&ホーヴ・アルビオン |
| MF   | イングランドの旗   | アダム・ララーナ                         | サウサンプトン                |
| MF   | イングランドの旗   | アレックス・オックスレイド＝チェンバレン | サウサンプトン                |
| FW   | スコットランドの旗 | クレイグ・マッケイル＝スミス             | ピーターバラ・ユナイテッド    |
| FW   | イングランドの旗   | ブラッドリー・ライト＝フィリップス       | チャールトン・アスレティック  |

#### リーグ2
| Pos. | 国籍             | 受賞者                 | 所属クラブ                     |
| ---- | ---------------- | ---------------------- | ------------------------------ |
| GK   | イングランドの旗 | トミー・リー           | チェスターフィールド           |
| DF   | イングランドの旗 | ダミアン・バット       | オックスフォード・ユナイテッド |
| DF   | イングランドの旗 | イアン・シャープス     | シュルーズベリー・タウン       |
| DF   | イングランドの旗 | ガイ・ブランストン     | トーキー・ユナイテッド         |
| DF   | イングランドの旗 | ジョー・スカールズ     | ベリー                         |
| MF   | イングランドの旗 | ダニー・ウィテカー     | チェスターフィールド           |
| MF   | アイルランドの旗 | ジミー・ライアン       | アクリントン・スタンリー       |
| MF   | イングランドの旗 | ニッキー・ロウ         | ロザラム・ユナイテッド         |
| MF   | イングランドの旗 | ガレス・エインズワース | ウィコム・ワンダラーズ         |
| FW   | イングランドの旗 | ライアン・ロウ         | ベリー                         |
| FW   | ウェールズの旗   | クレイグ・デイヴィス   | チェスターフィールド           |

### 2012年

#### プレミアリーグ
| Pos. | 国籍                 | 受賞者                     | 所属クラブ                   |
| ---- | -------------------- | -------------------------- | ---------------------------- |
| GK   | イングランドの旗     | ジョー・ハート             | マンチェスター・シティ       |
| DF   | イングランドの旗     | カイル・ウォーカー         | トッテナム・ホットスパー     |
| DF   | ベルギーの旗         | ヴァンサン・コンパニ       | マンチェスター・シティ       |
| DF   | アルゼンチンの旗     | ファブリシオ・コロッチーニ | ニューカッスル・ユナイテッド |
| DF   | イングランドの旗     | レイトン・ベインズ         | エヴァートン                 |
| MF   | スペインの旗         | ダビド・シルバ             | マンチェスター・シティ       |
| MF   | コートジボワールの旗 | ヤヤ・トゥーレ             | マンチェスター・シティ       |
| MF   | イングランドの旗     | スコット・パーカー         | トッテナム・ホットスパー     |
| MF   | ウェールズの旗       | ガレス・ベイル             | トッテナム・ホットスパー     |
| FW   | オランダの旗         | ロビン・ファン・ペルシ     | アーセナル                   |
| FW   | イングランドの旗     | ウェイン・ルーニー         | マンチェスター・ユナイテッド |

#### チャンピオンシップ
| Pos. | 国籍             | 受賞者                     | 所属クラブ                 |
| ---- | ---------------- | -------------------------- | -------------------------- |
| GK   | イングランドの旗 | ケルヴィン・デイヴィス     | サウサンプトン             |
| DF   | イングランドの旗 | ナサニエル・クライン       | クリスタル・パレス         |
| DF   | イングランドの旗 | ジェームズ・トムキンス     | ウェストハム・ユナイテッド |
| DF   | イングランドの旗 | カーティス・デイヴィス     | バーミンガム・シティ       |
| DF   | アイルランドの旗 | イアン・ハート             | レディング                 |
| MF   | イングランドの旗 | アダム・ララーナ           | サウサンプトン             |
| MF   | イングランドの旗 | ピーター・ウィッティンガム | カーディフ・シティ         |
| MF   | イングランドの旗 | マーク・ノーブル           | ウェストハム・ユナイテッド |
| MF   | イングランドの旗 | マット・フィリップス       | ブラックプール             |
| FW   | イングランドの旗 | リッキー・ランバート       | サウサンプトン             |
| FW   | イングランドの旗 | ジェイ・ロドリゲス         | バーンリー                 |

#### リーグ1
| Pos. | 国籍               | 受賞者                   | 所属クラブ                   |
| ---- | ------------------ | ------------------------ | ---------------------------- |
| GK   | イングランドの旗   | ベン・ハマー             | チャールトン・アスレティック |
| DF   | イングランドの旗   | ジャック・ハント         | ハダースフィールド・タウン   |
| DF   | イングランドの旗   | マイケル・モリソン       | チャールトン・アスレティック |
| DF   | イングランドの旗   | ハリー・マグワイア       | シェフィールド・ユナイテッド |
| DF   | ウェールズの旗     | ロイス・ウィギンズ       | チャールトン・アスレティック |
| MF   | イングランドの旗   | ジョニー・ジャクソン     | チャールトン・アスレティック |
| MF   | アイルランドの旗   | スティーヴン・クイン     | シェフィールド・ユナイテッド |
| MF   | アイルランドの旗   | スティーブン・グリーソン | ミルトン・キーンズ・ドンズ   |
| MF   | アイルランドの旗   | ダレン・ポッター         | ミルトン・キーンズ・ドンズ   |
| FW   | スコットランドの旗 | ジョーダン・ローズ       | ハダースフィールド・タウン   |
| FW   | ウェールズの旗     | チェド・エバンス         | シェフィールド・ユナイテッド |

#### リーグ2
| Pos. | 国籍               | 受賞者                 | 所属クラブ               |
| ---- | ------------------ | ---------------------- | ------------------------ |
| GK   | オーストリアの旗   | ロバート・オレイニク   | トーキー・ユナイテッド   |
| DF   | スコットランドの旗 | ポール・カディス       | スウィンドン・タウン     |
| DF   | イングランドの旗   | カイル・マクファッゼン | クローリー・タウン       |
| DF   | イングランドの旗   | イアン・シャープス     | シュルーズベリー・タウン |
| DF   | イングランドの旗   | ケヴィン・ニコルソン   | トーキー・ユナイテッド   |
| MF   | イングランドの旗   | マット・リッチー       | スウィンドン・タウン     |
| MF   | イングランドの旗   | マーロン・パック       | チェルトナム・タウン     |
| MF   | 北アイルランドの旗 | ユーナン・オケイン     | トーキー・ユナイテッド   |
| MF   | イングランドの旗   | リー・マンセル         | トーキー・ユナイテッド   |
| FW   | イングランドの旗   | アイザル・マクラウド   | バーネット               |
| FW   | イングランドの旗   | タイロン・バーネット   | クローリー・タウン       |

### 2013年

#### プレミアリーグ
| Pos. | 国籍             | 受賞者                 | 所属クラブ                   |
| ---- | ---------------- | ---------------------- | ---------------------------- |
| GK   | スペインの旗     | ダビド・デ・ヘア       | マンチェスター・ユナイテッド |
| DF   | アルゼンチンの旗 | パブロ・サバレタ       | マンチェスター・シティ       |
| DF   | ベルギーの旗     | ヤン・フェルトンゲン   | トッテナム・ホットスパー     |
| DF   | イングランドの旗 | リオ・ファーディナンド | マンチェスター・ユナイテッド |
| DF   | イングランドの旗 | レイトン・ベインズ     | エヴァートン                 |
| MF   | ウェールズの旗   | ガレス・ベイル         | トッテナム・ホットスパー     |
| MF   | スペインの旗     | フアン・マタ           | チェルシー                   |
| MF   | イングランドの旗 | マイケル・キャリック   | マンチェスター・ユナイテッド |
| MF   | ベルギーの旗     | エデン・アザール       | チェルシー                   |
| FW   | オランダの旗     | ロビン・ファン・ペルシ | マンチェスター・ユナイテッド |
| FW   | ウルグアイの旗   | ルイス・スアレス       | リヴァプール                 |

#### チャンピオンシップ
| Pos. | 国籍                 | 受賞者                     | 所属クラブ                    |
| ---- | -------------------- | -------------------------- | ----------------------------- |
| GK   | デンマークの旗       | カスパー・シュマイケル     | レスター・シティ              |
| DF   | イングランドの旗     | キーラン・トリッピアー     | バーンリー                    |
| DF   | イングランドの旗     | ウェズ・モーガン           | レスター・シティ              |
| DF   | イングランドの旗     | マーク・ハドソン           | カーディフ・シティ            |
| DF   | イングランドの旗     | ウェイン・ブリッジ         | ブライトン&ホーヴ・アルビオン |
| MF   | イングランドの旗     | ウィルフレッド・ザハ       | クリスタル・パレス            |
| MF   | イングランドの旗     | トム・インス               | ブラックプール                |
| MF   | イングランドの旗     | ピーター・ウィッティンガム | カーディフ・シティ            |
| MF   | コンゴ民主共和国の旗 | ヤニック・ボラシエ         | クリスタル・パレス            |
| FW   | イングランドの旗     | グレン・マレー             | クリスタル・パレス            |
| FW   | チェコの旗           | マチェイ・ヴィドラ         | ワトフォード                  |

#### リーグ1
| Pos. | 国籍             | 受賞者                   | 所属クラブ                   |
| ---- | ---------------- | ------------------------ | ---------------------------- |
| GK   | イングランドの旗 | ウェズ・フォダリンガム   | スウィンドン・タウン         |
| DF   | イングランドの旗 | サイモン・フランシス     | ボーンマス                   |
| DF   | イングランドの旗 | ロブ・ジョーンズ         | ドンカスター・ローヴァーズ   |
| DF   | イングランドの旗 | ハリー・マグワイア       | シェフィールド・ユナイテッド |
| DF   | イングランドの旗 | チャーリー・ダニエルズ   | ボーンマス                   |
| MF   | イングランドの旗 | マット・リッチー         | ボーンマス                   |
| MF   | イングランドの旗 | ルーク・マーフィー       | クルー・アレクサンドラ       |
| MF   | アイルランドの旗 | アラン・ジャッジ         | ノッツ・カウンティ           |
| MF   | ウェールズの旗   | デイヴィッド・コッテリル | ドンカスター・ローヴァーズ   |
| FW   | アイルランドの旗 | パディー・マッデン       | ヨーヴィル・タウン           |
| FW   | イングランドの旗 | レオン・クラーク         | コヴェントリー・シティ       |

#### リーグ2
| Pos. | 国籍                 | 受賞者                             | 所属クラブ                 |
| ---- | -------------------- | ---------------------------------- | -------------------------- |
| GK   | イングランドの旗     | スチュアート・ネルソン             | ジリンガム                 |
| DF   | イングランドの旗     | ショーン・クロヘシー               | サウスエンド・ユナイテッド |
| DF   | イングランドの旗     | アダム・バレット                   | ジリンガム                 |
| DF   | イングランドの旗     | ライアン・クロスウェル             | サウスエンド・ユナイテッド |
| DF   | イングランドの旗     | ジョー・マーティン                 | ジリンガム                 |
| MF   | コンゴ民主共和国の旗 | ジャック・マゴマ                   | バートン・アルビオン       |
| MF   | イングランドの旗     | マーロン・パック                   | チェルトナム・タウン       |
| MF   | イングランドの旗     | ギャリー・ジョーンズ               | ブラッドフォード・シティ   |
| MF   | イングランドの旗     | ジェニソン・マイリー＝ウィリアムズ | ポート・ヴェイル           |
| FW   | イングランドの旗     | トム・ポープ                       | ポート・ヴェイル           |
| FW   | イングランドの旗     | ジェミー・キュアトン               | エクセター・シティ         |

### 2014年

#### プレミアリーグ
| Pos. | 国籍                 | 受賞者                   | 所属クラブ             |
| ---- | -------------------- | ------------------------ | ---------------------- |
| GK   | チェコの旗           | ペトル・チェフ           | チェルシー             |
| DF   | アイルランドの旗     | シェイマス・コールマン   | エヴァートン           |
| DF   | ベルギーの旗         | ヴァンサン・コンパニ     | マンチェスター・シティ |
| DF   | イングランドの旗     | ガリー・ケーヒル         | チェルシー             |
| DF   | イングランドの旗     | ルーク・ショー           | サウサンプトン         |
| MF   | ベルギーの旗         | エデン・アザール         | チェルシー             |
| MF   | イングランドの旗     | スティーヴン・ジェラード | リヴァプール           |
| MF   | コートジボワールの旗 | ヤヤ・トゥーレ           | マンチェスター・シティ |
| MF   | イングランドの旗     | アダム・ララーナ         | サウサンプトン         |
| FW   | イングランドの旗     | ダニエル・スタリッジ     | リヴァプール           |
| FW   | ウルグアイの旗       | ルイス・スアレス         | リヴァプール           |

#### チャンピオンシップ
| Pos. | 国籍               | 受賞者                     | 所属クラブ                 |
| ---- | ------------------ | -------------------------- | -------------------------- |
| GK   | デンマークの旗     | カスパー・シュマイケル     | レスター・シティ           |
| DF   | イングランドの旗   | キーラン・トリッピアー     | バーンリー                 |
| DF   | イングランドの旗   | ウェズ・モーガン           | レスター・シティ           |
| DF   | イングランドの旗   | ジェイソン・シャッケル     | バーンリー                 |
| DF   | イングランドの旗   | アーロン・クレスウェル     | イプスウィッチ・タウン     |
| MF   | スコットランドの旗 | クレイグ・ブライソン       | ダービー・カウンティ       |
| MF   | イングランドの旗   | ウィル・ヒューズ           | ダービー・カウンティ       |
| MF   | イングランドの旗   | ダニー・ドリンクウォーター | レスター・シティ           |
| MF   | アイルランドの旗   | アンディ・リード           | ノッティンガム・フォレスト |
| FW   | イングランドの旗   | ダニー・イングス           | バーンリー                 |
| FW   | スコットランドの旗 | ロス・マコーマック         | リーズ・ユナイテッド       |

#### リーグ1
| Pos. | 国籍               | 受賞者                   | 所属クラブ                         |
| ---- | ------------------ | ------------------------ | ---------------------------------- |
| GK   | ナイジェリアの旗   | カール・イケメ           | ウルヴァーハンプトン・ワンダラーズ |
| DF   | ウェールズの旗     | サム・リケッツ           | ウルヴァーハンプトン・ワンダラーズ |
| DF   | イングランドの旗   | ダニー・バス             | ウルヴァーハンプトン・ワンダラーズ |
| DF   | イングランドの旗   | ハリー・マグワイア       | シェフィールド・ユナイテッド       |
| DF   | イングランドの旗   | ジェイク・ビッドウェル   | ブレントフォード                   |
| MF   | イングランドの旗   | アダム・フォーショー     | ブレントフォード                   |
| MF   | マリ共和国の旗     | バカリ・サコ             | ウルヴァーハンプトン・ワンダラーズ |
| MF   | イングランドの旗   | ベン・プリングル         | ロザラム・ユナイテッド             |
| MF   | スコットランドの旗 | ケヴィン・マクドナルド   | ウルヴァーハンプトン・ワンダラーズ |
| MF   | イングランドの旗   | ブリット・アソムバロンガ | ピーターバラ・ユナイテッド         |
| MF   | イングランドの旗   | カラム・ウィルソン       | コヴェントリー・シティ             |

#### リーグ2
| Pos. | 国籍               | 受賞者                     | 所属クラブ                 |
| ---- | ------------------ | -------------------------- | -------------------------- |
| GK   | イングランドの旗   | トミー・リー               | チェスターフィールド       |
| DF   | 北アイルランドの旗 | マイケル・スミス           | ブリストル・ローヴァーズ   |
| DF   | イングランドの旗   | イアン・エヴァット         | チェスターフィールド       |
| DF   | スコットランドの旗 | リアム・クーパー           | チェスターフィールド       |
| DF   | イングランドの旗   | マイケル・ローズ           | ロッチデール               |
| MF   | アイルランドの旗   | ジョン・ジョー・オトゥール | ブリストル・ローヴァーズ   |
| MF   | イングランドの旗   | アントニ・サルセヴィッチ   | フリートウッド・タウン     |
| MF   | イングランドの旗   | ガリー・ロバーツ           | チェスターフィールド       |
| MF   | イングランドの旗   | イアン・ヘンダーソン       | ロッチデール               |
| FW   | イングランドの旗   | サム・ウィナル             | スカンソープ・ユナイテッド |
| FW   | イングランドの旗   | スコット・ホーガン         | ロッチデール               |

#### FA WSL 1
出典: 
| Pos. | 国籍                 | 受賞者                 | 所属クラブ             | 回 |
| ---- | -------------------- | ---------------------- | ---------------------- | -- |
| GK   | イングランドの旗     | シボーン・チェンバレン | ブリストル・アカデミー | 1  |
| DF   | イングランドの旗     | ルーシー・ブロンズ     | リヴァプール           | 1  |
| DF   | イングランドの旗     | マーサ・ハリス         | リンカーン・レディース | 1  |
| DF   | イングランドの旗     | ジェマ・ローズ         | ブリストル・アカデミー | 1  |
| DF   | イングランドの旗     | ジェマ・ボナー         | リヴァプール           | 1  |
| MF   | イングランドの旗     | ファラ・ウィリアムズ   | リヴァプール           | 1  |
| MF   | イングランドの旗     | ジョーダン・ノブス     | アーセナル             | 1  |
| MF   | ドイツの旗           | ニコール・ロルザー     | リヴァプール           | 1  |
| MF   | イングランドの旗     | ジェマ・デイヴィソン   | アーセナル             | 1  |
| FW   | イングランドの旗     | ダニエル・カーター     | アーセナル             | 1  |
| FW   | アラブ首長国連邦の旗 | ナターシャ・ダウィー   | リヴァプール           | 1  |

### 2015年

#### プレミアリーグ
| Pos. | 国籍             | 受賞者                         | 所属クラブ                   |
| ---- | ---------------- | ------------------------------ | ---------------------------- |
| GK   | スペインの旗     | ダビド・デ・ヘア               | マンチェスター・ユナイテッド |
| DF   | セルビアの旗     | ブラニスラヴ・イヴァノヴィッチ | チェルシー                   |
| DF   | イングランドの旗 | ガリー・ケーヒル               | チェルシー                   |
| DF   | イングランドの旗 | ジョン・テリー                 | チェルシー                   |
| DF   | イングランドの旗 | ライアン・バートランド         | サウサンプトン               |
| MF   | チリの旗         | アレクシス・サンチェス         | アーセナル                   |
| MF   | セルビアの旗     | ネマニャ・マティッチ           | チェルシー                   |
| MF   | ブラジルの旗     | フィリペ・コウチーニョ         | リヴァプール                 |
| MF   | ベルギーの旗     | エデン・アザール               | チェルシー                   |
| FW   | イングランドの旗 | ハリー・ケイン                 | トッテナム・ホットスパー     |
| FW   | スペインの旗     | ディエゴ・コスタ               | チェルシー                   |

#### チャンピオンシップ
| Pos. | 国籍               | 受賞者                   | 所属クラブ                         |
| ---- | ------------------ | ------------------------ | ---------------------------------- |
| GK   | アイルランドの旗   | キーレン・ウェストウッド | シェフィールド・ウェンズデイ       |
| DF   | イングランドの旗   | サイモン・フランシス     | ボーンマス                         |
| DF   | アイルランドの旗   | リチャード・キーオ       | ダービー・カウンティ               |
| DF   | スコットランドの旗 | ラッセル・マーティン     | ノリッジ・シティ                   |
| DF   | イングランドの旗   | ジョージ・フレンド       | ミドルズブラ                       |
| MF   | スコットランドの旗 | マット・リッチー         | ボーンマス                         |
| MF   | イングランドの旗   | グラント・レッドビター   | ミドルズブラ                       |
| MF   | マリ共和国の旗     | バカリ・サコ             | ウルヴァーハンプトン・ワンダラーズ |
| MF   | イングランドの旗   | アレックス・プリチャード | ブレントフォード                   |
| FW   | アイルランドの旗   | ダリル・マーフィー       | イプスウィッチ・タウン             |
| FW   | イングランドの旗   | トロイ・ディーニー       | ワトフォード                       |

#### リーグ1
| Pos. | 国籍               | 受賞者                     | 所属クラブ                 |
| ---- | ------------------ | -------------------------- | -------------------------- |
| GK   | イングランドの旗   | フランク・フィールディング | ブリストル・シティ         |
| DF   | イングランドの旗   | ネイサン・バーン           | スウィンドン・タウン       |
| DF   | イングランドの旗   | トム・クラーク             | プレストン・ノースエンド   |
| DF   | イングランドの旗   | アデン・フリント           | ブリストル・シティ         |
| DF   | イングランドの旗   | ジョー・ブライアン         | ブリストル・シティ         |
| MF   | イングランドの旗   | デレ・アリ                 | ミルトン・キーンズ・ドンズ |
| MF   | イングランドの旗   | ルーク・フリーマン         | ブリストル・シティ         |
| MF   | オーストラリアの旗 | マッシモ・ルオンゴ         | スウィンドン・タウン       |
| MF   | イングランドの旗   | コリー・スミス             | ブリストル・シティ         |
| FW   | イングランドの旗   | ジョー・ガーナー           | プレストン・ノースエンド   |
| FW   | アイルランドの旗   | オーエン・ドイル           | チェスターフィールド       |

#### リーグ2
| Pos. | 国籍             | 受賞者                   | 所属クラブ                 |
| ---- | ---------------- | ------------------------ | -------------------------- |
| GK   | イングランドの旗 | ダニエル・ベントレー     | サウスエンド・ユナイテッド |
| DF   | イングランドの旗 | フィル・エドワーズ       | バートン・アルビオン       |
| DF   | イングランドの旗 | スティーヴ・マクナルティ | ルートン・タウン           |
| DF   | イングランドの旗 | コナー・ゴールドソン     | シュルーズベリー・タウン   |
| DF   | イングランドの旗 | ベン・コーカー           | サウスエンド・ユナイテッド |
| MF   | イングランドの旗 | ライアン・ウッズ         | シュルーズベリー・タウン   |
| MF   | イングランドの旗 | マット・グライムス       | エクセター・シティ         |
| MF   | イングランドの旗 | ジェド・ウォレス         | ポーツマス                 |
| MF   | イングランドの旗 | ダニー・メイヤー         | ベリー                     |
| FW   | イングランドの旗 | マット・タブス           | ポーツマス                 |
| FW   | イングランドの旗 | ルーベン・リード         | プリマス・アーガイル       |

#### FA WSL 1
出典: 
| Pos. | 国籍               | 受賞者                 | 所属クラブ             | 回 |
| ---- | ------------------ | ---------------------- | ---------------------- | -- |
| GK   | イングランドの旗   | カーリー・テルフォード | ノッツ・カウンティ     | 1  |
| DF   | イングランドの旗   | ルーシー・ブロンズ     | リヴァプール           | 2  |
| DF   | イングランドの旗   | ケイシー・ストーニー   | アーセナル             | 1  |
| DF   | スコットランドの旗 | レイチェル・コーシー   | ノッツ・カウンティ     | 1  |
| DF   | スコットランドの旗 | エマ・ムカンディ       | アーセナル             | 1  |
| MF   | 大韓民国の旗       | チ・ソヨン             | チェルシー             | 1  |
| MF   | イングランドの旗   | ジル・スコット         | マンチェスター・シティ | 1  |
| MF   | イングランドの旗   | ジョー・ポッター       | バーミンガム・シティ   | 1  |
| MF   | イングランドの旗   | カレン・カーニー       | バーミンガム・シティ   | 1  |
| FW   | イングランドの旗   | ニキータ・パリス       | エヴァートン           | 1  |
| FW   | イングランドの旗   | エニオラ・アルコ       | チェルシー             | 1  |

### 2016年
出典: 

#### プレミアリーグ
| Pos. | 国籍             | 受賞者                       | 所属クラブ                   |
| ---- | ---------------- | ---------------------------- | ---------------------------- |
| GK   | スペインの旗     | ダビド・デ・ヘア             | マンチェスター・ユナイテッド |
| DF   | スペインの旗     | エクトル・ベジェリン         | アーセナル                   |
| DF   | ベルギーの旗     | トビー・アルデルヴェイレルト | トッテナム・ホットスパー     |
| DF   | ジャマイカの旗   | ウェズ・モーガン             | レスター・シティ             |
| DF   | イングランドの旗 | ダニー・ローズ               | トッテナム・ホットスパー     |
| MF   | アルジェリアの旗 | リヤド・マフレズ             | レスター・シティ             |
| MF   | フランスの旗     | エンゴロ・カンテ             | レスター・シティ             |
| MF   | イングランドの旗 | デレ・アリ                   | トッテナム・ホットスパー     |
| MF   | フランスの旗     | ディミトリ・パイェ           | ウェストハム・ユナイテッド   |
| FW   | イングランドの旗 | ハリー・ケイン               | トッテナム・ホットスパー     |
| FW   | イングランドの旗 | ジェイミー・ヴァーディ       | レスター・シティ             |

#### チャンピオンシップ
| Pos. | 国籍               | 受賞者                         | 所属クラブ                    |
| ---- | ------------------ | ------------------------------ | ----------------------------- |
| GK   | イングランドの旗   | トム・ヒートン                 | バーンリー                    |
| DF   | イングランドの旗   | ジョージ・フレンド             | ミドルズブラ                  |
| DF   | スペインの旗       | ダニエル・アジャラ             | ミドルズブラ                  |
| DF   | イングランドの旗   | マイケル・ドーソン             | ハル・シティ                  |
| DF   | スペインの旗       | ブルーノ・サルトール           | ブライトン&ホーヴ・アルビオン |
| MF   | イングランドの旗   | アダム・クレイトン             | ミドルズブラ                  |
| MF   | イングランドの旗   | ジョーイ・バートン             | バーンリー                    |
| MF   | アイルランドの旗   | アラン・ジャッジ               | ブレントフォード              |
| FW   | イタリアの旗       | フェルナンド・フォレスティエリ | シェフィールド・ウェンズデイ  |
| FW   | スコットランドの旗 | ロス・マコーマック             | フラム                        |
| FW   | イングランドの旗   | アンドレ・グレー               | バーンリー                    |

#### リーグ1
| Pos. | 国籍                               | 受賞者                   | 所属クラブ               |
| ---- | ---------------------------------- | ------------------------ | ------------------------ |
| GK   | スコットランドの旗                 | ジョン・マクラフリン     | バートン・アルビオン     |
| DF   | イングランドの旗                   | リース・ワバーラ         | ウィガン・アスレティック |
| DF   | アイルランドの旗                   | ジョン・イーガン         | ジリンガム               |
| DF   | ウェールズの旗                     | クレイグ・モーガン       | ウィガン・アスレティック |
| DF   | イングランドの旗                   | リコ・ヘンリー           | ウォルソール             |
| MF   | オランダの旗                       | ヤニック・ヴィルスフート | ウィガン・アスレティック |
| MF   | イングランドの旗                   | ブラッドリー・ダック     | ジリンガム               |
| MF   | セントクリストファー・ネイビスの旗 | ロメイン・ソーヤーズ     | ウォルソール             |
| MF   | イングランドの旗                   | マーク・ダフィー         | バートン・アルビオン     |
| FW   | イングランドの旗                   | アダム・アームストロング | コヴェントリー・シティ   |
| FW   | 北アイルランドの旗                 | ウィル・グリッグ         | ウィガン・アスレティック |

#### リーグ2
| Pos. | 国籍             | 受賞者                       | 所属クラブ                     |
| ---- | ---------------- | ---------------------------- | ------------------------------ |
| GK   | イングランドの旗 | アダム・スミス               | ノーサンプトン・タウン         |
| DF   | イングランドの旗 | ジョージ・バルドック         | オックスフォード・ユナイテッド |
| DF   | イングランドの旗 | カーティス・ネルソン         | プリマス・アーガイル           |
| DF   | グレナダの旗     | アーロン・ピエール           | ウィコム・ワンダラーズ         |
| DF   | ウェールズの旗   | ジョー・ジェーコブソン       | ウィコム・ワンダラーズ         |
| MF   | イングランドの旗 | リッキー・ホルムズ           | ノーサンプトン・タウン         |
| MF   | アイルランドの旗 | ジョン＝ジョー・オウトゥール | ノーサンプトン・タウン         |
| MF   | イングランドの旗 | マット・クルックス           | アクリントン・スタンリー       |
| MF   | イングランドの旗 | ケマル・ルーフェ             | オックスフォード・ユナイテッド |
| FW   | イングランドの旗 | ジェイ・シンプソン           | レイトン・オリエント           |
| FW   | イングランドの旗 | マット・テイラー             | ブリストル・ローヴァーズ       |

#### FA WSL 1
| Pos. | 国籍             | 受賞者                     | 所属クラブ             | 回 |
| ---- | ---------------- | -------------------------- | ---------------------- | -- |
| GK   | スウェーデンの旗 | ヘドヴィグ・リンダール     | チェルシー             | 1  |
| DF   | イングランドの旗 | ルーシー・ブロンズ         | マンチェスター・シティ | 3  |
| DF   | イングランドの旗 | ケイシー・ストーニー       | アーセナル             | 2  |
| DF   | アイルランドの旗 | ニアム・フェイヒー         | チェルシー             | 1  |
| DF   | イングランドの旗 | アレックス・グリーンウッド | ノッツ・カウンティ     | 1  |
| MF   | 大韓民国の旗     | チ・ソヨン                 | チェルシー             | 2  |
| MF   | スペインの旗     | ヴィッキー・ロサダ         | アーセナル             | 1  |
| MF   | イングランドの旗 | ジル・スコット             | マンチェスター・シティ | 2  |
| MF   | イングランドの旗 | イジー・クリスチャンセン   | マンチェスター・シティ | 1  |
| FW   | イングランドの旗 | ダニエル・カーター         | アーセナル             | 2  |
| FW   | イングランドの旗 | ベス・ミード               | サンダーランド         | 1  |

### 2017年

#### プレミアリーグ
| Pos. | 国籍             | 受賞者             | 所属クラブ                   |
| ---- | ---------------- | ------------------ | ---------------------------- |
| GK   | スペインの旗     | ダビド・デ・ヘア   | マンチェスター・ユナイテッド |
| DF   | イングランドの旗 | カイル・ウォーカー | トッテナム・ホットスパー     |
| DF   | ブラジルの旗     | ダヴィド・ルイス   | チェルシー                   |
| DF   | イングランドの旗 | ガリー・ケーヒル   | チェルシー                   |
| DF   | イングランドの旗 | ダニー・ローズ     | トッテナム・ホットスパー     |
| MF   | イングランドの旗 | デレ・アリ         | トッテナム・ホットスパー     |
| MF   | ベルギーの旗     | エデン・アザール   | チェルシー                   |
| MF   | フランスの旗     | エンゴロ・カンテ   | チェルシー                   |
| MF   | セネガルの旗     | サディオ・マネ     | リヴァプール                 |
| FW   | イングランドの旗 | ハリー・ケイン     | トッテナム・ホットスパー     |
| FW   | ベルギーの旗     | ロメル・ルカク     | エヴァートン                 |

#### チャンピオンシップ
| Pos. | 国籍                 | 受賞者                       | 所属クラブ                    |
| ---- | -------------------- | ---------------------------- | ----------------------------- |
| GK   | イングランドの旗     | デイヴィッド・ストックデイル | ブライトン&ホーヴ・アルビオン |
| DF   | スペインの旗         | ブルーノ・サルトール         | ブライトン&ホーヴ・アルビオン |
| DF   | イングランドの旗     | ルイス・ダンク               | ブライトン&ホーヴ・アルビオン |
| DF   | イングランドの旗     | ジャマール・ラスセルズ       | ニューカッスル・ユナイテッド  |
| DF   | イングランドの旗     | ライアン・セセニョン         | フラム                        |
| MF   | イングランドの旗     | トム・ケアニー               | フラム                        |
| MF   | フランスの旗         | アントニー・クノッカール     | ブライトン&ホーヴ・アルビオン |
| MF   | オーストラリアの旗   | アーロン・ムーイ             | ハダースフィールド・タウン    |
| MF   | イングランドの旗     | ジョンジョ・シェルヴェイ     | ニューカッスル・ユナイテッド  |
| FW   | イングランドの旗     | ドワイト・ゲイル             | ニューカッスル・ユナイテッド  |
| FW   | ニュージーランドの旗 | クリス・ウッド               | リーズ・ユナイテッド          |

#### リーグ1
| Pos. | 国籍               | 受賞者                 | 所属クラブ                   |
| ---- | ------------------ | ---------------------- | ---------------------------- |
| GK   | イングランドの旗   | サイモン・ムーア       | シェフィールド・ユナイテッド |
| DF   | ウェールズの旗     | キーロン・フリーマン   | シェフィールド・ユナイテッド |
| DF   | イングランドの旗   | マーク・ビーバーズ     | ボルトン・ワンダラーズ       |
| DF   | イングランドの旗   | デヴィッド・ウィーター | ボルトン・ワンダラーズ       |
| DF   | オーストラリアの旗 | ジェームズ・メレディス | ブラッドフォード・シティ     |
| MF   | イングランドの旗   | マーク・ダフィー       | シェフィールド・ユナイテッド |
| MF   | スコットランドの旗 | ジョン・フレック       | シェフィールド・ユナイテッド |
| MF   | イングランドの旗   | ジョシュ・モリス       | スカンソープ・ユナイテッド   |
| MF   | イングランドの旗   | エルフン・オズトゥメル | ウォルソール                 |
| FW   | イングランドの旗   | ビリー・シャープ       | シェフィールド・ユナイテッド |
| FW   | イングランドの旗   | ジェームズ・ヴォーン   | ベリー                       |

#### リーグ2
| Pos. | 国籍             | 受賞者                   | 所属クラブ                 |
| ---- | ---------------- | ------------------------ | -------------------------- |
| GK   | イングランドの旗 | エルフン・オズトゥメル   | プリマス・アーガイル       |
| DF   | イングランドの旗 | ケルビン・メラー         | ブラックプール             |
| DF   | イングランドの旗 | ソニー・ブラッドリー     | プリマス・アーガイル       |
| DF   | イングランドの旗 | クリスチャン・バージェス | ポーツマス                 |
| DF   | アイルランドの旗 | エンダ・スティーヴンス   | ポーツマス                 |
| MF   | ウェールズの旗   | ニッキー・アダムス       | カーライル・ユナイテッド   |
| MF   | イングランドの旗 | ルーク・ベリー           | ケンブリッジ・ユナイテッド |
| MF   | イングランドの旗 | ジェームス・コッピンガー | ドンカスター・ローヴァーズ |
| MF   | アイルランドの旗 | グラハム・キャリー       | プリマス・アーガイル       |
| FW   | イングランドの旗 | ダニー・ハイルトン       | ルートン・タウン           |
| FW   | イングランドの旗 | ジョン・マークイス       | ドンカスター・ローヴァーズ |

#### FA WSL 1
| Pos. | 国籍               | 受賞者                 | 所属クラブ             | 回 |
| ---- | ------------------ | ---------------------- | ---------------------- | -- |
| GK   | イングランドの旗   | メアリー・アープス     | レディング             | 1  |
| DF   | イングランドの旗   | ルーシー・ブロンズ     | マンチェスター・シティ | 4  |
| DF   | スコットランドの旗 | ジェン・ビーティ       | マンチェスター・シティ | 1  |
| DF   | イングランドの旗   | ステフ・ホートン       | マンチェスター・シティ | 1  |
| DF   | イングランドの旗   | ジェシカ・カーター     | バーミンガム・シティ   | 1  |
| MF   | イングランドの旗   | カレン・カーニー       | チェルシー             | 2  |
| MF   | イングランドの旗   | ジル・スコット         | マンチェスター・シティ | 3  |
| MF   | イングランドの旗   | ジョーダン・ノブス     | アーセナル             | 2  |
| MF   | スコットランドの旗 | キャロライン・ウィアー | リヴァプール           | 1  |
| FW   | スコットランドの旗 | ジェーン・ロス         | マンチェスター・シティ | 1  |
| FW   | イングランドの旗   | エニオラ・アルコ       | チェルシー             | 2  |

### 2018年

#### プレミアリーグ
| Pos. | 国籍             | 受賞者                     | 所属クラブ                   |
| ---- | ---------------- | -------------------------- | ---------------------------- |
| GK   | スペインの旗     | ダビド・デ・ヘア           | マンチェスター・ユナイテッド |
| DF   | イングランドの旗 | カイル・ウォーカー         | マンチェスター・シティ       |
| DF   | ベルギーの旗     | ヤン・フェルトンゲン       | トッテナム・ホットスパー     |
| DF   | アルゼンチンの旗 | ニコラス・オタメンディ     | マンチェスター・シティ       |
| DF   | スペインの旗     | マルコス・アロンソ         | チェルシー                   |
| MF   | スペインの旗     | ダビド・シルバ             | マンチェスター・シティ       |
| MF   | ベルギーの旗     | ケヴィン・デ・ブライネ     | マンチェスター・シティ       |
| MF   | デンマークの旗   | クリスティアン・エリクセン | トッテナム・ホットスパー     |
| FW   | イングランドの旗 | ハリー・ケイン             | トッテナム・ホットスパー     |
| FW   | エジプトの旗     | モハメド・サラー           | リヴァプール                 |
| FW   | アルゼンチンの旗 | セルヒオ・アグエロ         | マンチェスター・シティ       |

#### チャンピオンシップ
| Pos. | 国籍                 | 受賞者                   | 所属クラブ                         |
| ---- | -------------------- | ------------------------ | ---------------------------------- |
| GK   | イングランドの旗     | ジョン・ラディ           | ウルヴァーハンプトン・ワンダラーズ |
| DF   | イングランドの旗     | ライアン・フレデリックス | フラム                             |
| DF   | コートジボワールの旗 | ソル・バンバ             | カーディフ・シティ                 |
| DF   | フランスの旗         | ウィリー・ボリー         | ウルヴァーハンプトン・ワンダラーズ |
| DF   | イングランドの旗     | ライアン・セセニョン     | フラム                             |
| MF   | イングランドの旗     | ジェームズ・マディソン   | ノリッジ・シティ                   |
| MF   | ポルトガルの旗       | ルベン・ネヴェス         | ウルヴァーハンプトン・ワンダラーズ |
| MF   | スコットランドの旗   | トム・ケアニー           | フラム                             |
| FW   | イングランドの旗     | ボビー・リード           | ブリストル・シティ                 |
| FW   | イングランドの旗     | レオン・クラーク         | シェフィールド・ユナイテッド       |
| FW   | チェコの旗           | マチェイ・ヴィドラ       | ダービー・カウンティ               |

#### リーグ1
| Pos. | 国籍               | 受賞者                 | 所属クラブ                   |
| ---- | ------------------ | ---------------------- | ---------------------------- |
| GK   | イングランドの旗   | ディーン・ヘンダーソン | シュルーズベリー・タウン     |
| DF   | イングランドの旗   | ネイサン・バーン       | ウィガン・アスレティック     |
| DF   | スコットランドの旗 | チャールズ・マルグルー | ブラックバーン・ローヴァーズ |
| DF   | イングランドの旗   | ダン・バーン           | ウィガン・アスレティック     |
| DF   | イングランドの旗   | アマリイ・ベル         | ブラックバーン・ローヴァーズ |
| MF   | イングランドの旗   | ブラッドリー・ダック   | ブラックバーン・ローヴァーズ |
| MF   | イングランドの旗   | エルン・オズトゥメル   | ウォルソール                 |
| MF   | イングランドの旗   | ニック・パウエル       | ウィガン・アスレティック     |
| FW   | イングランドの旗   | ダニー・グレアム       | ブラックバーン・ローヴァーズ |
| FW   | イングランドの旗   | ジャック・マリオット   | ピーターバラ・ユナイテッド   |
| FW   | イングランドの旗   | ウィル・グリッグ       | ウィガン・アスレティック     |

#### リーグ2
| Pos. | 国籍               | 受賞者                   | 所属クラブ               |
| ---- | ------------------ | ------------------------ | ------------------------ |
| GK   | チェコの旗         | マルク・シュテッチ       | ルートン・タウン         |
| DF   | スコットランドの旗 | ジャック・グリマー       | コヴェントリー・シティ   |
| DF   | アイルランドの旗   | アラン・シーハン         | ルートン・タウン         |
| DF   | イングランドの旗   | マーク・ヒュージス       | アクリントン・スタンリー |
| DF   | イングランドの旗   | ダン・ポッツ             | ルートン・タウン         |
| MF   | イングランドの旗   | ジョージ・グラント       | ノッツ・カウンティ       |
| MF   | イングランドの旗   | ルーク・ベリー           | ルートン・タウン         |
| MF   | イングランドの旗   | ショーン・マクコンヴィル | アクリントン・スタンリー |
| FW   | イングランドの旗   | アデバヨ・アキンフェンワ | ウィコム・ワンダラーズ   |
| FW   | イングランドの旗   | ビリー・キー             | アクリントン・スタンリー |
| FW   | イングランドの旗   | ダニー・ヒルトン         | ルートン・タウン         |

#### FA WSL 1
| Pos. | 国籍             | 受賞者                   | 所属クラブ             | 回 |
| ---- | ---------------- | ------------------------ | ---------------------- | -- |
| GK   | ドイツの旗       | アン・カトリン・バーガー | バーミンガム・シティ   | 1  |
| DF   | イングランドの旗 | デミ・ストークス         | マンチェスター・シティ | 1  |
| DF   | イングランドの旗 | ミリー・ブライト         | チェルシー             | 1  |
| DF   | イングランドの旗 | アオイフェ・マニオン     | バーミンガム・シティ   | 1  |
| DF   | イングランドの旗 | ハンナ・ブランデル       | チェルシー             | 1  |
| MF   | ノルウェーの旗   | マレン・ミジェルデ       | チェルシー             | 1  |
| MF   | 大韓民国の旗     | チ・ソヨン               | チェルシー             | 3  |
| MF   | イングランドの旗 | ファラ・ウィリアムズ     | レディング             | 2  |
| FW   | イングランドの旗 | ベス・ミード             | アーセナル             | 2  |
| FW   | イングランドの旗 | エレン・ホワイト         | バーミンガム・シティ   | 1  |
| FW   | イングランドの旗 | フラン・カービー         | チェルシー             | 1  |

### 2019年

#### プレミアリーグ
| Pos. | 国籍               | 受賞者                               | 所属クラブ                   |
| ---- | ------------------ | ------------------------------------ | ---------------------------- |
| GK   | ブラジルの旗       | エデルソン・モラレス                 | マンチェスター・シティ       |
| DF   | イングランドの旗   | トレント・アレクサンダー＝アーノルド | リヴァプール                 |
| DF   | オランダの旗       | フィルジル・ファン・ダイク           | リヴァプール                 |
| DF   | スペインの旗       | アイメリク・ラポルテ                 | マンチェスター・シティ       |
| DF   | スコットランドの旗 | アンドリュー・ロバートソン           | リヴァプール                 |
| MF   | ポルトガルの旗     | ベルナルド・シウバ                   | マンチェスター・シティ       |
| MF   | ブラジルの旗       | フェルナンジーニョ                   | マンチェスター・シティ       |
| MF   | フランスの旗       | ポール・ポグバ                       | マンチェスター・ユナイテッド |
| FW   | イングランドの旗   | ラヒーム・スターリング               | マンチェスター・シティ       |
| FW   | アルゼンチンの旗   | セルヒオ・アグエロ                   | マンチェスター・シティ       |
| FW   | セネガルの旗       | サディオ・マネ                       | リヴァプール                 |

#### チャンピオンシップ
| Pos. | 国籍               | 受賞者                   | 所属クラブ                   |
| ---- | ------------------ | ------------------------ | ---------------------------- |
| GK   | アイルランドの旗   | ダレン・ランドルフ       | ミドルズブラ                 |
| DF   | イングランドの旗   | マックス・アーロンズ     | ノリッジ・シティ             |
| DF   | スウェーデンの旗   | ポントゥス・ヤンソン     | リーズ・ユナイテッド         |
| DF   | スコットランドの旗 | リアム・クーパー         | リーズ・ユナイテッド         |
| DF   | 北アイルランドの旗 | ジャマール・ルイス       | ノリッジ・シティ             |
| MF   | スペインの旗       | パブロ・エルナンデス     | リーズ・ユナイテッド         |
| MF   | 北アイルランドの旗 | オリヴァー・ノーウッド   | シェフィールド・ユナイテッド |
| MF   | イングランドの旗   | ジャック・グリーリッシュ | アストン・ヴィラ             |
| FW   | フィンランドの旗   | テーム・プッキ           | ノリッジ・シティ             |
| FW   | イングランドの旗   | タミー・アブラハム       | アストン・ヴィラ             |
| FW   | イングランドの旗   | ビリー・シャープ         | シェフィールド・ユナイテッド |

#### リーグ1
| Pos. | 国籍             | 受賞者                   | 所属クラブ                 |
| ---- | ---------------- | ------------------------ | -------------------------- |
| GK   | ウェールズの旗   | アダム・デイヴィス       | バーンズリー               |
| DF   | グアドループの旗 | ディミトリ・カヴァレ     | バーンズリー               |
| DF   | イングランドの旗 | イーサン・ピノック       | バーンズリー               |
| DF   | イングランドの旗 | マット・クラーク         | ポーツマス                 |
| DF   | イングランドの旗 | ジェームス・ジャスティン | ルートン・タウン           |
| MF   | アイルランドの旗 | エイダン・マクギーディ   | サンダーランド             |
| MF   | イングランドの旗 | ジャマル・ロウ           | ポーツマス                 |
| MF   | イングランドの旗 | アレックス・モワット     | バーンズリー               |
| FW   | ウェールズの旗   | キーファー・ムーア       | バーンズリー               |
| FW   | アイルランドの旗 | ジェームズ・コリンズ     | ルートン・タウン           |
| FW   | イングランドの旗 | ジョン・マーキス         | ドンカスター・ローヴァーズ |

#### リーグ2
| Pos. | 国籍             | 受賞者                   | 所属クラブ                       |
| ---- | ---------------- | ------------------------ | -------------------------------- |
| GK   | アイルランドの旗 | ジョー・マーフィー       | ベリー                           |
| DF   | ウェールズの旗   | ニール・イードリー       | リンカーン・シティ               |
| DF   | イングランドの旗 | ジェイソン・シャッケル   | リンカーン・シティ               |
| DF   | バルバドスの旗   | クリスティアン・ピアース | マンスフィールド・タウン         |
| DF   | イングランドの旗 | ハリー・トフォロ         | リンカーン・シティ               |
| MF   | イングランドの旗 | リース・ブラウン         | フォレストグリーン・ローヴァーズ |
| MF   | イングランドの旗 | ダニー・メイヨー         | ベリー                           |
| MF   | アイルランドの旗 | ジェイ・オシェイ         | ベリー                           |
| FW   | イングランドの旗 | タイラー・ウォーカー     | マンスフィールド・タウン         |
| FW   | イングランドの旗 | ジェームズ・ノーウッド   | トレンメア・ローヴァーズ         |
| FW   | イングランドの旗 | ジョン・アキンデ         | リンカーン・シティ               |

#### FA WSL 1
| Pos. | 国籍               | 受賞者                 | 所属クラブ             | 回 |
| ---- | ------------------ | ---------------------- | ---------------------- | -- |
| GK   | イングランドの旗   | ソフィー・バガリー     | ブリストル・シティ     | 1  |
| DF   | イングランドの旗   | ハンナ・ブランデル     | チェルシー             | 2  |
| DF   | イングランドの旗   | アオイフェ・マニオン   | バーミンガム・シティ   | 2  |
| DF   | イングランドの旗   | ステフ・ホートン       | マンチェスター・シティ | 2  |
| DF   | イングランドの旗   | デミ・ストークス       | マンチェスター・シティ | 2  |
| MF   | 大韓民国の旗       | チ・ソヨン             | チェルシー             | 4  |
| MF   | スコットランドの旗 | キム・リトル           | アーセナル             | 1  |
| MF   | スイスの旗         | リア・ヴェルティ       | アーセナル             | 1  |
| FW   | スコットランドの旗 | エリン・カスバート     | チェルシー             | 1  |
| FW   | イングランドの旗   | ニキータ・パリス       | マンチェスター・シティ | 2  |
| FW   | オランダの旗       | フィフィアネ・ミデマー | アーセナル             | 1  |

## 2020年代の受賞リスト

### 2020年

#### プレミアリーグ
| Pos. | 国籍               | 受賞者                               | 所属クラブ             |
| ---- | ------------------ | ------------------------------------ | ---------------------- |
| GK   | イングランドの旗   | ニック・ポープ                       | バーンリー             |
| DF   | イングランドの旗   | トレント・アレクサンダー＝アーノルド | リヴァプール           |
| DF   | オランダの旗       | フィルジル・ファン・ダイク           | リヴァプール           |
| DF   | トルコの旗         | チャーラル・ソユンジュ               | レスター・シティ       |
| DF   | スコットランドの旗 | アンドリュー・ロバートソン           | リヴァプール           |
| MF   | ベルギーの旗       | ケヴィン・デ・ブライネ               | マンチェスター・シティ |
| MF   | スペインの旗       | ダビド・シルバ                       | マンチェスター・シティ |
| MF   | イングランドの旗   | ジョーダン・ヘンダーソン             | リヴァプール           |
| FW   | イングランドの旗   | ジェイミー・ヴァーディ               | レスター・シティ       |
| FW   | ガボンの旗         | ピエール＝エメリク・オーバメヤン     | アーセナル             |
| FW   | セネガルの旗       | サディオ・マネ                       | リヴァプール           |

#### チャンピオンシップ
| Pos. | 国籍                               | 受賞者                         | 所属クラブ                           |
| ---- | ---------------------------------- | ------------------------------ | ------------------------------------ |
| GK   | コンゴ民主共和国の旗               | ブライス・サンバ               | ノッティンガム・フォレスト           |
| DF   | イングランドの旗                   | ルーク・アイリング             | リーズ・ユナイテッド                 |
| DF   | イングランドの旗                   | ベン・ホワイト                 | リーズ・ユナイテッド                 |
| DF   | スコットランドの旗                 | リアム・クーパー               | リーズ・ユナイテッド                 |
| DF   | イングランドの旗                   | ジョー・ブライアン             | フラム                               |
| MF   | セントクリストファー・ネイビスの旗 | ロメイン・ソーヤーズ           | ウェスト・ブロムウィッチ・アルビオン |
| MF   | イングランドの旗                   | カルバン・フィリップス         | リーズ・ユナイテッド                 |
| MF   | イングランドの旗                   | エベレチ・エゼ                 | クイーンズ・パーク・レンジャーズ     |
| FW   | アルジェリアの旗                   | サイード・ベンラーマ           | ブレントフォード                     |
| FW   | イングランドの旗                   | オリー・ワトキンス             | ブレントフォード                     |
| FW   | セルビアの旗                       | アレクサンダル・ミトロヴィッチ | フラム                               |

#### リーグ1
| Pos. | 国籍                 | 受賞者                 | 所属クラブ                     |
| ---- | -------------------- | ---------------------- | ------------------------------ |
| GK   | スロバキアの旗       | マルコ・マロシ         | コヴェントリー・シティ         |
| DF   | ウェールズの旗       | ジョー・ジェイコブソン | ウィコム・ワンダラーズ         |
| DF   | イングランドの旗     | ロバート・ディッキー   | オックスフォード・ユナイテッド |
| DF   | イングランドの旗     | マイケル・イヒエクウェ | ロザラム・ユナイテッド         |
| DF   | イングランドの旗     | ファンカティ・ダボ     | コヴェントリー・シティ         |
| MF   | イングランドの旗     | マット・クルックス     | ロザラム・ユナイテッド         |
| MF   | イングランドの旗     | リアム・ウォルシュ     | コヴェントリー・シティ         |
| MF   | イングランドの旗     | キャメロン・ブラナガン | オックスフォード・ユナイテッド |
| FW   | イングランドの旗     | マット・ゴッデン       | コヴェントリー・シティ         |
| FW   | イングランドの旗     | イヴァン・トニー       | ピーターバラ・ユナイテッド     |
| FW   | コートジボワールの旗 | アルマン・ナンデュレ   | ブラックプール                 |

#### リーグ2
| Pos. | 国籍             | 受賞者                       | 所属クラブ             |
| ---- | ---------------- | ---------------------------- | ---------------------- |
| GK   | イングランドの旗 | アレックス・パーマー         | プリマス・アーガイル   |
| DF   | イングランドの旗 | ランデル・ウィリアムズ       | エクセター・シティ     |
| DF   | イングランドの旗 | チャーリー・グッド           | ノーサンプトン・タウン |
| DF   | イングランドの旗 | ベン・トザー                 | チェルトナム・タウン   |
| DF   | イングランドの旗 | ペリー・ング                 | クルー・アレクサンドラ |
| MF   | ウェールズの旗   | ニッキー・アダムス           | ノーサンプトン・タウン |
| MF   | イングランドの旗 | ダニー・マイヤー             | プリマス・アーガイル   |
| MF   | イングランドの旗 | アントニ・シャルチェヴィッチ | プリマス・アーガイル   |
| FW   | イングランドの旗 | ジェリー・イェーツ           | スウィンドン・タウン   |
| FW   | アイルランドの旗 | オーエン・ドイル             | スウィンドン・タウン   |
| FW   | イングランドの旗 | チャーリー・カーク           | クルー・アレクサンドラ |

#### FA WSL
| Pos. | 国籍               | 受賞者                   | 所属クラブ             | 回 |
| ---- | ------------------ | ------------------------ | ---------------------- | -- |
| GK   | ドイツの旗         | アン・カトリン・バーガー | チェルシー             | 2  |
| DF   | ノルウェーの旗     | マレン・ミジェルデ       | チェルシー             | 2  |
| DF   | イングランドの旗   | ミリー・ブライト         | チェルシー             | 2  |
| DF   | イングランドの旗   | リア・ウィリアムソン     | アーセナル             | 1  |
| DF   | スウェーデンの旗   | マグダレナ・エリクソン   | チェルシー             | 1  |
| MF   | 大韓民国の旗       | チ・ソヨン               | チェルシー             | 5  |
| MF   | スコットランドの旗 | キム・リトル             | アーセナル             | 2  |
| MF   | スコットランドの旗 | キャロライン・ウィアー   | マンチェスター・シティ | 2  |
| FW   | オランダの旗       | フィフィアネ・ミデマー   | アーセナル             | 2  |
| FW   | イングランドの旗   | クロエ・ケリー           | マンチェスター・シティ | 1  |
| FW   | イングランドの旗   | ベサニー・イングランド   | チェルシー             | 1  |

### 2021年

#### プレミアリーグ
| Pos. | 国籍             | 受賞者                   | 所属クラブ                   |
| ---- | ---------------- | ------------------------ | ---------------------------- |
| GK   | ブラジルの旗     | エデルソン・モラレス     | マンチェスター・シティ       |
| DF   | ポルトガルの旗   | ジョアン・カンセロ       | マンチェスター・シティ       |
| DF   | イングランドの旗 | ジョン・ストーンズ       | マンチェスター・シティ       |
| DF   | ポルトガルの旗   | ルベン・ディアス         | マンチェスター・シティ       |
| DF   | イングランドの旗 | ルーク・ショー           | マンチェスター・ユナイテッド |
| MF   | ベルギーの旗     | ケヴィン・デ・ブライネ   | マンチェスター・シティ       |
| MF   | ドイツの旗       | イルカイ・ギュンドアン   | マンチェスター・シティ       |
| MF   | ポルトガルの旗   | ブルーノ・フェルナンデス | マンチェスター・ユナイテッド |
| FW   | イングランドの旗 | ハリー・ケイン           | トッテナム・ホットスパー     |
| FW   | 大韓民国の旗     | ソン・フンミン           | トッテナム・ホットスパー     |
| FW   | エジプトの旗     | モハメド・サラー         | リヴァプール                 |

#### チャンピオンシップ
| Pos. | 国籍               | 受賞者                     | 所属クラブ                   |
| ---- | ------------------ | -------------------------- | ---------------------------- |
| GK   | オランダの旗       | ティム・クルル             | ノリッジ・シティ             |
| DF   | イングランドの旗   | マックス・アーロンズ       | ノリッジ・シティ             |
| DF   | ジャマイカの旗     | イーサン・ピノック         | ブレントフォード             |
| DF   | スコットランドの旗 | グラント・ハンリー         | ノリッジ・シティ             |
| DF   | イングランドの旗   | リコ・ヘンリー             | ブレントフォード             |
| MF   | アルゼンチンの旗   | エミリアーノ・ブエンディア | ノリッジ・シティ             |
| MF   | フランスの旗       | ミカエル・オリーズ         | レディング                   |
| MF   | イングランドの旗   | オリヴァー・スキップ       | ノリッジ・シティ             |
| FW   | イングランドの旗   | アダム・アームストロング   | ブラックバーン・ローヴァーズ |
| FW   | イングランドの旗   | イヴァン・トニー           | ブレントフォード             |
| FW   | フィンランドの旗   | テーム・プッキ             | ノリッジ・シティ             |

#### リーグ1
| Pos. | 国籍               | 受賞者                             | 所属クラブ                     |
| ---- | ------------------ | ---------------------------------- | ------------------------------ |
| GK   | ウェールズの旗     | クリス・マクスウェル               | ブラックプール                 |
| DF   | オーストラリアの旗 | カラム・エルダー                   | ハル・シティ                   |
| DF   | イングランドの旗   | ルィー・コイル                     | ハル・シティ                   |
| DF   | オランダの旗       | レウィス・モンスマ                 | リンカーン・シティ             |
| DF   | イングランドの旗   | ロバート・フィリップ・アトキンソン | オックスフォード・ユナイテッド |
| MF   | アイルランドの旗   | エイダン・マクギーディ             | サンダーランド                 |
| MF   | イングランドの旗   | ジョージ・ハニーマン               | ハル・シティ                   |
| MF   | イングランドの旗   | ジョルジ・グラント                 | リンカーン・シティ             |
| FW   | イングランドの旗   | チャーリー・ワイク                 | サンダーランド                 |
| FW   | ジャマイカの旗     | ジョンソン・クラーク・ハリス       | ピーターバラ・ユナイテッド     |
| FW   | イングランドの旗   | マリック・ウィルクス               | ハル・シティ                   |

#### リーグ2
| Pos. | 国籍             | 受賞者                   | 所属クラブ                 |
| ---- | ---------------- | ------------------------ | -------------------------- |
| GK   | チェコの旗       | ヴァーツラフ・グラドキー | サルフォード・シティ       |
| DF   | イングランドの旗 | ベン・トーザー           | チェルトナム・タウン       |
| DF   | イングランドの旗 | カイル・ノイル           | ケンブリッジ・ユナイテッド |
| DF   | ポルトガルの旗   | リカルド・サントス       | ボルトン・ワンダラーズ     |
| DF   | イングランドの旗 | ウィリアム・ボイル       | チェルトナム・タウン       |
| MF   | ウェールズの旗   | ジョシュ・シーハン       | ニューポート・カウンティ   |
| MF   | イングランドの旗 | マット・ジェイ           | エクセター・シティ         |
| MF   | アイルランドの旗 | ウェズ・フーラハン       | ケンブリッジ・ユナイテッド |
| FW   | アイルランドの旗 | オーエン・ドイル         | ボルトン・ワンダラーズ     |
| FW   | イングランドの旗 | ポール・マリン           | ケンブリッジ・ユナイテッド |
| FW   | イングランドの旗 | ジェームズ・ヴォーン     | トレンメア・ローヴァーズ   |

#### FA WSL
| Pos. | 国籍               | 受賞者                   | 所属クラブ             | 回 |
| ---- | ------------------ | ------------------------ | ---------------------- | -- |
| GK   | ドイツの旗         | アン・カトリン・バーガー | チェルシー             | 3  |
| DF   | アイルランドの旗   | ケイティ・マッケイブ     | アーセナル             | 1  |
| DF   | イングランドの旗   | リア・ウィリアムソン     | アーセナル             | 2  |
| DF   | スウェーデンの旗   | マグダレナ・エリクソン   | チェルシー             | 2  |
| DF   | ノルウェーの旗     | マレン・ミジェルデ       | チェルシー             | 3  |
| MF   | アメリカ合衆国の旗 | サム・ミュウイス         | マンチェスター・シティ | 1  |
| MF   | スコットランドの旗 | キャロライン・ウィアー   | マンチェスター・シティ | 3  |
| MF   | オーストラリアの旗 | サム・カー               | チェルシー             | 1  |
| MF   | イングランドの旗   | フラン・カービー         | チェルシー             | 2  |
| FW   | イングランドの旗   | クロエ・ケリー           | マンチェスター・シティ | 2  |
| FW   | イングランドの旗   | ローレン・ヘンプ         | マンチェスター・シティ | 1  |

### 2022年

#### プレミアリーグ
| Pos. | 国籍             | 受賞者                               | 所属クラブ                   |
| ---- | ---------------- | ------------------------------------ | ---------------------------- |
| GK   | ブラジルの旗     | アリソン・ベッガー                   | リヴァプール                 |
| DF   | イングランドの旗 | トレント・アレクサンダー＝アーノルド | リヴァプール                 |
| DF   | オランダの旗     | フィルジル・ファン・ダイク           | リヴァプール                 |
| DF   | ドイツの旗       | アントニオ・リュディガー             | チェルシー                   |
| DF   | ポルトガルの旗   | ジョアン・カンセロ                   | マンチェスター・シティ       |
| MF   | ポルトガルの旗   | ベルナルド・シウバ                   | マンチェスター・シティ       |
| MF   | スペインの旗     | ティアゴ・アルカンタラ               | リヴァプール                 |
| MF   | ベルギーの旗     | ケヴィン・デ・ブライネ               | マンチェスター・シティ       |
| FW   | セネガルの旗     | サディオ・マネ                       | リヴァプール                 |
| FW   | ポルトガルの旗   | クリスティアーノ・ロナウド           | マンチェスター・ユナイテッド |
| FW   | エジプトの旗     | モハメド・サラー                     | リヴァプール                 |

#### チャンピオンシップ
| Pos. | 国籍               | 受賞者                         | 所属クラブ                   |
| ---- | ------------------ | ------------------------------ | ---------------------------- |
| GK   | イングランドの旗   | リー・ニコルズ                 | ハダースフィールド・タウン   |
| DF   | イングランドの旗   | ジェド・スペンス               | ノッティンガム・フォレスト   |
| DF   | イングランドの旗   | トシン・アダラビオヨ           | フラム                       |
| DF   | イングランドの旗   | ロイド・ケリー                 | ボーンマス                   |
| DF   | アメリカ合衆国の旗 | ティム・リーム                 | フラム                       |
| MF   | デンマークの旗     | フィリップ・ビリング           | ボーンマス                   |
| MF   | ポルトガルの旗     | ファビオ・カルヴァーリョ       | フラム                       |
| MF   | ウェールズの旗     | ハリー・ウィルソン             | フラム                       |
| FW   | チリの旗           | ベン・ブレアトン               | ブラックバーン・ローヴァーズ |
| FW   | イングランドの旗   | ドミニク・ソランケ             | ボーンマス                   |
| FW   | セルビアの旗       | アレクサンダル・ミトロヴィッチ | フラム                       |

#### リーグ1
| Pos. | 国籍               | 受賞者                 | 所属クラブ                     |
| ---- | ------------------ | ---------------------- | ------------------------------ |
| GK   | アイルランドの旗   | ギャヴィン・バズヌ     | ポーツマス                     |
| DF   | イングランドの旗   | ハリー・ダーリング     | ミルトン・キーンズ・ドンズ     |
| DF   | オランダの旗       | ジャック・ワットモー   | ウィガン・アスレティック       |
| DF   | ドイツの旗         | マイケル・イヒエクウェ | ロザラム・ユナイテッド         |
| DF   | ポルトガルの旗     | リカルド・サントス     | ボルトン・ワンダラーズ         |
| MF   | スコットランドの旗 | バリー・バナン         | シェフィールド・ウェンズデイ   |
| MF   | イングランドの旗   | スコット・トワイン     | ミルトン・キーンズ・ドンズ     |
| MF   | イングランドの旗   | キャメロン・ブラナガン | オックスフォード・ユナイテッド |
| FW   | イングランドの旗   | コール・ストックトン   | モアカム                       |
| FW   | スコットランドの旗 | ロス・スチュワート     | サンダーランド                 |
| FW   | アイルランドの旗   | ウィル・キーン         | ウィガン・アスレティック       |

#### リーグ2
| Pos. | 国籍               | 受賞者                     | 所属クラブ                       |
| ---- | ------------------ | -------------------------- | -------------------------------- |
| GK   | イングランドの旗   | リアム・ロバーツ           | ノーサンプトン・タウン           |
| DF   | イングランドの旗   | ケイン・ウィルソン         | フォレストグリーン・ローヴァーズ |
| DF   | イングランドの旗   | フレイザー・ホースフォール | ノーサンプトン・タウン           |
| DF   | イングランドの旗   | ピーター・クラーク         | トレンメア・ローヴァーズ         |
| DF   | イングランドの旗   | ジョン・ガスリー           | ノーサンプトン・タウン           |
| MF   | イングランドの旗   | マット・ジェイ             | エクセター・シティ               |
| MF   | ガンビアの旗       | エブ・アダムズ             | フォレストグリーン・ローヴァーズ |
| MF   | スコットランドの旗 | ニッキー・カデン           | フォレストグリーン・ローヴァーズ |
| FW   | ジャマイカの旗     | ジャミル・マット           | フォレストグリーン・ローヴァーズ |
| FW   | イングランドの旗   | マシュー・スティーブンス   | フォレストグリーン・ローヴァーズ |
| FW   | イングランドの旗   | ドム・テルフォード         | ニューポート・カウンティ         |

#### FA WSL
| Pos. | 国籍               | 受賞者                     | 所属クラブ                   | 回 |
| ---- | ------------------ | -------------------------- | ---------------------------- | -- |
| GK   | ドイツの旗         | アン・カトリン・バーガー   | チェルシー                   | 4  |
| DF   | スペインの旗       | オナ・バトジェ             | マンチェスター・ユナイテッド | 1  |
| DF   | イングランドの旗   | ミリー・ブライト           | チェルシー                   | 3  |
| DF   | イングランドの旗   | リア・ウィリアムソン       | アーセナル                   | 3  |
| DF   | イングランドの旗   | アレックス・グリーンウッド | マンチェスター・シティ       | 2  |
| MF   | ノルウェーの旗     | グーロ・レイテン           | チェルシー                   | 1  |
| MF   | スコットランドの旗 | キャロライン・ウィアー     | マンチェスター・シティ       | 4  |
| MF   | スコットランドの旗 | キム・リトル               | アーセナル                   | 3  |
| FW   | オランダの旗       | フィフィアネ・ミデマー     | アーセナル                   | 3  |
| FW   | オーストラリアの旗 | サム・カー                 | チェルシー                   | 2  |
| FW   | イングランドの旗   | ローレン・ヘンプ           | マンチェスター・シティ       | 2  |

### 2023年

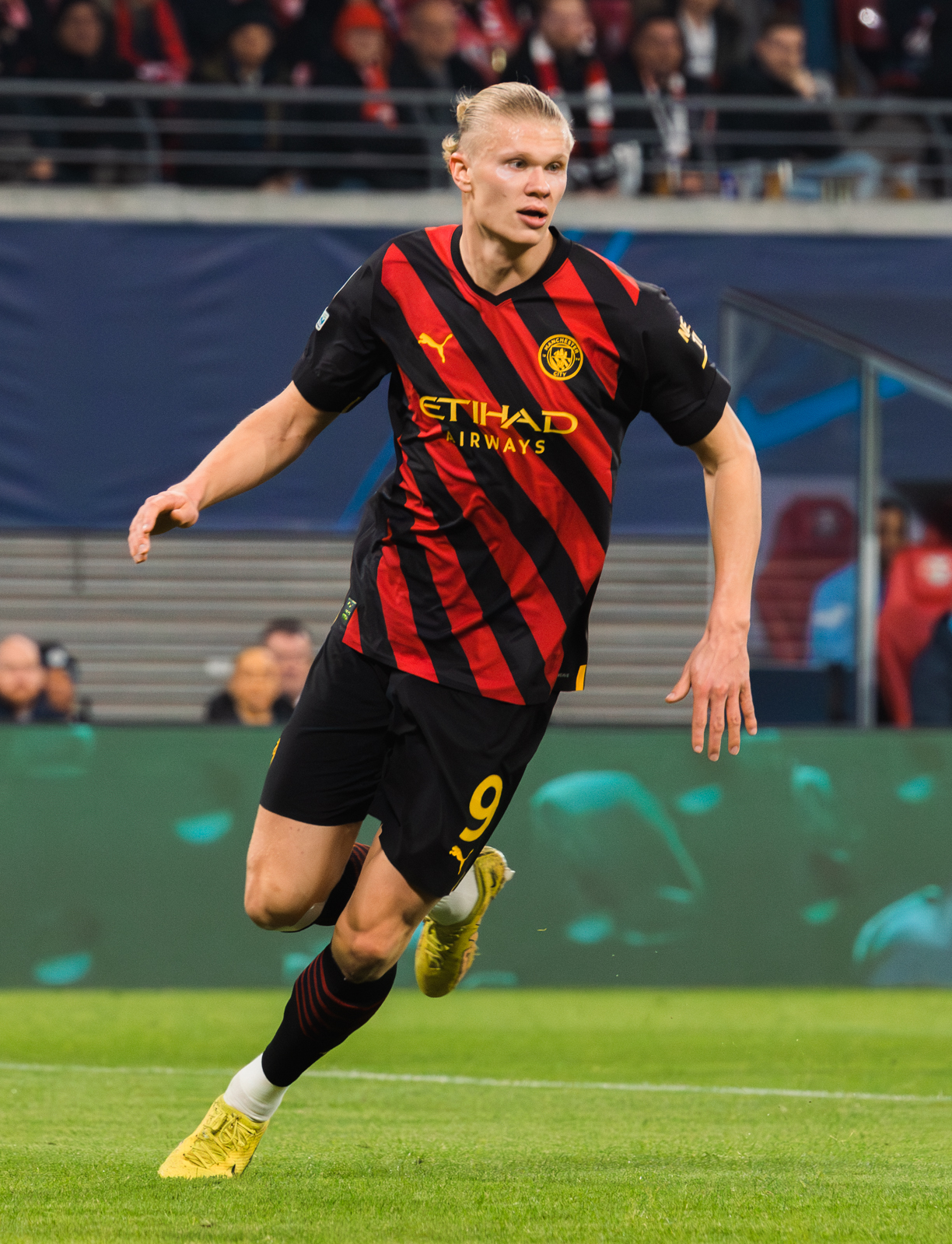
ハーランドは2022-23シーズンのプレミアリーグで歴代シーズン最多の36ゴールを記録した

#### プレミアリーグ
| Pos. | 国籍             | 受賞者                   | 所属クラブ                   |
| ---- | ---------------- | ------------------------ | ---------------------------- |
| GK   | イングランドの旗 | アーロン・ラムズデール   | アーセナル                   |
| DF   | フランスの旗     | ウィリアン・サリバ       | アーセナル                   |
| DF   | イングランドの旗 | ジョン・ストーンズ       | マンチェスター・シティ       |
| DF   | ポルトガルの旗   | ルベン・ディアス         | マンチェスター・シティ       |
| DF   | イングランドの旗 | キーラン・トリッピアー   | ニューカッスル・ユナイテッド |
| MF   | スペインの旗     | ロドリ                   | マンチェスター・シティ       |
| MF   | ベルギーの旗     | ケヴィン・デ・ブライネ   | マンチェスター・シティ       |
| MF   | ノルウェーの旗   | マルティン・ウーデゴール | アーセナル                   |
| FW   | ノルウェーの旗   | アーリング・ハーランド   | マンチェスター・シティ       |
| FW   | イングランドの旗 | ブカヨ・サカ             | アーセナル                   |
| FW   | イングランドの旗 | ハリー・ケイン           | トッテナム・ホットスパー     |

#### チャンピオンシップ
| Pos. | 国籍                         | 受賞者                   | 所属クラブ                   |
| ---- | ---------------------------- | ------------------------ | ---------------------------- |
| GK   | コソボの旗                   | アリヤネット・ムリッチ   | バーンリー                   |
| DF   | ウェールズの旗               | トム・ロッキャー         | ルートン・タウン             |
| DF   | ウェールズの旗               | コナー・ロバーツ         | バーンリー                   |
| DF   | ボスニア・ヘルツェゴビナの旗 | アネル・アフメドジッチ   | シェフィールド・ユナイテッド |
| DF   | オランダの旗                 | イアン・マートセン       | バーンリー                   |
| MF   | セネガルの旗                 | イリマン・エンディアイエ | シェフィールド・ユナイテッド |
| MF   | ナイジェリアの旗             | ネイサン・テラ           | バーンリー                   |
| MF   | イングランドの旗             | ジョシュ・ブラウンヒル   | バーンリー                   |
| FW   | イングランドの旗             | カールトン・モリス       | ルートン・タウン             |
| FW   | スウェーデンの旗             | ヴィクトル・ギェケレシュ | コヴェントリー・シティ       |
| FW   | イングランドの旗             | チュバ・アクポム         | ミドルズブラ                 |

#### リーグ1
| Pos. | 国籍               | 受賞者                         | 所属クラブ                   |
| ---- | ------------------ | ------------------------------ | ---------------------------- |
| GK   | イングランドの旗   | ジェームズ・トラッフォード     | ボルトン・ワンダラーズ       |
| DF   | デンマークの旗     | マッズ・ユエル・アンデルセン   | バーンズリー                 |
| DF   | カーボベルデの旗   | リカルド・サントス             | ボルトン・ワンダラーズ       |
| DF   | イングランドの旗   | バリ・ムンバ                   | プリマス・アーガイル         |
| DF   | イングランドの旗   | リーフ・デイヴィス             | イプスウィッチ・タウン       |
| MF   | アイルランドの旗   | ルカ・コンネル                 | バーンズリー                 |
| MF   | エジプトの旗       | サム・モーシー                 | イプスウィッチ・タウン       |
| MF   | スコットランドの旗 | バリー・バナン                 | シェフィールド・ウェンズデイ |
| FW   | アイルランドの旗   | デイビッド・マクゴールドリック | ダービー・カウンティ         |
| FW   | ジャマイカの旗     | ジョンソン・クラーク＝ハリス   | ピーターバラ・ユナイテッド   |
| FW   | イングランドの旗   | コナー・チャップリン           | イプスウィッチ・タウン       |

#### リーグ2
| Pos. | 国籍               | 受賞者                   | 所属クラブ                   |
| ---- | ------------------ | ------------------------ | ---------------------------- |
| GK   | チリの旗           | ローレンス・ビグルー     | レイトン・オリエント         |
| DF   | イングランドの旗   | イブー・トゥーレイ       | サルフォード・シティ         |
| DF   | イングランドの旗   | ジュニオール・チャマデウ | コルチェスター・ユナイテッド |
| DF   | イングランドの旗   | オマール・ベックルス     | レイトン・オリエント         |
| DF   | イングランドの旗   | カール・ピアジャンニ     | スティヴネイジ               |
| MF   | チュニジアの旗     | イドリス・エル・ミズーニ | レイトン・オリエント         |
| MF   | スコットランドの旗 | エリオット・ワット       | サルフォード・シティ         |
| MF   | イングランドの旗   | オーウェン・モクソン     | カーライル・ユナイテッド     |
| FW   | 北アイルランドの旗 | ポール・スミス           | レイトン・オリエント         |
| FW   | イングランドの旗   | サム・ホスキンス         | ノーサンプトン・タウン       |
| FW   | イングランドの旗   | アンディ・クック         | ブラッドフォード・シティ     |

#### ウィメンズ・スーパーリーグ
出典: 
| Pos. | 国籍               | 受賞者                     | 所属クラブ                   | 回 |
| ---- | ------------------ | -------------------------- | ---------------------------- | -- |
| GK   | イングランドの旗   | メアリー・アープス         | マンチェスター・ユナイテッド | 2  |
| DF   | ブラジルの旗       | ラファエル・ソウザ         | アーセナル                   | 1  |
| DF   | イングランドの旗   | アレックス・グリーンウッド | マンチェスター・シティ       | 3  |
| DF   | イングランドの旗   | マヤ・ル・ティシエ         | マンチェスター・ユナイテッド | 1  |
| DF   | スペインの旗       | オナ・バトジェ             | マンチェスター・ユナイテッド | 2  |
| MF   | 日本の旗           | 長谷川唯                   | マンチェスター・シティ       | 1  |
| MF   | ノルウェーの旗     | グーロ・レイテン           | チェルシー                   | 2  |
| MF   | ノルウェーの旗     | フリーダ・マーナム         | アーセナル                   | 1  |
| FW   | オーストラリアの旗 | サム・カー                 | チェルシー                   | 3  |
| FW   | ジャマイカの旗     | カディジャ・ショウ         | マンチェスター・シティ       | 1  |
| FW   | イングランドの旗   | レイチェル・デイリー       | アストン・ヴィラ             | 1  |

### 2024年

デクラン・ライスは英国人選手最高額での移籍金でアーセナルに加入した

#### プレミアリーグ
| Pos. | 国籍             | 受賞者                     | 所属クラブ             |
| ---- | ---------------- | -------------------------- | ---------------------- |
| GK   | スペインの旗     | ダビド・ラヤ               | アーセナル             |
| DF   | イングランドの旗 | カイル・ウォーカー         | マンチェスター・シティ |
| DF   | ブラジルの旗     | ガブリエウ                 | アーセナル             |
| DF   | オランダの旗     | フィルジル・ファン・ダイク | リヴァプール           |
| DF   | フランスの旗     | ウィリアン・サリバ         | アーセナル             |
| MF   | ノルウェーの旗   | マルティン・ウーデゴール   | アーセナル             |
| MF   | イングランドの旗 | デクラン・ライス           | アーセナル             |
| MF   | スペインの旗     | ロドリ                     | マンチェスター・シティ |
| FW   | イングランドの旗 | オリー・ワトキンス         | アストン・ヴィラ       |
| FW   | イングランドの旗 | フィル・フォーデン         | マンチェスター・シティ |
| FW   | ノルウェーの旗   | アーリング・ハーランド     | マンチェスター・シティ |

#### チャンピオンシップ
| Pos. | 国籍             | 受賞者                           | 所属クラブ                   |
| ---- | ---------------- | -------------------------------- | ---------------------------- |
| GK   | フランスの旗     | イラン・メリエ                   | リーズ・ユナイテッド         |
| DF   | デンマークの旗   | ヤニク・ヴェスターゴーア         | レスター・シティ             |
| DF   | ウェールズの旗   | イーサン・アンパドゥ             | リーズ・ユナイテッド         |
| DF   | イングランドの旗 | カイル・ウォーカー＝ピータース   | サウサンプトン               |
| DF   | イングランドの旗 | リーフ・デイヴィス               | イプスウィッチ・タウン       |
| MF   | イングランドの旗 | アーチー・グレイ                 | リーズ・ユナイテッド         |
| MF   | ブラジルの旗     | ガブリエウ・サラ                 | ノリッジ・シティ             |
| MF   | イングランドの旗 | キアナン・デューズバリー＝ホール | レスター・シティ             |
| FW   | イングランドの旗 | アダム・アームストロング         | サウサンプトン               |
| FW   | アイルランドの旗 | サミー・シュモディクス           | ブラックバーン・ローヴァーズ |
| FW   | オランダの旗     | クリセンシオ・サマーフィル       | リーズ・ユナイテッド         |

#### リーグ1
| Pos. | 国籍             | 受賞者                       | 所属クラブ                     |
| ---- | ---------------- | ---------------------------- | ------------------------------ |
| GK   | イングランドの旗 | ウィル・ノリス               | ポーツマスFC                   |
| DF   | アイルランドの旗 | コナー・ショーネーシー       | ポーツマス                     |
| DF   | カーボベルデの旗 | リカルド・サントス           | ボルトン・ワンダラーズ         |
| DF   | イングランドの旗 | ロニー・エドワーズ           | ピーターバラ・ユナイテッド     |
| DF   | アイルランドの旗 | エイラン・キャシン           | ダービー・カウンティ           |
| MF   | イングランドの旗 | キャメロン・ブラナガン       | オックスフォード・ユナイテッド |
| MF   | ウェールズの旗   | ジョシュ・シーハン           | ボルトン・ワンダラーズ         |
| MF   | イングランドの旗 | マーロン・パック             | ポーツマス                     |
| FW   | イングランドの旗 | エフロン・メイソン＝クラーク | ピーターバラ・ユナイテッド     |
| FW   | イングランドの旗 | コルビー・ビショップ         | ポーツマス                     |
| FW   | イングランドの旗 | アルフィー・メイ             | チャールトン・アスレティック   |

#### リーグ2
| Pos. | 国籍             | 受賞者                     | 所属クラブ                 |
| ---- | ---------------- | -------------------------- | -------------------------- |
| GK   | イングランドの旗 | ベン・ヒンチリフ           | ストックポート・カウンティ |
| DF   | イングランドの旗 | エイデン・フリント         | マンスフィールド・タウン   |
| DF   | イングランドの旗 | フレイザー・ホースフォール | ストックポート・カウンティ |
| DF   | イングランドの旗 | ミッキー・デメトリ         | クルー・アレクサンドラ     |
| DF   | ガンビアの旗     | イブー・トゥーレイ         | ストックポート・カウンティ |
| MF   | イングランドの旗 | エリオット・リー           | レクサム                   |
| MF   | イングランドの旗 | ディヴィス・ケイラー＝ダン | マンスフィールド・タウン   |
| MF   | イングランドの旗 | ダニエル・クローリー       | ノッツ・カウンティ         |
| FW   | イングランドの旗 | マカーリー・ラングスタッフ | ノッツ・カウンティ         |
| FW   | マルタの旗       | ジョディー・ジョーンズ     | ノッツ・カウンティ         |
| FW   | イングランドの旗 | ポール・マリン             | レクサム                   |

#### ウィメンズ・スーパーリーグ
出典: 
| Pos. | 国籍               | 受賞者                     | 所属クラブ               | 回 |
| ---- | ------------------ | -------------------------- | ------------------------ | -- |
| GK   | イングランドの旗   | キアラ・キーティング       | マンチェスター・シティ   | 1  |
| DF   | イングランドの旗   | ロッテ・ウーベン＝モイ     | アーセナル               | 1  |
| DF   | イングランドの旗   | アレックス・グリーンウッド | マンチェスター・シティ   | 4  |
| DF   | イングランドの旗   | ニアム・チャールズ         | チェルシー               | 1  |
| DF   | スペインの旗       | ライア・アレクサンドリ     | マンチェスター・シティ   | 1  |
| MF   | 日本の旗           | 長谷川唯                   | マンチェスター・シティ   | 2  |
| MF   | スコットランドの旗 | エリン・カスバート         | チェルシー               | 2  |
| MF   | イングランドの旗   | グレース・クリントン       | トッテナム・ホットスパー | 1  |
| FW   | イングランドの旗   | ローレン・ヘンプ           | マンチェスター・シティ   | 3  |
| FW   | ジャマイカの旗     | カディジャ・ショウ         | マンチェスター・シティ   | 2  |
| FW   | イングランドの旗   | ローレン・ジェームズ       | チェルシー               | 1  |

### 2025年

#### プレミアリーグ
| Pos. | 国籍     | 受賞者 | 所属クラブ |
| ---- | -------- | ------ | ---------- |
| GK   | 不明の旗 |        |            |
| DF   | 不明の旗 |        |            |
| DF   | 不明の旗 |        |            |
| DF   | 不明の旗 |        |            |
| DF   | 不明の旗 |        |            |
| MF   | 不明の旗 |        |            |
| MF   | 不明の旗 |        |            |
| MF   | 不明の旗 |        |            |
| FW   | 不明の旗 |        |            |
| FW   | 不明の旗 |        |            |
| FW   | 不明の旗 |        |            |